# چه گوارا
ارنستو «چِه» گِوارا (به اسپانیایی: Ernesto "Che" Guevara‎؛ ۱۴ ژوئن ۱۹۲۸ – ۹ اکتبر ۱۹۶۷) پزشک، مؤلف، چریک، دیپلمات، نظریه‌پرداز جنگی و انقلابی مارکسیست اهل آرژانتین و یکی از شخصیت‌های اصلی انقلاب کوبا بود. چهره و ظاهر او به‌طور فراگیر به‌عنوان یکی از نمادهای پادفرهنگ انقلابی و یک نشان حماسی جهانی شناخته‌شده در فرهنگ عامه تبدیل شده است.
به‌عنوان دانشجوی جوان پزشکی، گوارا آمریکای جنوبی را سفر کرد و با مشاهده فقر، گرسنگی و بیماری، روحیه مبارزه در وی پدیدار شد. تمایل رو به فزون او برای نقش‌آفرینی در مبارزه برای سرنگونی آنچه استثمار کاپیتالیستی آمریکای لاتین توسط ایالات متحده آمریکا می‌دانست، او را ترغیب کرد تا با اصلاحات اجتماعی گواتمالا تحت ریاست‌جمهوری خاکوبو آربنز همراه شود، اما طولی نکشید که آربنز در اثر کودتایی که سازمان سیا در حمایت از کمپانی یونایتد فروت ترتیب داده بود، وادار به کناره‌گیری شد و این واقعه ایدئولوژی سیاسی گوارا را تحکیم کرد. پس از آن در مکزیکو سیتی با رائول و فیدل کاسترو دیدار کرد و به جنبش ۲۶ ژوئیه آن‌ها پیوست و با هدف سرنگون‌کردن فولخنثیو باتیستا، دیکتاتور کوبا که تحت حمایت ایالات متحده بود، با کشتی گرانما عازم کوبا شد. گوارا بسیار زود میان انقلابیون به چهره‌ای برجسته تبدیل شد و به درجه فرمانده دوم ترفیع یافت. او در دو سال مبارزات چریکی علیه باتیستا که منجر به انقلاب کوبا شد، نقشی کلیدی ایفا کرد.
پس از انقلاب، گوارا در دولت جدید عهده‌دار نقش‌های کلیدی متعددی شد؛ از این مناصب می‌توان به بررسی درخواست‌های تجدیدنظر و تیرباران افرادی که از سوی دادگاه‌های انقلابی به «جنایت جنگی» محکوم شده بودند، رهبری اصلاحات ارضی کوبا به‌عنوان وزیر صنایع و نیز رهبری نهضت سوادآموزی موفق کوبا، فعالیت به‌عنوان رئیس بانک ملی و مدیر آموزشی قوای مسلح کوبا و انجام سفرهای بین‌المللی به‌عنوان نماینده سوسیالیسم کوبا اشاره کرد. چنین موقعیت‌هایی او را قادر می‌کرد تا در مسائل مهمی مانند تعلیم شبه‌نظامیان کوبایی که در حمله به خلیج خوک‌ها به پیروزی رسیدند و انتقال موشک‌های بالستیک هسته‌ای شوروی به کوبا که منجر به بحران موشکی کوبا در ۱۹۶۲ شد، عهده‌دار نقشی محوری باشد. علاوه‌بر این، او یک نویسنده و خاطره‌نویس چیره‌دست بود که آثاری مانند کتاب راهنمای جنگ چریکی و کتاب پرفروش خاطرات موتور سیکلت را نوشته است. تجربیات و مطالعاتش در مارکسیسم–لنینیسم او را به این باور رسانده بود که عقب‌ماندگی و وابستگی جهان سوم نتیجه از امپریالیسم، استعمار نو و سرمایه‌داری انحصاری ناشی می‌شود و انترناسیونالیسم پرولتری و انقلاب جهانی تنها چاره رهایی از این وضعیت است. چه گوارا در سال ۱۹۶۵ میلادی کوبا را با هدف صدور انقلاب ترک کرد؛ او نخست در شورش سیمبا در کنگو شرکت کرد و پس از ناکامی، تلاشش را در بولیوی در آمریکای لاتین از سر گرفت اما توسط ارتش آن کشور با کمک سازمان سیا دستگیر و به سرعت اعدام شد.
نظرات دربارهٔ گوارا و میراثش متفاوت است؛ او برای گروهی شخصیتی محترم و برای گروهی دیگر منفور است و این تناقض را می‌توان در بسیاری از زندگی‌نامه‌ها، خاطرات، مقالات، مستندها، آهنگ‌ها و فیلم‌های مرتبط با او مشاهده کرد. «شهادت» چه گوارا، ندای شاعرانه او برای مبارزه طبقاتی و تلاشش برای خلق «انسانی نو» که به جای مشوقه‌های مادی، به وسیله انگیزه‌های اخلاقی پیش رانده می‌شود، او به یکی از اصلی‌ترین نمادها و الگوهای جنبش‌های چپ تبدیل کرده است. اما راست‌گرایان چه را به اقتدارگرایی و توسل به خشونت علیه رقبای سیاسی متهم می‌کنند. با وجود این اختلافات، مجله تایم از او به‌عنوان یکی از ۱۰۰ فرد تأثیرگذار قرن بیستم نامبرده است. همچنین به گفته دانشگاه هنر مؤسسه مریلند، تصویر او که توسط آلبرتو کوردا انداخته شده و چریک اسطوره‌ای نام دارد، معروف‌ترین عکس جهان است.

## اوضاع آمریکای جنوبی پیش از گوارا
آمریکای لاتین در نیمه نخست قرن بیستم شاهد جنبش‌ها و مبارزات انقلابی و اصلاح‌گرایانه در کشورهای مختلفی بود. انقلاب ۱۹۱۰ مکزیک می‌تواند نخستین این جنبش‌ها محسوب شود و این مبارزات توسط جنبش‌هایی چون ائتلاف مردمی انقلابی آمریکا در پرو و حرکت دموکرات در ونزوئلا ادامه پیدا کرد. این جنبش‌ها به دنبال بهتر کردن وضعیت زندگی سیاه‌پوستان، فقرا، بی‌سوادان و استثمار شدگان بودند. با این حال، طبقه حاکمه قدرتمند بود و توانایی حفظ خود را داشت، ایالات متحده با تغییر مخالف بود و در مردم قاره حس «اطاعت» و «تابعیت» وجود داشت؛ نتیجتاً، روند ایجاد تغییر به کندی پیش می‌رفت.
در آرژانتین، قوای نظامی در سال ۱۹۴۳ کودتا کردند که در نتیجه آن، قدرت به خوآن پرون رسید. دو سال نخست ریاست‌جمهوری او شاهد افزایش سطح رفاه و حقوق بود اما وقایع جهانی باعث بحران در آرژانتین شد؛ پس از پایان جنگ جهانی دوم، آمریکا طرح مارشال را با هدف مبارزه با کمونیسم در اروپا به اجرا گذاشت. از جمله بخش‌های طرح مارشال، تأمین غله موردنیاز اروپا بود و باعث شد آرژانتین که اقتصادی مبتنی بر کشاورزی داشت، بازارهای اصلی خود را از دست بدهد. افزایش جمعیت شهرنشین نیز بر کاهش صادرات کشاورزی اثر گذاشت زیرا مصرف محصول در داخل کشور افزایش پیدا کرده بود. نبود کالاهای اساسی میان سال‌های ۱۹۴۹ تا ۱۹۵۲ باعث افزایش شدید قیمت‌ها شد و درپایان پرون در سال ۱۹۵۵ با کودتایی نظامی سقوط کرد و به تبعید رفت.
در کوبا فولخنثیو باتیستا با کودتایی به سال ۱۹۵۲ قدرت را در دست گرفته و دیکتاتوری نظامی بر پا کرده بود. در آن زمان، یک سوم جمعیت کشور «فقیر» محسوب می‌شدند و طبقه متوسط ناراضی و اندازه آن رو به رشد بود؛ اقتصاد مبتنی بر شکر دیگر نمی‌توانست پاسخگوی نیازهای آنان باشد. رژیم حاکم در نظر مردم سرکوبگر و فاسد محسوب می‌شد و مردم را با خود بیگانه کرده بود. در آن عهد، کوبا جمعیتی به اندازه ۶٫۳ میلیون نفر داشت. سرانه تولید ناخالص داخلی آن کشور در میان کشورهای آمریکای لاتین سوم بود، اما اختلاف بزرگی میان فقرا و ثروتمندان وجود داشت. زمین‌های شرق کشور تحت سلطه زمین‌داران بزرگ بود که به صادرات محصولات کشورزی مشغول بودند. اختلاف سطح زندگی میان هاوانا و دیگر مناطق کشور و همچنین میان مناطق شهری و روستایی به خوبی قابل تشخیص بود.

## سال‌های اولیه زندگی

### کودکی و نوجوانی

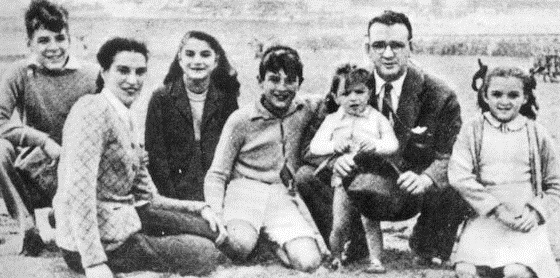
ارنستوی نوجوان (چپ) در کنار خانواده‌اش (۱۹۴۴ میلادی). در کنار او از چپ به راست: سلیا (مادر)، سلیا (خواهر)، روبرتو، خوآن، مارتین، ارنستو (پدر)، و آنا ماریا

ارنستو گوارا نخستین فرزند از پنج فرزند ارنستو گوارا لینچ و سلیا ده لاسرنا بود که در۱۴ ژوئن ۱۹۲۸، در روساریوی آرژانتین در خانواده‌ای از طبقه فرادست متولد شد. پدر گوارا یک صنعت‌گر و معمار بود. او در رشته معماری تحصیل کرده بود اما هیچ‌گاه موفق به دریافت مدرک نشد. او (ارنستوی پدر) از سمت پدر تباری اسپانیایی و از سمت مادر تباری ایرلندی داشت و نسلش به لوئیس ماریا پرالتا که زمین‌داری ثروتمند و شهردار سن خوزه کالیفرنیا در آغاز قرن ۱۹ بود، می‌رسید. خوان آنتونیو گوارا، پدر پدربزرگ ارنستو گوارا (ارنستوی پسر)، آرژانتین را در جریان تب طلا به مقصد کالیفرنیا ترک و آنجا با زنی مکزیکی ازدواج کرد. فرزند آن‌ها، روبرتو گوارا کاسترو، در کالیفرنیا متولد شد و به آرژانتین بازگشت. روبرتو گوارا با آنا ایزابل لینچ، زنی آرژانتینی از تبار ایرلندی، ازدواج کرد و ارنستو گوارا لینچ، پدر ارنستو (چه) گوارا، از آن دو زاده شد. پدر ارنستو با توجه به طبیعت پر جنب و جوش او، گفت که «نخستین چیزی که باید بدانید، این است که در رگ‌های پسر من خون شورشیان ایرلندی جریان دارد.»
سلیا ده لاسرنا ئی لیوزا، مادر ارنستو گوارا، از خانواده‌ای ثروتمند اسپانیایی‌تبار برخاسته بود. او در جوانی پدر و مادرش را از دست داده بود و در سن ۲۱ سالگی (سال تولد ارنستو) ارثیه هنگفی به او رسیده بود. سلیا ده لاسرنا از یک مدرسه کاتولیک دخترانه فارغ‌التحصیل شده بود. نام گوارا در شناسنامه «ارنستو گوارا» بود، اما گاه با پسوند «دو لا سرنا» یا/و «لینچ» نیز نوشته شده است.
مدت کوتاهی پس از تولد گوارا، خانواده‌اش به دلیل کار پدرش به سان ازیدرو نقل مکان کرد. در همان شهر بود که والدین ارنستو پی بردند او به آسم دچار است. پس از عدم موفقیت در درمان او، آن‌ها وادار شدند به خاطر آب و هوا به آلتا گراسیا در استان کوردوبا در مرکز آرژانتین منتقل شوند. گوارا و دو خواهر و دو برادرش در همان شهر و سپس در مرکز استان بزرگ شدند و هوای خشک منطقه در بهبود وضعیتش اثرگذار بود اما آسم تا پایان زندگی او را رها نکرد. خانواده گوارا دیدگاه‌های چپ‌گرایانه داشت و از این‌رو، او در سن کم با مکاتب سیاسی مختلف آشنا شد و «احساس نزدیکی» با فقرا بسیار زود در ارنستیتو (آن زمان نزدیکانش این‌گونه او را خطاب می‌کردند) شکل گرفت. پدر او از طرفداران سرسخت جمهوری‌خواهان در جنگ داخلی اسپانیا بود و اغلب در خانه خود از سربازان آسیب‌دیده جنگ میزبانی می‌کرد.
گوارا باوجود رنج‌بردن از حملات شدید آسم، در رشته‌های ورزشی مانند شنا، فوتبال، گلف و تیراندازی به موفقیت رسید و نیز دوچرخه‌سواری خستگی‌ناپذیر بود. او علاقه بسیاری به راگبی ۱۵ نفره داشت و در پست فلای هاف برای باشگاه دانشگاه بوئنس آیرس بازی می‌کرد. به دلیل سبک بازی خشن و تهاجمی‌اش در راگبی، به او لقب فوسر داده شد — ترکیبی از عبارات خشن و نام خانوادگی مادرش ده لاسرنا. انریکه مارتین، از دوستان نوجوانی گوارا، او را «دوست واقعی در زمان احتیاج به کمک» به خاطر می‌آورد که «هرگز بیشتر از دو دقیقه عصبانی نمی‌شد.» پدر و مادر گوارا در زمان نوجوانی او از یکدیگر جدا شدند.

### گرایش‌های فکری و ادبی
گوارا شطرنج را از پدرش آموخت و از سن ۱۲ سالگی در مسابقات محلی شطرنج شرکت می‌کرد. در دوران بلوغ و در طول زندگی‌اش او علاقه ویژه‌ای به شعر، به‌ویژه آثار پابلو نرودا، جان کیتس، آنتونیو ماچادو، فدریکو گارسیا لورکا، گابریلا میسترال، سزار وایهو و والت ویتمن داشت. او می‌توانست شعر «اگر—» از رودیارد کیپلینگ و مارتین فیرو از خوزه هرناندز را از حفظ بخواند. در خانه گوارا بیش از ۳٬۰۰۰ جلد کتاب وجود داشت که به او این امکان را می‌داد تا به‌عنوان کتاب‌خوانی مشتاق، آثار نویسندگان مختلف را مطالعه کند. از جمله نویسندگان مورد علاقه او کارل مارکس، ویلیام فاکنر، امیلیو سالگاری، آندره ژید و ژول ورن بودند و نیز به جواهر لعل نهرو، آلبر کامو، فرانتس کافکا، ولادیمیر لنین، ژان پل سارتر، فریدریش انگلس، آناتول فرانس، اچ. جی. ولز و رابرت فراست نیز علاقه داشت.
با افزایش سن، گوارا به نویسندگان آمریکای لاتین، مانند اوراسیو کیروگا، چیرو آلگریا، خورخه ایکازا، روبن داریو و میگل آنخل آستوریاس علاقه‌مند شد. او بسیاری از ایده‌های نویسندگان مورد علاقه‌اش را در دفترچه یادداشت خود ثبت کرد؛ از جمله تشریحات تحلیلی بودا و ارسطو، تحلیل برتراند راسل از عشق و میهن‌پرستی، نظریات جک لندن در مورد جامعه و نیچه در مورد مرگ. او همچنین مجذوب زیگموند فروید شده بود و در موضوعات مختلفی، از خواب و لیبیدو تا خودشیفتگی و عقده ادیپ، به او ارجاع می‌داد. رشته‌های مورد علاقه او در مدرسه شامل فلسفه، ریاضیات، مهندسی، علوم سیاسی، جامعه‌شناسی، تاریخ و باستان‌شناسی بود.
در گزارشی محرمانه از سازمان سیا به تاریخ ۱۳ فوریه ۱۹۵۸ به دامنه گسترده علایق گوارا در زمینه‌های دانشگاهی و روشن‌فکری اشاره شده است؛ این گزارش در ادامه می‌نویسد او «به خوبی مطالعه کرده است» و اضافه می‌کند: «چه به‌عنوان یک لاتین نسبتاً روشنفکر است.»

### خاطرات موتورسیکلت

ارنستو گوارا و آلبرتو گرانادو در کرانه رود آمازون.

در سال ۱۹۴۸، گوارا برای تحصیل در رشته پزشکی وارد دانشگاه بوئنوس آیرس شد. «عطش او برای کاوش جهان» باعث شد دو مرتبه به‌طور موقت دانشگاه را ترک کند تا راهی سفر شود؛ سفرهایی که دیدگاه او نسبت به خودش و وضعیت اقتصادی آمریکای لاتین را به‌طور اساسی تغییر داد. نخستین سفر گوارا در سال ۱۹۵۰ آغاز شد و او به تنهایی سوار بر دوچرخه‌ای که بر روی آن موتور کوچکی نصب کرده بود، ۴٬۵۰۰ کیلومتر در استان‌های شمالی آرژانتین سفر کرد. بار دوم، او در سال ۱۹۵۱ در سفری ۹ ماهه ۸٬۰۰۰ کیلومتر را در آمریکای جنوبی با موتور سیکلت طی کرد. برای این سفر، او یک سال از تحصیل مرخصی گرفته بود و برنامه داشت به همراه دوستش آلبرتو گرانادو، دو هفته را به صورت داوطلبانه میان جذامیان پرو در سان پابلو در کرانه رود آمازون سپری کند. در شیلی، شرایط کار معدنچیان معدن مس چاکویکاماتا گوارا را خشمگین و رویارویی شبانه در بیابان آتاکاما با یک زوج کمونیست تحت تعقیب که حتی پتو هم با خود نداشتند، او را متأثر کرد؛ گوارا اینان را «قربانیان لرزان از جنس گوشت و خونِ استثمار کاپیتالیستی» توصیف کرده است. او همچنین در راه ارتفاعات ماچو پیچو در آند، با فقر شدیدی که مناطق دور افتاده روستایی وجود داشت مواجه شد. در آنجا، کشاورزان بر روی زمین‌های کوچک مالکان ثروتمند کار می‌کردند. در ادامه سفر، رفاقت میان حاضران در اردوگاه جذامیان بر او اثر بخشید و گفت: «بالاترین نوع همبستگی و وفاداری انسانی میان چنین افراد تنها و ناامیدی پدیدار می‌شود.» گوارا خاطرات موتور سیکلت را با استفاده از یادداشت‌هایش در طول این سفر نوشت. این اثر سپس به فهرست کتاب‌های پرفروش نیویورک تایمز راه پیدا کرد و در سال ۲۰۰۴ فیلمی به همین نام بر اساس آن ساخته شد که جوایزی نیز دریافت کرد.

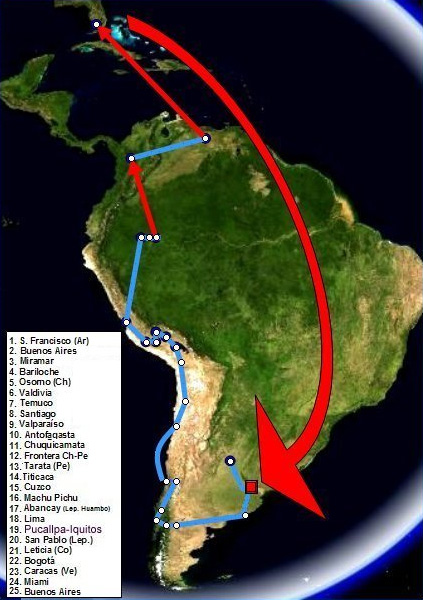
نقشه سفرهای گوارا در ۱۹۵۲. پیکان قرمز سفر هوایی را نشان می‌دهد.

گوارا در ۲۰ روز آرژانتین، شیلی، پرو، اکوادور، کلمبیا، ونزوئلا، پاناما و میامی را پیمود و سپس به بوئنوس آیرس بازگشت. در پایان سفر، او آمریکای لاتین را مجموعه‌ای از ملل جدا از هم نمی‌دید؛ بلکه آن را واحد و نیازمندِ یک استراتژی جهت آزادسازی قاره می‌دانست. برای او آمریکای اسپانیایی‌زبان، منطقه‌ای بدون مرز و دارای میراث مشترک لاتین بود و این امر بر فعالیت‌های انقلابی‌اش در سال‌های آتی اثر گذاشت. گوارا پس از بازگشت به آرژانتین تحصیلاتش را به پایان رساند و در ژوئن ۱۹۵۳ مدرک پزشکی خود را دریافت کرد.
گوارا سپس گفت سفرهایش در آمریکای لاتین باعث شد او با «فقر، گرسنگی و بیماری» تماس نزدیک داشته باشد؛ مسائلی که سبب می‌شود والدین «به دلیل کمبود پول در مداوای فرزند خود ناتوان بمانند» و پدر به دلیل «بهت ناشی از گرسنگی و مجازات مستمر» از دست دادن پسر را اتفاقی بی‌اهمیت بیابد. به گفته گوارا، این تجربه‌ها باعث شد او نتیجه بگیرد که برای «کمک به این افراد»، باید حوزه پزشکی را ترک کند و وارد صحنه مبارزه سیاسی مسلحانه شود.

## گواتمالا، آربنز و یونایتد فروت
در ۷ ژوئیه ۱۹۵۳، گوارا دوباره راهی سفر شد. این بار به بولیوی، پرو، اکوادور، پاناما، کاستاریکا، نیکاراگوئه، هندوراس و السالوادور. در ۱۰ دسامبر ۱۹۵۳، پیش از راهی شدن به سوی گواتمالا، گوارا از سان خوزه در کاستاریکا پیامی برای عمه‌اش بئاتریز فرستاد و او را در جریان احوال خود قرار داد. او در نامه از سفر خود در قلمروی کمپانی یونایتد فروت نوشت و اضافه کرد که قانع شده است که نظام کاپیتالیستی آن‌ها شریر است. او با این لحن تهاجمی قصد داشت نزدیکان محافظه‌کارتر خود را بترساند. در آخر نامه، گوارا به عکس ژوزف استالین که به تازگی درگذشته بود، قسم یاد می‌کند تا نابودی این «اختاپوس‌ها» ساعتی را به استراحت نگذراند. در همان ماه، گوارا به گواتمالا رسید؛ آنجا رئیس‌جمهور خاکوبو آربنز که در انتخاباتی دموکراتیک انتخاب شده بود، قصد داشت با اقداماتی مانند اصلاحات ارضی به نظام لاتیفوندیست پایان دهد. نتیجتاً، آربنز برنامه گسترده‌ای را آغاز کرده بود که طی آن همه بخش‌های اراضی گسترده که تحت کشت نبودند، مصادره و به دهقانانی که زمین نداشتند، داده شود. یونایتد فروت بزرگ‌ترین زمین‌دار منطقه بود که بیش از دیگران تحت تأثیر قرار می‌گرفت. دولت آربنز از آن‌ها ۲۲۵٬۰۰۰ جریب فرنگی (۹۱٬۰۰۰ هکتار) زمین کشت‌نشده مصادره کرد. گوارا که از شرایط گواتمالا خشنود بود، تصمیم گرفت آنجا ساکن شود تا «به هر آنچه برای تبدیل‌شدن به یک انقلابی واقعی نیاز است، دست پیدا کند.»
در گواتمالا سیتی، گوارا با هیلدا گادآ آکوستا آشنا شد. او یک اقتصاددان پرویی بود که به‌عنوان یکی از اعضای جنبش چپ‌گرایانه ائتلاف انقلابی مردمی آمریکا (APRA) رابط‌های سیاسی داشت. گادا، گوارا را با شماری از مقامات بلند مرتبه دولت آربنز آشنا کرد. او همچنین با گروهی از تبعیدیان اهل کوبا که به دلیل شرکت در حمله به پادگان مونکادا در سانتیاگو د کوبا به تاریخ ۲۷ ژوئیه ۱۹۵۳، با فیدل کاسترو در ارتباط بودند، آشنایی پیدا کرد. در همین دوره بود که او به لقب معروف خود، چه، مشهور شد. در زمان اقامت در گواتمالا، گوارا از کمک دیگر تبعیدیان اهل آمریکای مرکزی بهره‌مند شد. یکی از اینان، هلنا لیوا د هولست بود که به گوارا در تأمین غذا و محل اسکان یاری رساند. د هولست با گوارا دربارهٔ سفرهایش به روسیه و چین برای مطالعه مارکسیسم گفتگو می‌کرد و همچنین گوارا شعری به نام «Invitación al camino» به او تقدیم کرد.
در مه ۱۹۵۴ محموله‌ای حاوی اسلحه‌های سبک توپخانه از کشور کمونیستی چکسلواکی در پورتو باروریوس به دولت آربنز تحویل داده شد. نتیجتاً، دولت ایالات متحده آمریکا — که از سال ۱۹۵۳ مطابق دستور رئیس‌جمهور دوایت آیزنهاور به دنبال برکناری آربنز بود — با استفاده از رادیو و پخش بروشورهای تبلیغاتی، پروپاگاندای ضد آربنز را در گواتمالا تقویت و با استفاده از هواپیماهای ناشناس آن کشور را بمباران کرد. ایالات متحده همچنین گروهی از پناهندگان و مزدوران گواتمالایی به رهبری کارلوس کاستیلو آرماس را جهت خلع دولت آربنز حمایت می‌کرد. در ۲۷ ژوئن، آربنز تصمیم به استعفا گرفت. این به آرماس و نیروهای او که توسط سازمان سیا حمایت می‌شدند، امکان پیشروی به سوی گواتمالا سیتی را داد و آنان نیز خونتایی نظامی برپا کردند که در ۷ ژوئیه، آرماس را به‌عنوان رئیس‌جمهور برگزید. رژیم آرماس جهت تحکیم قدرت خود، کسانی را که ظن کمونیست بودنشان می‌رفت، دستگیر و اعدام کرد، اتحادیه‌های کارگری را بست و اصلاحات ارضی گذشته را ملغی اعلام کرد.

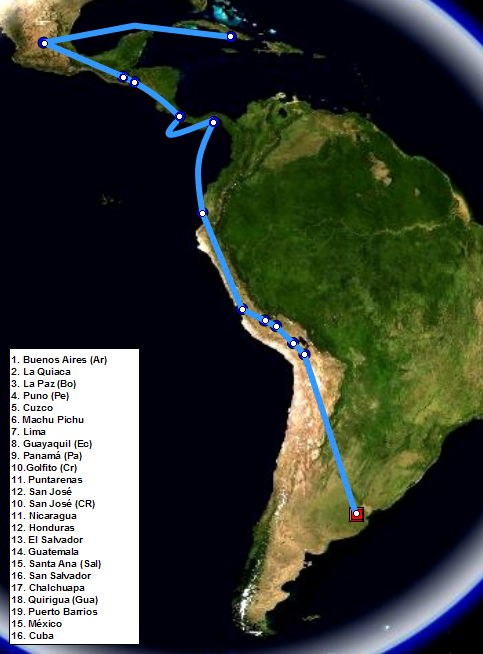
نقشه سفرهای چه گوارا میان سال‌های ۱۹۵۳ تا ۱۹۵۶

گوارا تمایل داشت در حمایت از دولت آربنز مبارزه کند و به شبه‌نظامیان جوانان کمونیست پیوست. اما تعلل گروه، او را عصبانی کرد و نتیجتاً به وظایف پزشکی خود بازگشت. پس از کودتا، او دوباره برای مبارزه داوطلب شد اما مدت کوتاهی نگذشت که آربنز پس از پناهندگی به سفارت مکزیک، از حامیان خارجی خود تقاضا کرد کشور را ترک کنند. تلاش‌های گوارا برای مقاومت، توجه حامیان کودتا را جلب کرد و آنان برای قتل او برنامه‌ریزی کردند. پس از دستگیری هیلدا گادآ آکوستا، گوارا به کنسول‌گری آرژانتین پناهنده شد و تا هنگامی که چند هفته بعد به او اجازه خروج از کشور و سفر به مکزیک داده شد، همان‌جا ماند.
برکناری آربنز و تأسیس دیکتاتوری راست‌گرای آرماس، تصویر آمریکا را به‌عنوان قدرتی امپریالیستی در ذهن چه گوارا تقویت کرد که با هر دولتی که خواهان پایان دادن به نابرابری‌های اقتصادی و اجتماعی در آمریکای لاتین و دیگر کشورهای در حال توسعه است، مخالفت می‌کند. گوارا دربارهٔ آن کودتا می‌گوید:
آخرین دموکراسی انقلابی آمریکای لاتین – دولت خاکوبو آربنز – به دلیل تهاجم سرد و عمدی ایالات متحده شکست خورد. رهبر نمایان کودتا وزیر خارجه جان فاستر دالس بود، شخصی که طی تصادفی نامحتمل، یکی از سهامداران و نمایندگان یونایتد فروت است.
عقیده او مبنی بر اینکه مارکسیسمِ به دست آمده از طریق مبارزه مسلحانه، که خلق مسلح از آن پاسداری می‌کنند، تنها راه اصلاح چنین وضعیتی است نیز در پیامد کودتا تقویت شد. گادآ سپس نوشت «[اتفاقات] گواتمالا بود که بالاخره او را قانع کرد که مبارزه مسلحانه لازم است و باید به امپریالیسم ضربه اول را زد. هنگامی که آنجا ترک کرد، از این مسئله اطمینان داشت.»

## مکزیکو سیتی

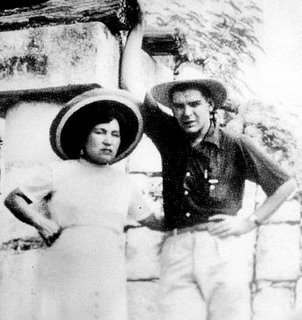
گوارا و هیلدا گادآ آکوستا در سفر ماه‌عسل در چیچن ایتزا

گوارا در ۲۱ سپتامبر ۱۹۵۴ به مکزیکو سیتی رفت و در بخش آلرژی بیمارستان عمومی و بیمارستان اطفال مکزیک مشغول به کار شد. او همچنین در دانشکده پزشکی در دانشگاه مستقل ملی مکزیک در مورد طبابت سخنرانی می‌کرد و در خبرگزاری لاتینا به‌عنوان عکاس خبرنگار استخدام شد. همسر نخست او هیلدا در خاطرات خود با عنوان زندگی من با چه ذکر می‌کند که برای مدتی گوارا تصمیم داشت به‌عنوان پزشک در آفریقا کار کند و فقری که در اطراف خود می‌دید او را شدیداً آشفته کرده بود. در یک مورد، هیلدا متوجه علاقه گوارا نسبت به یک زن رختشوی مسنی که برای معالجه به او مراجعه می‌کرد و گوارا او را «نماینده فراموش‌شده‌ترین و استثمارشده‌ترین طبقه» می‌دانست، شد. سپس هیلدا شعری را یافت که حاوی «قول مبارزه برای یک دنیای بهتر، برای زندگی بهتر برای همه فقرا و استثمارشدگان» بود و چه آن را به پیرزن تقدیم کرده بود.
در این مدت، او دوستی خود را با نیکو لوپز و دیگر تبعیدیان کوبایی که در گواتمالا ملاقات کرده بود، تجدید کرد. در ژوئن ۱۹۵۵، لوپز او را با رائول کاسترو آشنا کرد که او نیز متعاقباً گوارا را به برادر بزرگ‌تر خود، فیدل کاسترو، رهبر انقلابی که جنبش ۲۶ ژوئیه را تأسیس کرده بود و در حال طرح‌ریزی توطئه‌ای برای سرنگونی دیکتاتوری فولخنثیو باتیستا بود، معرفی کرد. گوارا در هنگام مکالمه طولانی که در شب نخستین ملاقات با فیدل با او داشت، بدان نتیجه رسید که آرمان کوبایی‌ها همان چیزی است که به دنبال آن می‌گردد و پیش از طلوع آفتاب، به‌عنوان عضوی از جنبش ۲۶ ژوئیه ثبت‌نام کرد. باوجود «شخصیت‌های متضاد» چه و فیدل، از این زمان آنان در نتیجه تعهد مشترکشان به امپریالیسم‌ستیزی رابطه‌ای ایجاد کردند که سیمون رید هنری (نویسنده کتاب زندگی‌نامه آن دو) آن را «دوستی انقلابی که دنیا را تغییر داد» توصیف می‌کند.
گوارا تا این نقطه از زندگی‌اش بدان نتیجه رسیده بود که شرکت‌های خوشه‌ای تحت سلطه آمریکا رژیم‌های مستبد را در سراسر چهان به قدرت می‌رساندند و حمایت می‌کردند. او باتیستا را «دست‌نشانده آمریکا که باید ریسمانش را قطع کرد» به‌شمار می‌آورد. هر چند گوارا قصد داشت پزشک نظامی گروه باشد، اما در آموزش نظامی اعضای جنبش شرکت می‌کرد. بخش اصلی آموزش شامل یادگیری تاکتیک‌های بزن‌درروی جنگ چریکی بود. گوارا و دیگران رژه‌های ۱۵ ساعته طاقت‌فرسا بر فراز کوه‌ها، در رودخانه‌ها و زمین‌های زیر کشت را طی کردند و روش‌های کمین و عقب‌نشینی سریع را یادگرفتند و در آن مهارت کسب کردند. گوارا از آغاز «شاگرد ممتاز» آلبرتو بایو بود و در همه آزمون‌ها بالاترین امتیاز را کسب کرد. در پایان دوره، مربی آن‌ها، ژنرال بایو، گوارا را «بهترین چریک گروه» نامید. گوارا در سپتامبر ۱۹۵۵ گادآ در مکزیک ازدواج کرد.

## انقلاب کوبا

### جنگ انقلابی
نخستین قدم در نقشه انقلابی کاسترو حمله به کوبا به واسطه مکزیک با استفاده از رزمناو بسیار قدیمی به نام «گرانما» بود. آن‌ها در روز ۲۵ نوامبر ۱۹۵۶ به سمت کوبا راه افتادند. اما کمی پس از پهلو گرفتن، ارتش باتیستا به آنها حمله کرد؛ عده‌ای کشته شدند و عده دیگری هم پس از دستگیری اعدام شدند. از میان ۸۲ نفر حاضر در کشتی، تنها ۲۲ نفر توانستند پس از حمله یکدیگر را پیدا کنند. گوارا در این نبرد تجهیزات پزشکی خود را کنار گذاشت و مهماتی را که یکی از رفیق‌هایش انداخته بود برداشت و جنگید. این اتفاق به لحظه‌ای نمادین در زندگی چه تبدیل شد.
اندک انقلابیونی که زنده مانده بودند، در اعماق کوه‌های سیرا مائسترا گرد یکدیگر آمدند. چریک‌های شهری فرانک پایس، اعضای جنبش ۲۶ ژوئیه و کشاورزان محلی از آنان حمایت می‌کردند. با عقب‌نشینی گروه به طرف کوه‌ها، دنیا تا آغاز سال ۱۹۵۷ از زنده‌بودن کاسترو بی‌اطلاع بود، تا این که هربرت متیوز مصاحبه‌ای از او را در روزنامه نیویورک تایمز به چاپ رساند. این مقاله تصویری ابدی و تقریباً اسطوره‌ای از کاسترو و چریک‌ها مجسم کرده بود. گوارا در مصاحبه حاضر نبود اما در ماه‌های آتی به اهمیت رسانه‌ها در انقلابشان پی برد. کمبود مهمات و از دست‌دادن روحیه و نیز حساسیت به نیش پشه، وضعیت ناگواری برای چه ایجاد کرده بود، به گونه‌ای که آن دوره را «دردناک‌ترین روزهای جنگ» توصیف کرده است.

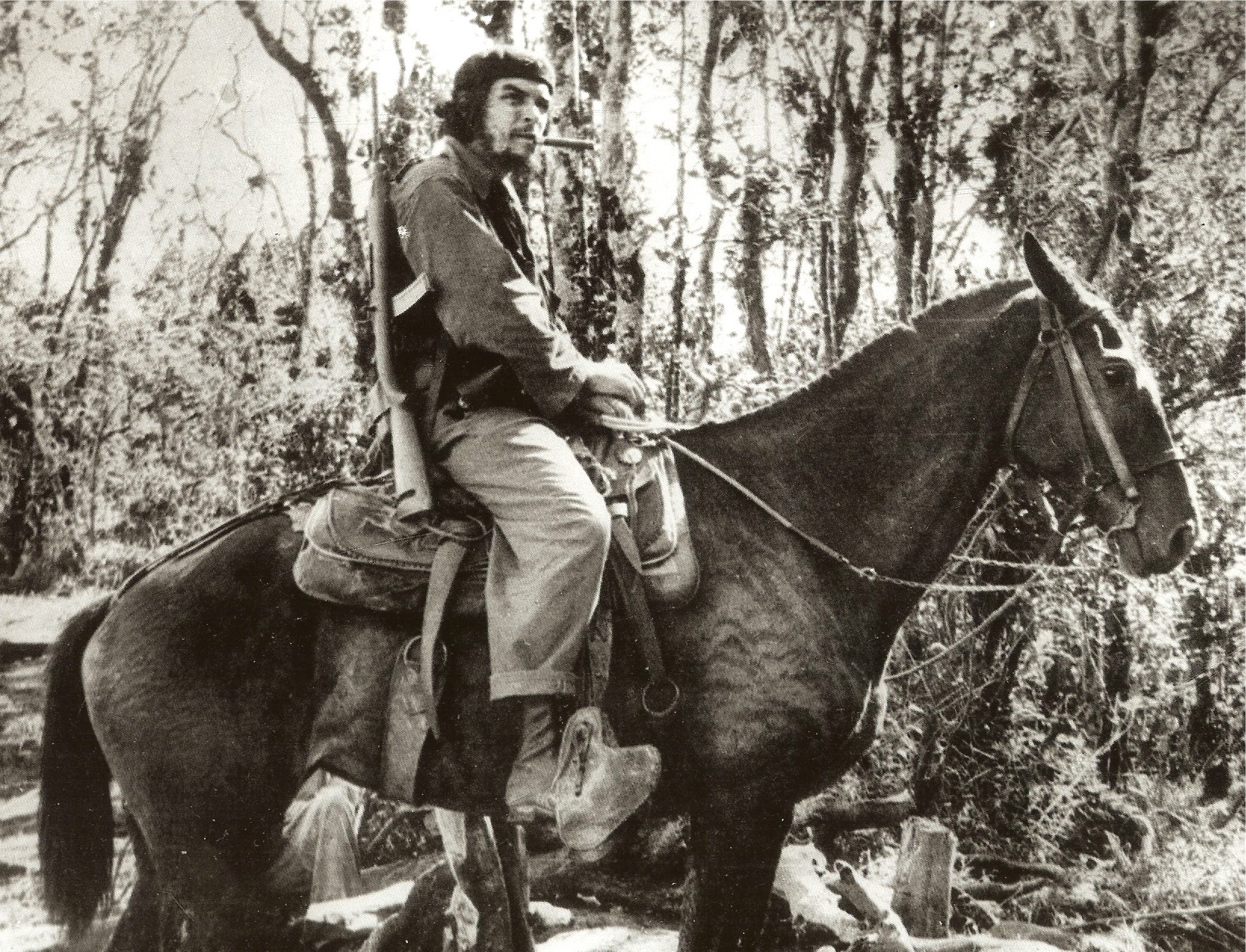
گوارا سوار بر یک قاطر در کوبا، نوامبر ۱۹۵۸

گوارا هنگامی‌که میان کشاورزان معیشتی فقیر کوه‌های سیرا مائسترا مخفی شده بود، متوجه شد که آنجا مدرسه، برق و دسترسی حداقلی به مراقبت‌های بهداشتی وجود ندارد و بیش از ۴۰ درصد بزرگسالان بی‌سواد هستند. با ادامه جنگ، گوارا به عضوی جدایی‌ناپذیر از ارتش شورشی تبدیل شد و نظر «کاسترو را با شایستگی، دیپلماسی و صبر» جلب کرد. او کارگاه‌هایی برای ساخت نارنجک، کوره‌هایی برای پخت نان و مدارسی برای آموزش خواندن و نوشتن به روستاییان بی‌سواد ایجاد کرد. گوارا همچنین کلینیک‌های بهداشتی، کارگاه‌هایی برای آموزش تاکتیک‌های نظامی و نیز روزنامه‌ای برپا کرد. در این زمان فیدل کاسترو او را به درجه فرماندهی  ستون دوم ارتش ترفیع داد. سه سال بعد، مجله تایم چه را «مغز کاسترو» نامید.
گوارا که دومین فرمانده عالی‌رتبه چریک‌ها بود، نظم و انضباط سخت‌گیرانه‌ای طلب می‌کرد و گاه به چریک‌هایی که تلاش می‌کردند فرار کنند، شلیک می‌کرد. فراریان به‌عنوان خائن مجازات می‌شدند و معروف بود چه گروه‌هایی برای ردیابی آن‌ها می‌فرستد. نتیجتاً، او به دلیل بی‌رحمی خود به شخصی هراس‌افکن تبدیل شد. در خلال مبارزات چریکی گوارا همچنین شماری از مردانی که متهم به خبرچینی، فرار یا جاسوسی بودند را به صورت خودسرانه اعدام کرد. او در خاطرات روزانه خود، نخستین اعدام خودسرانه را کشتن اوتیمیو گرا، یکی از دهقانان محلی می‌داند که به‌عنوان راهنمای ارتش انتخاب شده بود. گرا هنگامی‌که مشخص شد مقر شورشیان را در ازای ۱۰ هزار پزو در اختیار نیروی هوایی کوبا قرار داده است، به خیانت اعتراف کرد و اعدام شد. جمع‌آوری چنین اطلاعاتی به ارتش باتیستا توانایی به آتش کشاندن خانه‌های روستاییانی را می‌داد که به انقلابیون یاری می‌رساندند. گرا از چریک‌ها درخواست کرد اعدام را زود انجام دهند و چه شخصاً قدم جلو گذاشت و به سر او شلیک کرد. گوارا خود می‌نویسد: «اوضاع ناخوشایندی برای افراد و اوتیمیو بود، بنابراین من با یک گلوله پیستول .۳۲ با شلیک به سمت راست مغز که از لوب گیجگاهی خارج شد به مسئله خاتمه دادم.» یادداشت‌های علمی و توصیفات او از واقعیت در نظر جان اندرسون، یکی از زندگی‌نامه‌نویسان او، نشان از «دوری چشمگیری از خشونت» دارد. سپس گوارا روایتی ادبی از این حادثه با عنوان «مرگ یک خائن» منتشر کرد که در آن خیانت و درخواست پیش از اعدام گرا مبنی بر اینکه انقلاب «از فرزندانش مراقبت کند» را به «مَثَلی انقلابی دربارهٔ رستگاری از طریق فداکاری» تبدیل کرد.
چه، باوجود رفتار سخت‌گیرانه و بی‌رحمانه، به‌عنوان فرمانده، خود را معلم زیر دستانش می‌دانست و در اوقات فراغت، با خواندن آثار افرادی چون رابرت لویی استیونسن و میگل د سروانتس و نیز شعر غنایی اسپانیایی آنان را سرگرم می‌کرد. گوارا تحت تأثیر اصل «سواد بدون مرز» از خوزه مارتی، به چریک‌ها دستور داده بود به کشاورزان بی‌سواد که کنار آن‌ها زندگی می‌کردند و می‌جنگیدند خواندن و نوشتن آموزش دهند و این برنامه را «نبرد با جهل» لقب داده بود. توماس آلبا یکی از زیر دستان گوارا، سپس گفت «باوجود سخت‌گیر و عبوس‌بودن چه، عاشق او بودیم و حاضر بودیم زندگی خود را برای او بدهیم.»
فیدل کاسترو، به‌عنوان افسر ارشد گوارا، او را فردی باهوش، جسور و یک رهبر نمونه توصیف کرده است که «از نظر روحی بر سربازان خود سلطه داشت». کاسترو در ادامه گفت که گوارا بیش از حد ریسک‌پذیر بود؛ طوری که حتی «به حماقت می‌مانست.» جوئل ایگلسیاس، ستوان نوجوان زیر دست گوارا، بعضی از اقدامات مخاطره‌آمیز او را در خاطرات خود بازگو کرده و متذکر شده است که رفتار چه در نبرد، حتی تحسین دشمن را نیز برمی‌انگیخت. ایگلسیاس به خاطر می‌آورد که یک مرتبه در نبرد زخمی شد و «چه بدون توجه به گلوله‌ها به سمت من دوید، مرا روی شانه‌اش انداخت و از آنجا خارج کرد. نگهبانان حتی جرئت نمی‌کردند به او شلیک کنند… سپس آن‌ها به من گفتند هنگامی دیدند او بدون در نظر گرفتن خطر و با اسلحه غلاف می‌دود، تحت‌تاثیر قرار گرفتند و جرئت نکردند شلیک کنند.»
گوارا در راه‌اندازی ایستگاه مخفی رادیویی رادیو شورشی در فوریه ۱۹۵۸ نقشی حیاتی داشت. این رادیو اخبار را از دید جنبش ۲۶ ژوئیه برای مردم کوبا مخابره می‌کرد و همچنین ارتباط رادیویی میان شورشیان که شمارشان رو به افزایش بود را در سراسر جزیره ممکن می‌کرد. گویا گوارا با مشاهده اثربخشی استفاده سازمان سیا از رادیو با هدف برکناری دولت آربنز در گواتمالا، تصمیم به ایجاد این ایستگاه رادیویی گرفت.
نیروهای دولتی کوبا برای سرکوب شورش، تصمیم گرفتند زندانیان شورشی را در لحظه اسارت اعدام کنند. آن‌ها همچنین به‌طور منظم برای ایجاد رعب و وحشت، غیرنظامیان را دستگیر، شکنجه و اعدام می‌کردند. تا مارس ۱۹۵۸، ادامه چنین اقداماتی از سوی رژیم باتیستا سبب شد ایالات متحده فروش سلاح به دولت کوبا را متوقف کند. در پایان ژوئیه سال ۱۹۵۸، در نبرد لاس مرسدس، ستون تحت فرمان گوارا موفق شد نیروی ۱۵۰۰ نفره ژنرال کانتیلو را که قصد داشت نیروهای کاسترو را محاصره و نابود کند، متوقف کند. سال‌ها بعد، سرگرد لاری بوکمن از سپاه تفنگداران دریایی ایالات متحده آمریکا در تحلیل نبرد لاس مرسدس، عملکرد تاکتیکی گوارا را «درخشان» توصیف کرد. گوارا همچنین در این مدت در استفاده از تاکتیک بزن‌درو علیه ارتش باتیستا «خبره» شد.
با شعله‌ورتر شدن جنگ، فرماندهی ستون جدیدی که با هدف حمله پایانی به هاوانا اعزام شده بود، به گوارا محول شد. آنان مسیری طاقت‌فرسا را پیاده در مدت هفت هفته طی کردند. آنان برای در امان ماندن از کمین دشمن تنها شب‌ها راه می‌رفتند و اغلب برای چند روز غذا نمی‌خوردند. در روزهای پایانی دسامبر ۱۹۵۸، گوارا موظف شد با تصرف استان لاس ویاس واقع در مرکز کوبا، جزیره را به دو قسمت تقسیم کند. در تنها چند روز، او با مجموعه‌ای از «پیروزی‌های تاکتیکی درخشان» تمام استان، غیر از مرکز آن سانتا کلارا، را تحت کنترل گرفت. گوارا سپس «جوخه انتحار» خود را در نبرد سانتا کلارا، واپسین پیروزی سرنوشت‌ساز نظامی انقلاب، رهبری کرد. در شش هفته منتهی به نبرد، گاه نیروهای او کاملاً محاصره می‌شدند و مهمات کافی در اختیار نداشتند. پیروزی پایانی چه، باوجود برتری نفری دشمن با نسبت ۱۰ به ۱، از نظر برخی ناظران «یک نمونه چشمگیر در برگرداندن ورق در جنگ‌های نوین» محسوب می‌شود.

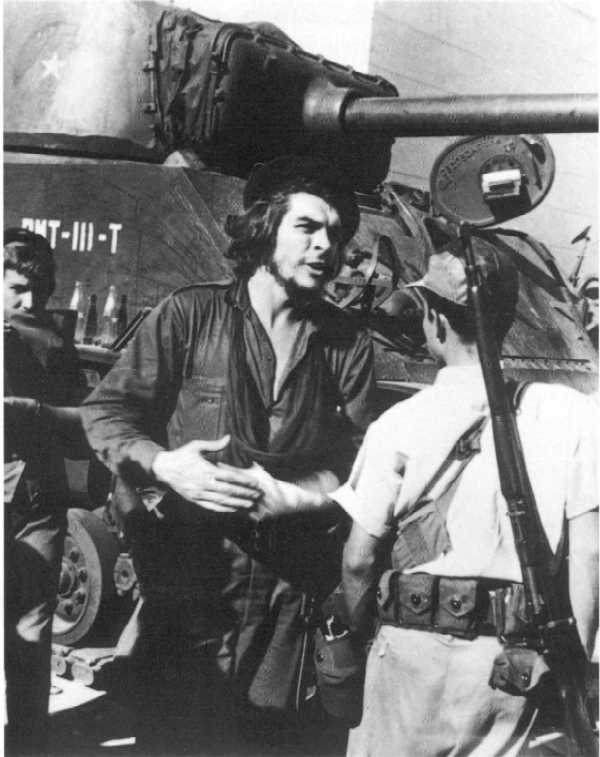
پس از نبرد سانتا کلارا، یکم ژانویه ۱۹۵۹

رادیو شورشی نخستین گزارش‌ها مبنی تسلط ستون گوارا سانتا کلارا را در شب سال نو ۱۹۵۸ مخابره کرد. اما رسانه خبری ملی اخبار متناقضی را گزارش می‌کرد و یک بار حتی خبر از کشته‌شدن چه در نبرد داد. در ساعت ۳ بامداد ۱ ژانویه ۱۹۵۹، باتیستا که مطلع شده بود ژنرال‌هایش خودسرانه در حال مذاکره برای صلح جداگانه با گوارا هستند، سوار بر هواپیما، در حالی که بیش از ۳۰۰٬۰۰۰٬۰۰۰ دلار با خود می‌برد، به جمهوری دومنیکن فرار کرد. روز بعد در ۲ ژانویه، گوارا برای اینکه شهر را تحت کنترل پایانی خود بگیرد، وارد هاوانا شد. رسیدن فیدل کاسترو شش روز دیگر طول کشید؛ او طی مسیر برای جذب حمایت مردمی در شهرهای بزرگ توقف کرده بود و درپایان در روز ۸ ژانویه ۱۹۵۹ ظفرمندانه وارد هاوانا شد. در مجموع دو سال جنگ انقلابی، ۲٬۰۰۰ نفر کشته شدند.
در میانه ژانویه ۱۹۵۹، گوارا برای بهبودی از حمله آسم به ویلایی تابستانی در تارارا رفت. او در آنجا گروه تارارا را به راه انداخت که در مورد توسعه اجتماعی، سیاسی و اقتصادی کوبا بحث و برنامه‌ریزی می‌کردند. چه همچنین نوشتن کتاب جنگ چریکی را آغاز کرد. در ماه فوریه، دولت انقلابی به پاس نقش گوارا در پیروزی، او را «شهروند متولد کوبا» اعلام کرد. هنگامی که هیلدا گادآ در پایان ژانویه وارد کوبا شد، گوارا به او گفت که با زن دیگری وارد رابطه شده است و آن دو تصمیم به طلاق گرفتند که در ۲۲ مه پایانی شد. در ۲ ژوئن ۱۹۵۹، او با آلیدا مارس، از اعضای جنبش ۲۶ ژوئیه که در کوبا متولد شده بود و از پایان ۱۹۵۸ با چه زندگی می‌کرد، ازدواج کرد. گوارا برای ماه عسل خود با آلیدا در ماه ژوئن به تارارا بازگشت. در مجموع، او از دو ازدواج خود صاحب پنج فرزند شد.

### لا کابانیا، اصلاحات ارضی و برنامه سوادآموزی
نخستین بحران بزرگ سیاسی کوبای انقلابی حاصل تصمیم‌گیری در مورد سرنوشت مسئولان دستگیرشده رژیم باتیستا بود؛ کسانی که بدترین سرکوب را مرتکب شده بودند. در شورش علیه دیکتاتوری باتیستا، فرماندهی کل ارتش شورشی به رهبری فیدل کاسترو، قانون جزایی قرن نوزدهمی موسوم به لی د لا سی‌یرا (قانون سی‌یرا) را در مناطق تحت کنترل خود اجرا می‌کرد. بر اساس قانون مجازات همه کسانی‌که مرتکب جنایات جدی شده‌اند، چه از مقامات رژیم باتیستا و چه از طرفداران انقلاب، اعدام است. در سال ۱۹۵۹ دولت انقلابی قانون را به سراسر جمهوری تعمیم داد و کسانی که جنایت‌کار جنگی به‌شمار می‌آمدند، پس از انقلاب دستگیر و محاکمه شدند. طبق گفته وزارت دادگستری کوبا، اکثریت مردم از این تصمیم حمایت می‌کردند و در این محکمه‌ها، از روالی مشابه دادگاه‌های نورنبرگ پس از جنگ جهانی دوم پیروی می‌شد.

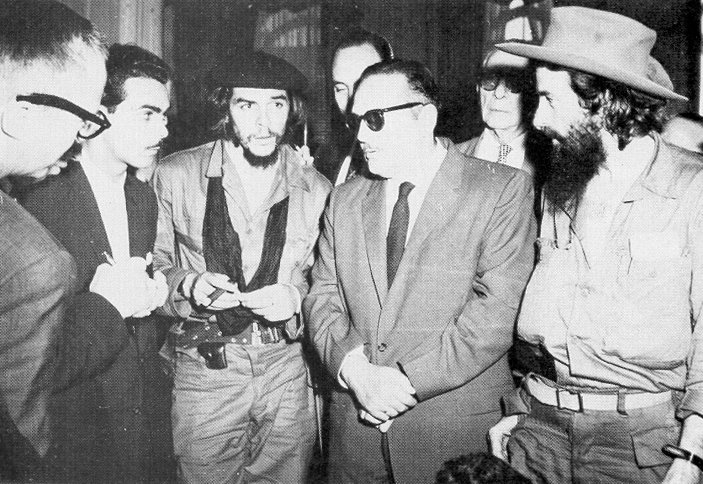
از راست به چپ، رهبر شورشی کامیلو سینفوئگوس، رئیس‌جمهور کوبا مانوئل اوروتیا و چه گوارا (ژانویه ۱۹۵۹)

کاسترو برای اجرای بخشی از نقشه، گوارا را برای پنج ماه (۲ ژانویه تا ۱۲ ژوئن ۱۹۵۹) به فرماندهی زندان قلعه لا کابانیا گماشت. دولت جدید چه را موظف کرده بود با اعمال «عدالت انقلابی» علیه خائنین، خبرچینان و جنایتکاران جنگی، ارتش باتیستا را پاکسازی و پیروزی را تحکیم کند. به‌عنوان فرمانده لا کابانیا، گوارا درخواست‌های تجدیدنظر کسانی که در دادگاه‌های انقلابی محکوم شده بودند را بررسی کرد. این دادگاه‌ها با حضور دو یا سه افسر، یک شهروند محترم و یک ارزیاب برگزار می‌شدند. در برخی پرونده‌ها، دادگاه‌های انقلابی افراد را به تیرباران محکوم کرده بود. رائول گومز ترتو، مشاور حقوقی وزارت دادگستری، معتقد بود این احکام توجیه‌پذیر است زیرا از اجرای عدالت خودسر توسط مردم جلوگیری می‌کند، اما به گفته خورخه کاستانیدا، نویسنده، در این دادگاه‌ها از رویه عادلانه پیروی نمی‌شد.

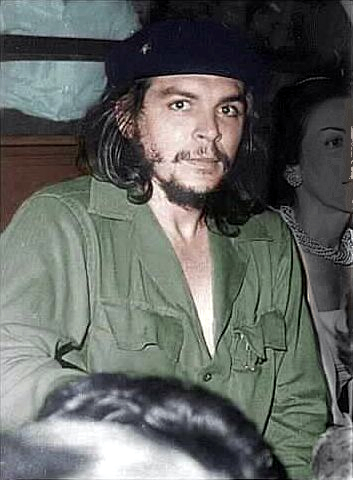
گوارا با کلاه بره و لباس زیتونی معروفش

با وجود آمارهای متناقض، برآورد می‌شود که چند صد نفر در سطح کشور در آن دوره اعدام شدند که حدود ۵۵ تا ۱۰۵ یا 550 مورد در زندان لا کابانیا تحت فرمان گوارا انجام شد. نظرات دربارهٔ احساس گوارا در مورد اعدام‌ها متفاوت است. مخالفان تبعید شده دولت انقلابی او را متهم کرده‌اند که با ذوق و شوق اعدام‌ها را سازمان‌دهی کرده است و به او لقب «قصاب لا کابانیا» داده‌اند، در حالی‌که گروهی دیگر اشاره می‌کنند او تا جایی که ممکن بود بسیاری از زندانیان را عفو کرد. اما به هر روی همه روایات متفق‌القول هستند که او به مرد سرسختی تبدیل شده بود و هیچ تردیدی در انجام اعدام به خود راه نمی‌داد و مخالفتی با محکمه‌های خودسرانه یا جمعی نداشت. اگر تنها راه «دفاع از انقلاب اعدام مخالفان آن بود، استدلال‌های انسان‌دوستانه یا سیاسی در او تأثیری نمی‌داشت.» در ۵ فوریه ۱۹۵۹، گوارا در نامه‌ای به لوئیز پاردس لوپز در بوئنوس آیرس، نوشت: «این تیرباران‌ها نه تنها برای مردم کوبا ضروری هستند، بلکه خواسته مردم نیز هستند.»
از دیگر کارهایِ چه در کوبای انقلابی، اصلاحات ارضی بود. او چند روز پس از پیروزی انقلاب در ۲۷ ژانویه ۱۹۵۹، در یکی از مهم‌ترین سخنرانی‌های خود، دربارهٔ «تفکرات اجتماعی ارتش شورشی» صحبت کرد. او در این سخنرانی مهم‌ترین دغدغه دولت جدید کوبا را «عدالت اجتماعی» که «توزیع زمین آن را محقق خواهد کرد» اعلام کرد. چند ماه بعد در ۱۷ مه ۱۹۵۹، قانون اصلاح زمین که گوارا آن را تهیه کرده بود، به اجرا درآمد که وسعت مزارع را به ۱٬۰۰۰ جریب فرنگی (۴۰۰ هکتار) محدود می‌کرد. تمام املاک گسترده‌تر از محدوده وضع‌شده، توسط دولت تصاحب می‌شدند و سپس در زمین‌های به وسعت ۶۷-جریب-فرنگی (۲۷۰٬۰۰۰-متر-مربع) به دهقانان داده می‌شدند یا در مالکیت دولتی می‌ماندند. این قانون همچنین مالکیت مزارع شکر کوبا را برای اتباع خارجی ممنوع می‌کرد.

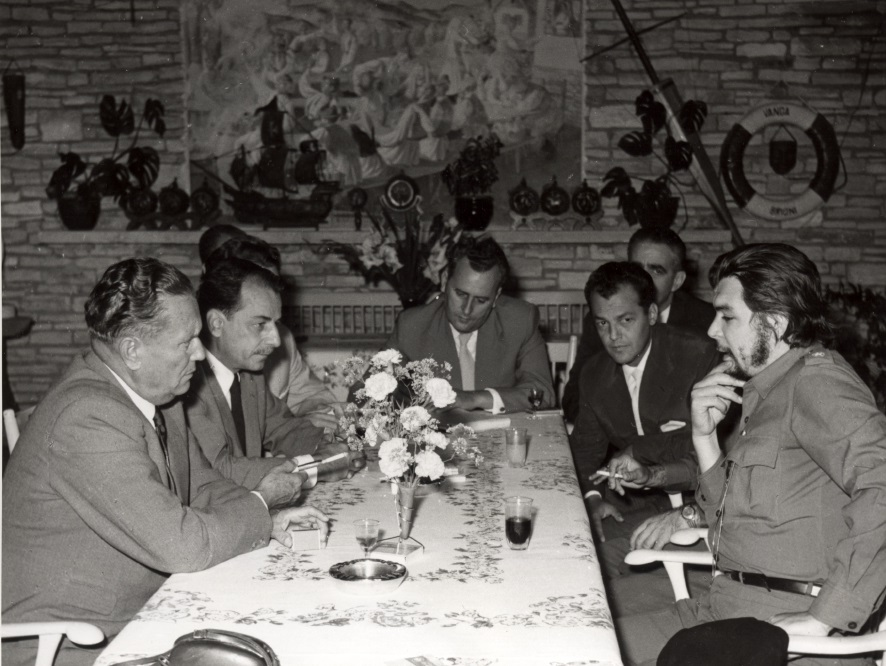
گوارا و یوسیپ بروز تیتو، در بازدید او از یوگسلاوی

در ۱۲ ژوئن ۱۹۵۹ کاسترو، گوارا را در سفری سه‌ماهه به ۱۴ کشور که اکثراً عضو کنفرانس باندونگ بودند (مراکش، سودان، مصر، سوریه، پاکستان، هند، سری‌لانکا، برمه، تایلند، اندونزی، ژاپن، یوگسلاوی، یونان) و شهرهای سنگاپور و هنگ کنگ فرستاد. دور کردن گوارا از هاوانا به کاسترو اجازه داد تا از گوارا و تفکرات مارکسیستی او فاصله بگیرد زیرا این مسئله هم در رابطه با ایالات متحده و هم در رابطه با برخی از اعضای جنبش ۲۶ ژوئیه برای او مشکل‌آفرین شده بود. گوارا در جاکارتا با رئیس‌جمهور اندونزی، احمد سوکارنو، دیدار کرد. آن دو در مورد انقلاب ۱۹۴۵–۱۹۴۹ اندونزی بحث کردند و همچنین روابط تجاری میان دو کشور را برقرار کردند. سوکارنو و گوارا به سرعت صمیمی شدند زیرا شور چه و رفتار خودمانی‌اش سوکارنو را تحت تأثیر قرار داد. نیز هر دو به آرمان‌های چپ انقلابی علیه امپریالیسم غربی متعهد بودند. گوارا سپس ۱۲ روز آتی (۱۵ تا ۲۷ ژوئیه) را در ژاپن سپری و در مذاکرات مربوط به گسترش روابط تجاری کوبا با آن کشور شرکت کرد. در این بازدید، او حاضر نشد از مقبره سرباز گمنام، بنای یادبودی برای سربازان ژاپنی کشته شده در جنگ جهانی دوم، بازدید کند زیرا «امپریالیست‌های ژاپنی» در طول جنگ «میلیون‌ها آسیایی را کشتند.» در عوض، گوارا گفت تمایل دارد از هیروشیما که ارتش آمریکا ۱۴ سال پیش بر روی آن بمب اتم انداخت، دیدار کند. او در حضور در هیروشیما رئیس‌جمهور هری ترومن را به خاطر بمباران هسته‌ای یک «دلقک ترسناک» نامید و کارت پستالی حاوی جمله «باید به هیروشیما نگاه کرد تا بتوان بهتر برای صلح جنگید» به کوبا فرستاد.

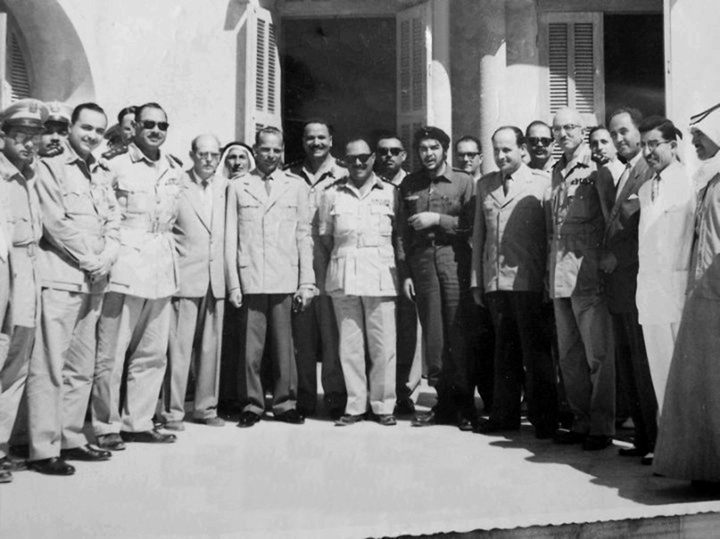
بازدید گوارا از نوار غزه در ۱۹۵۹

پس از بازگشت گوارا به کوبا در سپتامبر ۱۹۵۹، مشخص شد قدرت سیاسی کاسترو افزایش پیدا کرده است. دولت تصاحب زمین‌ها را مطابق قانون اصلاحات ارضی آغاز کرده بود، اما به جای پرداخت خسارت به مالکان زمین، به آن‌ها «اوراق قرضه» با بهره کم می‌داد، اقدامی که توجه ایالات متحده را جلب کرد. در این زمان، دام‌پروران ثروتمند کاماگوی که اصلاحات ارضی بر آنان اثر گذاشته بود، به هوبر ماتوس، رهبر شورشی نوظهور، پیوستند. اینان با جناح ضد کمونیست جنبش ۲۶ ژوئیه متحد شدند تا جلوی «تجاوز کمونیست‌ها» را بگیرند. در این زمان، رافائل تروخیو، دیکتاتور دومینیکن، از «لژیون ضد کمونیست کارائیب» که در کشور خود تعلیمشان می‌داد، حمایت می‌کرد. این نیروی چند ملیتی که بیشتر از اسپانیایی‌ها و کوبایی‌ها و نیز کروات‌ها، آلمانی‌ها، یونانی‌ها و مزدوران راست‌گرا تشکیل شده بود، قصد داشت رژیم جدید کاسترو را سرنگون کند.
در ۴ مارس ۱۹۶۰، دو انفجار بزرگ در کشتی باری فرانسوی لا کوبر که حامل مهمات بلژیکی از بندر آنتورپ بود و در بندر هاوانا پهلو گرفته بود، این تهدیدها را تشدید کرد. در انفجار مذکور، حداقل ۷۶ نفر کشته و چند صد نفر زخمی شدند که گوارا شخصاً در کمک‌رسانی اولیه به برخی از قربانیان یاری رساند. فیدل کاسترو بلافاصله سازمان سیا را به «اقدامی تروریستی» متهم کرد و روز بعد مراسم خاکسپاری رسمی برای قربانیان انفجار برگزار شد. عکس معروف گوارا که امروزه به چریک اسطوره‌ای شهرت دارد، در این مراسم توسط آلبرتو کوردا گرفته شد.

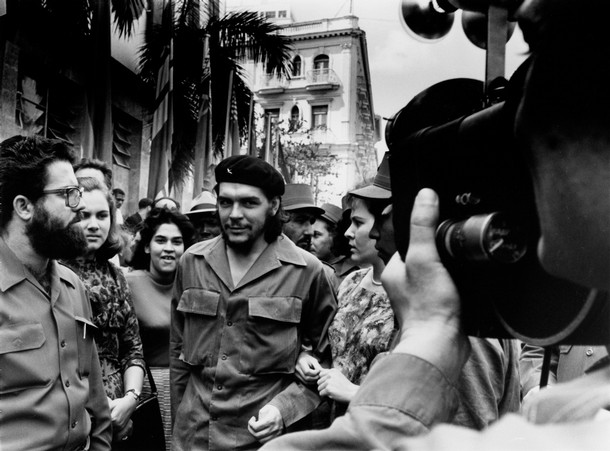
گوارا و همسرش آلیدا مارس در خیابان‌های هاوانا، دهه ۱۹۶۰

تهدیدهای احتمالی باعث شد کاسترو «ضد انقلابیون» بیشتری را از میان ببرد و از گوارا بخواهد سرعت انجام اصلاحات ارضی را شدیداً افزایش دهد. برای تحقق مسئله مورد نظر، یک نهاد دولتی جدید به نام مؤسسه ملی اصلاحات ارضی (INRA) توسط دولت کوبا تأسیس شد. این مؤسسه به سرعت مهم‌ترین ارگان حکومتی کشور شد و گوارا به‌عنوان وزیر صنایع آن را ریاست می‌کرد. تحت فرماندهی گوارا، مؤسسه نیرویی شبه‌نظامی به اسشمار ۱۰۰٬۰۰۰ نفر ایجاد کرد که نخست برای کمک به دولت در مصادره زمین‌ها و نظارت بر توزیع آن و سپس برای ایجاد مزارع تعاونی از آن بهره برده شد. زمین‌های مصادره‌شده شامل ۴۸۰٬۰۰۰ جریب فرنگی (۱۹۰٬۰۰۰ هکتار) متعلق به شرکت‌های ایالات متحده نیز می‌شد. چند ماه بعد، دوایت آیزنهاور، رئیس‌جمهور آمریکا، با هدف تلافی، واردات شکر از کوبا (صادرات نقدی اصلی کوبا) را به شدت کاهش داد؛ عملی که گوارا در ۱۰ ژوئیه ۱۹۶۰ در حضور بیش از ۱۰۰٬۰۰۰ کارگر در مقابل کاخ ریاست‌جمهوری آن را «تجاوز اقتصادی» آمریکا نامید. خبرنگاران مجله تایم که در این زمان با گوارا ملاقات کردند، نوشتند که او «با محاسبات یخی، شایستگی بسیار، هوش بالا و شوخ‌طبعی کوبا را هدایت می‌کند.»
علاوه‌بر اصلاحات ارضی، گوارا بر لزوم افزایش سطح سواد در سطح ملی نیز تأکید داشت. پیش از سال ۱۹۵۹، آمار رسمی میزان سواد کوبا میان ۶۰ تا ۷۶ درصد بود که وضعیت دسترسی به تحصیل در مناطق روستایی و کمبود معلم عوامل تعیین‌کننده در پایین بودن آمار مورد نظر بودند. نتیجتاً، دولت کوبا به دستور گوارا، سال ۱۹۶۱ را «سال تحصیل» نامید و بیش از ۱۰۰٬۰۰۰ داوطلب را در «تیپ‌های سواد آموزی» بسیج کرد. اینان در ساخت مدارس، آموزش معلمان جدید و تعلیم خواندن و نوشتن به روستاییان بی‌سواد یاری رساندند. برخلاف بسیاری از برنامه‌های اقتصادی بعدی گوارا، نهضت سوادآموزی کوبا یک «موفقیت چشم‌گیر» بود. ۷۰۷٬۲۱۲ بزرگسال کوبایی خواندن و نوشتن یادگرفتند و میزان سواد ملی به ۹۶٪ رسید.

گوارا برای من مانند پدر بود… او مرا تعلیم داد. او به من یاد داد تفکر کنم. او زیباترین چیز، انسان بودن، را به من آموخت.

—اوربانو، هم‌رزم گوارا در کوبا و بولیوی
گوارا همچنین قصد داشت دسترسی همگانی به آموزش عالی را نیز برای مردم کوبا فراهم کند. برای تحقق این امر، رژیم جدید در دانشگاه‌ها تبعیض مثبت اعمال می‌کرد. گوارا در یک سخنرانی با حضور اعضای هیئت علمی و دانشجویان دانشگاه لاس ویاس گفت دوره‌ای که تحصیل «امتیازی متعلق به طبقه متوسط سفیدپوست» بود به پایان رسیده است. او گفت: «دانشگاه باید به خود رنگ سیاه، مولاتو، کارگر و دهقان بگیرد، در غیر این صورت مردم درهای آن را خواهند شکست و آن را با هر رنگی که دوست داشته باشند، رنگ‌آمیزی خواهند کرد.»

### مارکسیسم
شایستگی مارکس بدان جهت است که به یک‌باره تأثیری مهم در تاریخ تفکرات اجتماعی ایجاد می‌کند. او تاریخ را تفسیر می‌کند، پویایی آن را درک می‌کند، آینده را پیش‌بینی می‌کند و علاوه بر پیش‌بینی آن (تا تعهد علمی خود را ارضا کند) او مفهومی انقلابی ابراز می‌کند: دنیا نباید فقط تفسیر شود، بلکه باید متحول شود. انسان دیگر در فضای زندگی خود برده و ابزار نخواهد بود و خود را به معمار سرنوشتش تبدیل می‌کند.— چه گوارا، یادداشت‌هایی برای مطالعه ایدئولوژی انقلاب کوبا، اکتبر 1960
در سپتامبر ۱۹۶۰، در نخستین کنگره آمریکای لاتین از گوارا در مورد ایدئولوژی انقلاب کوبا سؤال شد و او پاسخ داد «اگر از من پرسیده شود آیا انقلاب ما کمونیست است یا خیر، من می‌گویم مارکسیستی است. انقلاب ما با استفاده از روش‌های خود مسیرهایی را پیدا کرده است که مارکس بدان اشاره کرده بود.» مدتی بعد، گوارا از کارل مارکس به‌عنوان منبع الهام ایدئولوژیک خود نام برد. او در دفاع از موضع سیاسی خود با اطمینان گفت «حقایق بسیار مشهودی وجود دارد که بخشی از اطلاعات مردم است و دیگر بحث دربارهٔ آن‌ها بی‌فایده است. یک شخص باید مارکسیست باشد، همان‌گونه که در فیزیک «نیوتونی» و در زیست «پاستوری» است.» به گفته گوارا، هدف «انقلابیون عمل‌گرای» کوبا «تحقق قوانین پیش‌بینی‌شده توسط مارکسِ دانشمند بود.» گوارا با استفاده از پیش‌بینی‌ها و نظام ماتریالیسم دیالکتیکی مارکس گفت «قوانین مارکسیسم در وقایع انقلاب کوبا وجود دارند، فارغ از آنچه رهبرانش به زبان می‌آورند یا از دیدگاهی نظری کاملاً از آن قوانین اطلاع دارند.»

### چشم‌انداز اقتصادی و «انسان جدید»
انسان واقعاً وقتی به شرایط کامل انسانی خود می‌رسد که تولید کند، بدون اینکه از سر نیاز مجبور به فروش جسمی خود به عنوان یک کالا باشد.— چه گوارا انسان و سوسیالیسم در کوبا
گوارا در این زمان با حفظ سمت به وزارت دارایی و ریاست بانک ملی نیز منصوب شد. این انتصابات، با توجه به ادامه فعالیت او به‌عنوان وزیر صنایع، گوارا را به اوج قدرتش در کوبا رساند؛ به گونه‌ای که در عمل «تزار» اقتصاد کوبا به‌شمار می‌آمد. یکی از وظایف او به‌عنوان رئیس بانک مرکزی، امضای اسکناس‌های کوبا بود که او به جای نام کامل خود، در امضایش تنها به «چه» بسنده می‌کرد. گوارا با این عمل نمادین، بی‌میلی خود به پول و اختلافات طبقاتی را که در نتیجه آن ایجاد می‌شود، ابراز داشت و بسیاری را در کوبا نگران کرد. ریکاردو روخو، دوست دیرین گوارا، سپس گفت او «روزی که اسکناس‌ها را با نام چه امضا کرد، عقیده رایج مبنی بر مقدس‌بودن پول را از میان برد.»

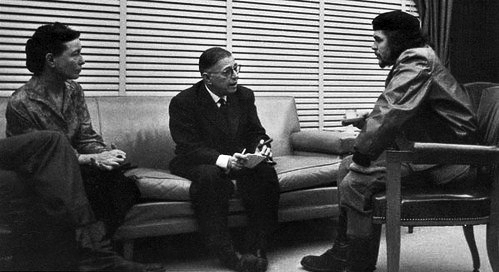
ملاقات گوارا با فلاسفه اگزیستانسیالیست فرانسوی، ژان-پل سارتر و سیمون دو بووار در دفترش در هاوانا، مارس ۱۹۶۰. سارتر گوارا را «کامل‌ترین انسان دوران» توصیف کرده است. گوارا علاوه‌بر اسپانیایی، به فرانسه نیز مسلط بود.

گوارا و رهبران جدید کوبا که تلاش داشتند نابرابری‌های اجتماعی را از میان ببرند، به سرعت کارخانه‌ها، بانک‌ها و کسب و کارها را ملی و تلاش خود را به تأمین مسکن ارزان، خدمات درمانی و شغل برای همه کوبایی‌ها معطوف کردند تا بدین طریق پایگاه سیاسی و اقتصادی کشور را متحول کنند. آنان معتقد بودند چنین تحولات بنیادینی هنگامی ریشه می‌گیرد که روابط اجتماعی و ارزشهای مردم نیز متحول شوند. رهبران کوبا نگرش مردم نسبت به نژاد، زنان، فردگرایی و کار یدی را محصول گذشته منسوخ کشور می‌دانستند و نتیجتاً از همه افراد خواستند که یکدیگر را برابر بدانند و ارزش‌هایی را بپذیرند که گوارا آن را «انسان جدید» نامید. گوارا امیدوار بود این «انسان جدید» در نهایت موجودی «ازخودگذشته و دارای روحیه کار گروهی، مطیع و سخت‌کوش، پایبند به برابری جنسیتی، مصون در برابر فساد، غیرمادی و امپریالیسم‌ستیز» باشد. او عقاید مارکسیست–لنینیستی را برای دستیابی به این هدف مناسب می‌یافت و خواهان آن بود که همزمان با تبدیل «وحدت، برابری و آزادی» به اصول اولیه جدید، دولت بر ویژگی‌هایی چون مساوات‌خواهی و ایثار تأکید داشته باشد. گوارا خواهان آن بود که نخستین هدف اقتصادی انسان جدید، در کنار بیزاری از تراکم ثروت و نابرابری اقتصادی، حذف انگیزه‌های مادی در سراسر کشور و جایگزینی آن‌ها با مشوق‌های اخلاقی باشد. او سرمایه‌داری را «مسابقه‌ای میان گرگ‌ها» به‌شمار می‌آورد که در آن «تنها با شکست دیگران» می‌توان پیروز شد و بنابراین، خواستار ظهور «زن و مرد جدید» بود. گوارا به‌طور مستمر تأکید می‌کرد اگر نتیجه پایانی اقتصاد سوسیالیستی «تقویت طمع و جاه‌طلبی فردی و تضعیف روحیه جمعی» باشد، ارزش «تلاش، فداکاری و ریسک جنگ و نابودی» را ندارد. نتیجتاً، اصلاح «آگاهی فردی» و ارزش‌ها جهت تربیت کارگران و شهروندان بهتر، به یکی از مهم‌ترین اهداف گوارا تبدیل شد. در نظر او، «انسان جدید» می‌تواند بر «خودپرستی» و «خودخواهی» که از ویژگی‌های اشخاص در جوامع کاپیتالیستی می‌دانستشان، غلبه کند. بدین منظور، دولت همچنین مجموعه‌ای از نهادها و سازوکارهایی تحت سلطه حزب، مانند گروه‌های کارگری، اتحادیه‌های جوانان، گروه‌های زنان، مراکز اجتماعی و خانه‌های فرهنگ، را در همه سطوح جامعه ایجاد کرد تا هنر، موسیقی و ادبیاتِ تحت حمایت دولت را ترویج دهند. همچنین، همه مراکز تحصیلی، رسانه‌های جمعی و اجتماعات هنری نیز ملی شدند و از آن‌ها برای تزریق ایدئولوژی سوسیالیست دولت به جامعه استفاده شد. گوارا در توصیف این روش جدید «توسعه» گفت:
تفاوت بزرگی بین توسعه توسط تجارت آزاد و توسعه انقلابی وجود دارد. در یکی از آن‌ها، ثروت در دست گروه خوشبخت کم‌تعدادی که دوست دولت و دلال هستند، متمرکز است. در دیگری، ثروت متعلق به مردم است.

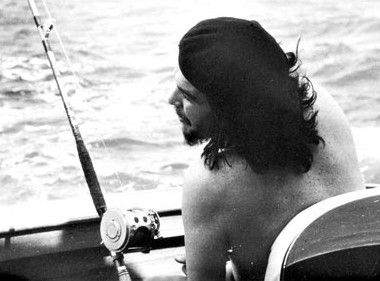
گوارا در حال ماهی‌گیری در سواحل هاوانا، ۱۵ مه ۱۹۶۰. گوارا و کاسترو با ارنست همینگوی در مسابقه ماهی‌گیری همینگوی رقابت کردند.

گوارا معتقد بود بخش جدایی ناپذیر دیگر در پرورش حس «وحدت میان فرد و توده» کار و اراده داوطلبانه است. برای نمایش این امر، گوارا «برای اینکه نمونه باشد»، در روزهای تعطیل نیز «بی‌وقفه کار می‌کرد، به‌عنوان وزیر، در ساخت و ساز و حتی در مزارع نیشکر.» معروف بود ۳۶ ساعت بدون توقف کار می‌کند، حتی پس از نیمه‌شب نیز جلسه برگزار می‌کند و در حال حرکت غذا می‌خورد. چنین رفتاری نمونه برنامه مشوق‌های اخلاقی گوارا بود که در آن هر کارگر ملزم به سهم خود و اندازه‌ای مشخص کالا تولید کند. او پاداش‌های مالی را لغو کرده بود و کارگرانی که بیش از سهم خود انجام می‌دادند تنها یک گواهی تقدیر دریافت می‌کردند اما اگر کارگری موفق نمی‌شد، از حقوق دریافتی‌اش کسر می‌کردند. گوارا بی‌قید و شرط از فلسفه شخصی خود در رابطه با کار و انگیزه دفاع می‌کرد:
مهم نیست یک نفر می‌تواند چند پوند گوشت بخورد، یا چند بار در سال به ساحل برود یا حقوق فعلی‌اش کفاف خرید چه اندازه زیورآلات از کشورهای خارجی را می‌دهد. آنچه واقعاً مهم است، این است که فرد با غنای درونی و مسئولیت بسیار بیشتر، احساس کمال می‌کند
گوارا در مواجهه با از دست دادن روابط تجاری با ممالک غربی، سعی کرد روابط تجاری نزدیک‌تر با کشورهای بلوک شرق را جایگزین آن‌ها کند و شخصاً از شماری از کشورهای مارکسیست بازدید و با آن‌ها توافق‌نامه‌های تجاری امضا کرد. تا پایان سال ۱۹۶۰، او از چکسلواکی، اتحاد جماهیر شوروی، کره شمالی، مجارستان و آلمان شرقی بازدید کرده بود و قراردادهایی مانند قرارداد ۱۷ دسامبر ۱۹۶۰ در برلین شرقی را به امضا رسانده بود. این توافق‌نامه‌ها تا حدی به اقتصاد کوبا کمک کردند، اما در عین حال منجر به وابستگی اقتصادی روزافزون کوبا به کشورهای بلوک شرق شد. همچنین در آلمان شرقی بود که گوارا با تامارا بونکه (سپس به «تانیا» معروف شد) آشنا شد. وی آنجا مترجم او بود و سال بعد به گوارا پیوست و در بولیوی همراه او کشته شد.
فارغ از نکات مثبت و منفی اصول اقتصادی گوارا، برنامه‌های او ناموفق بودند و حاصل آن‌ها نزول سریع بهره‌وری و افزایش شدید غیبت کارگران در محل کار بود. گوارا در ملاقات با رنه دومون، اقتصاددان فرانسوی، ناکافی‌بودن قانون اصلاحات ارضی مصوب سال ۱۹۵۹ توسط دولت کوبا را که نتیجه آن تبدیل مزرعه‌های بزرگ به مزارع تعاونی یا تقسیم اراضی میان دهقانان بود، مقصر مشکلات پیش‌آمده دانست. در نظر گوارا، این طرح «احساس مالکیت فردی» را تقویت کرده بود و کارگران نمی‌توانستند منافع اجتماعی مثبت کار خود را ببینند و آنان را تشویق می‌کرد مانند گذشته به دنبال منافع فردی باشند. دهه‌ها بعد، ارنستو بتانکورت، معاون پیشین چه، مدیر آتی رادیو مارتی (که با بودجه دولت آمریکا اداره می‌شد) و یکی از متحدان اولیه کاسترو که منتقد او شده بود، گوارا را به «ناآگاهی از ابتدایی‌ترین اصول اقتصادی» متهم کرد.

### خلیج خوک‌ها و بحران موشکی
در ۱۷ آوریل ۱۹۶۱، در حمله به خلیج خوک‌ها، ۱٬۴۰۰ تبعیدی کوبایی که در آمریکا آموزش دیده بودند، به کوبا حمله کردند. گوارا نقشی اساسی در این درگیری ایفا نکرد، زیرا روز پیش از حمله، یک ناو جنگی حامل تفنگداران دریایی تظاهر به حمله به ساحل غربی پینار دل ریو کرد و نیروهای تحت امر گوارا را به آن منطقه کشاند. با این حال، مورخان برای چه نقشی در پیروزی دولت کوبا قائل هستند؛ زیرا او در آن زمان مدیر آموزش نیروهای مسلح کوبا بود. تاد سالچ، نویسنده، در روایتش از پیروزی دولت کوبا، می‌گوید: «انقلابیون پیروز شدند زیرا چه گوارا، به‌عنوان رئیس بخش آموزش نیروهای مسلح انقلابی مسئول برنامه آموزش، شبه‌نظامیان را تعلیم می‌داد. او کار خودش را به خوبی انجام داده بود و ۲۰۰٬۰۰۰ زن و مرد را برای جنگ آماده کرده بود.»در همین زمان بود که اسلحه گوارا به‌طور اتفاقی از غلاف خارج شد و شلیک کرد که گونه او را خراش داد.

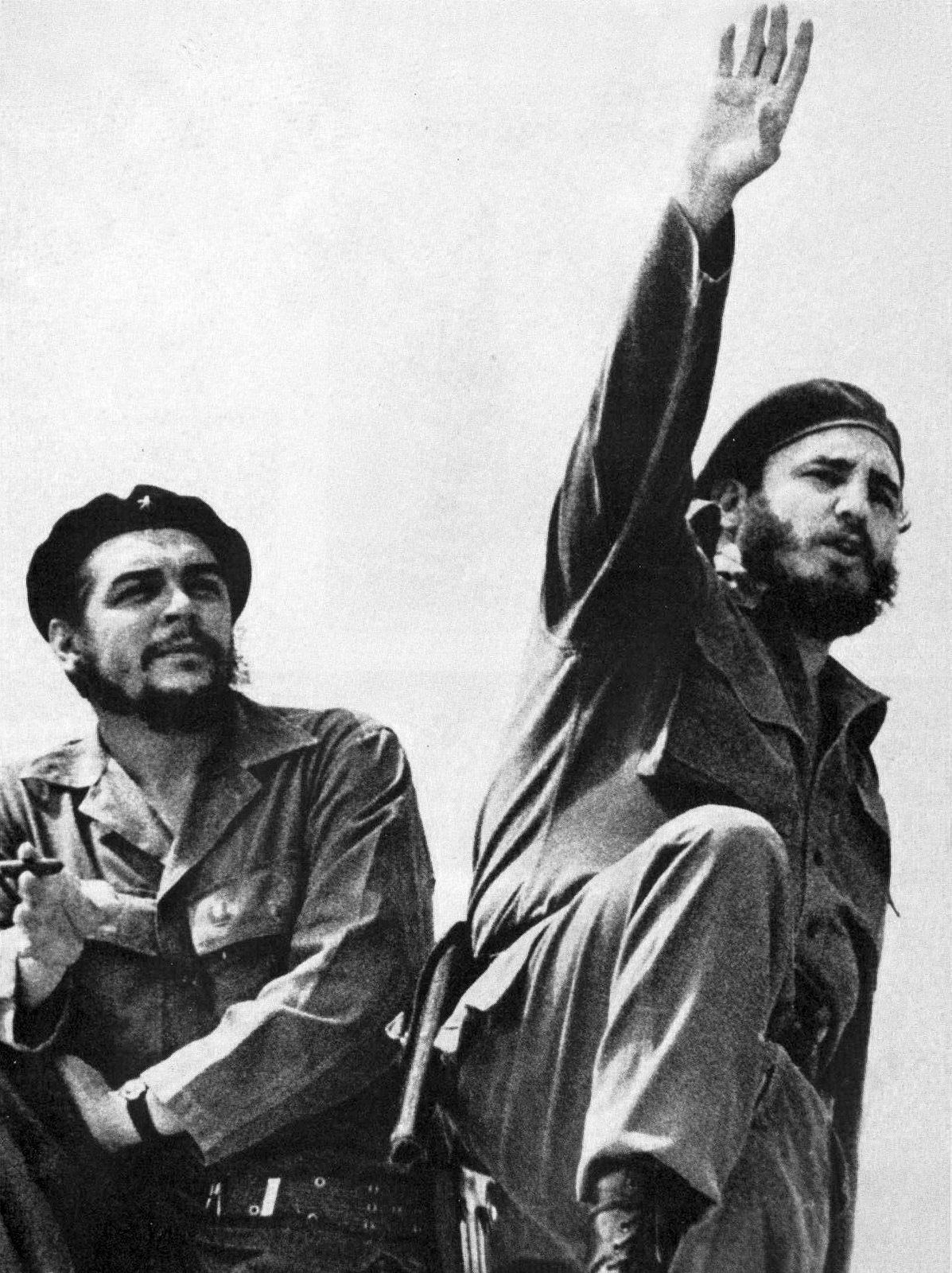
گوارا و فیدل کاسترو در ۱۹۶۱

چه گوارا در اوت ۱۹۶۱، در کنفرانس سازمان کشورهای آمریکایی در پونتا دل استه اروگوئه، یادداشتی برای «قدردانی» به جان اف. کندی، رئیس‌جمهور آمریکا، ارسال کرد. در آن یادداشت نوشته شده بود «ممنون برای خلیج خوک‌ها. پیش از حمله، انقلاب لرزان بود. اکنون از هر زمان دیگری قوی‌تر است.» هنگامی‌که داگلاس دیلان، وزیر خزانه‌داری ایالات متحده، خواستار پیوستن کوبا به اتحاد برای پیشرفت شد، گوارا به آمریکا تاخت و نظام آن کشور را دموکراتیک ندانست و گفت دموکراسی با «الیگارشی مالی، تبعیض علیه سیاه‌پوستان و خشم کوکلاکس‌کلن» سازگار نیست. او همچنین به «آزار» هایی که از نظر او «دانشمندانی مانند اوپنهایمر را از جایگاه خود رانده است، سال‌ها جهان را از صدای شگفت‌انگیز پل روبسن محروم کرده است و روزنبرگ‌ها را با وجود اعتراضات مردم بهت‌زده جهان به قتل رسانده است» نیز اشاره کرد. گوارا در پایان سخنانش گفت آمریکا به اصلاحات واقعی علاقه‌مند نیست و «کارشناسان آمریکایی هرگز در مورد اصلاحات کشاورزی صحبت نمی‌کنند؛ آن‌ها یک موضوع بی‌خطر مانند تأمین بهتر آب را ترجیح می‌دهند. سخن کوتاه؛ آن‌ها برای انقلاب توالت‌ها آماده می‌شوند.» با این وجود، ریچارد گودوین، نماینده وزارت امور خارجه در مسائل قاره آمریکا، در یادداشت خود به کندی نوشت که گوارا او را فردی از «نسلی جدیدتر» قلمداد می‌کند و همچنین گوارا گفتگویشان را «کاملاً مفید» ارزیابی کرد.
گوارا که عملاً معمار روابط شوروی و کوبا بود، در انتقال موشک‌های بالستیک هسته‌ای شوروی به کوبا نقشی اساسی داشت که در اکتبر ۱۹۶۲ با آغاز بحران موشکی کوبا جهان را تا آستانه جنگ هسته‌ای پیش برد. چند هفته پس از این بحران، هنگام مصاحبه با روزنامه کمونیستی انگلیسی دیلی ورکر، گوارا هنوز از آنچه «خیانت شوروی» به‌شمار می‌آورد دلگیر بود و به سام راسل، خبرنگار، گفت «اگر موشک‌ها تحت کنترل کوبا بودند، کوبایی‌ها آن‌ها را شلیک می‌کردند.» گوارا سپس ضمن شرح این حادثه، بار دیگر تأکید کرد که آرمان آزادی سوسیالیستی علیه «تجاوز امپریالیستی» جهانی می‌توانست در نهایت ارزش «قربانی‌شدن میلیون‌ها نفر در جنگ اتمی» را داشته باشد. بحران موشکی همچنین گوارا را متقاعد کرد دو ابرقدرت جهان (آمریکا و شوروی) از کوبا به‌عنوان سرباز پیاده‌ای در استراتژی جهان خود استفاده کرده‌اند. زان پس، او با نگرشی مشابه نظرش در مورد آمریکا، به شوروی می‌نگریست.

## سفرها

### آمریکا

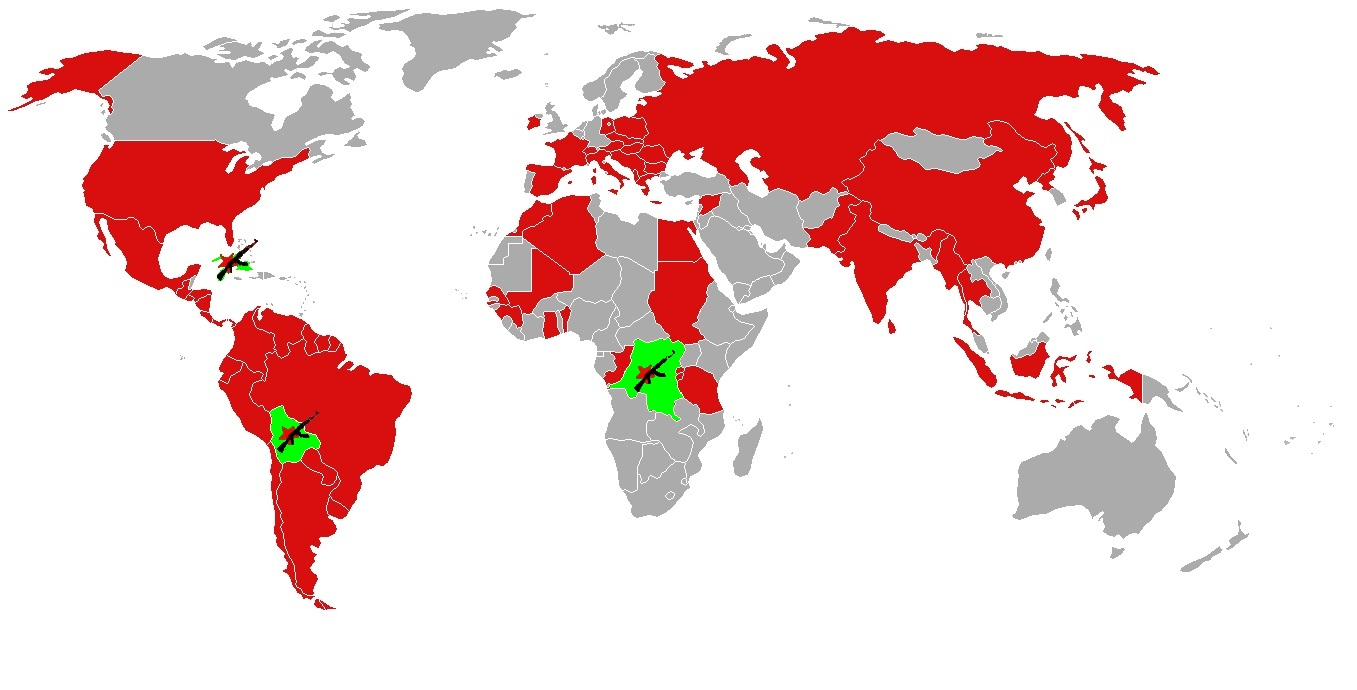
کشورهایی که چه گوارا از آن‌ها بازدید کرد (قرمز) و کشورهایی که در آن در انقلاب مسلحانه شرکت کرد (سبز)

تا دسامبر ۱۹۶۴، چه گوارا یک «دولتمرد انقلابی در قامتی جهانی» به‌شمار می‌آمد و به‌عنوان رئیس هیئت کوبایی برای سخنرانی در سازمان ملل به نیویورک سفر کرد. او در ۱۱ دسامبر ۱۹۶۴، طی سخنرانی یک‌ساعته و پرشور خود، از ناتوانی سازمان ملل در مقابله با «سیاست وحشیانه آپارتاید» در آفریقای جنوبی انتقاد کرد و پرسید «آیا سازمان ملل نمی‌تواند کاری برای جلوگیری از آن انجام دهد؟» گوارا سپس سیاست ایالات متحده در قبال جمعیت سیاه‌پوست خود را تقبیح کرد و گفت:
آنان که به دلیل رنگ پوست، فرزندان خود را می‌کشند و به‌طور روزانه علیه آنان تبعیض قائل می‌شوند، آنان که اجازه می‌دهند قاتلان سیاه‌پوستان آزادنه بچرخند، از آن قاتلان حمایت می‌کنند و سیاه‌پوستانی را مجازات می‌کنند که به دنبال حق مشروعشان به عنوان انسان‌های آزاد هستند — چگونه می‌توانند خود را نگهبانان آزادی قلمداد کنند؟
گوارا که تا این زمان خشمگین شده بود، سخنان خود را با قرائت بیانیه دوم هاوانا به پایان رساند و آمریکای لاتین را «خانواده‌ای متشکل از ۲۰۰ میلیون برادر که از مشکلات یکسانی رنج می‌برند» نامید. گوارا اعلام کرد این «حماسه» توسط «توده‌های گرسنه هندی (بومی‌های قاره آمریکا)، دهقانان بدون زمین، کارگران استثمار شده و توده‌های مترقی» نوشته خواهد شد. در نظر گوارا این منازعه، مبارزه توده‌ها و اندیشه‌ها بود که کسانی آن را پیش می‌بردند که امپریالیسم تحقیرشان کرده و در گذشته «گله‌ای ضعیف و مطیع» به‌شمار می‌آمدند. گوارا سپس ادعا کرد «کاپیتالیسم انحصاری یانکیها» به‌طور وحشت‌زده‌ای در این «گله» قبرکَنان خود را می‌بیند. او ادامه داد که در این «ساعت استحقاق»، «توده گمنام» تاریخ خود را «با خون خود» خواهد نوشت و حقوقی را که «همه ۵۰۰ سال است بدان می‌خندند» پس خواهد گرفت. چه دربارهٔ اعدام‌ها پس از انقلاب کوبا گفت: «ما اعدام کرده‌ایم، اعدام می‌کنیم و تا جایی که لازم باشد، به اعدام کردن ادامه خواهیم داد.» او با پیش‌بینی این که «موج خشم سرزمین‌های آمریکای لاتین را در خواهد نوردید» و توده‌های کارگری که «چرخ تاریخ را می‌چرخانند» برای نخستین بار از «خواب طولانی و وحشیانه‌ای که به آن‌ها تحمیل شده است بیدار خواهند شد»، به سخنان خود در مجمع عمومی خاتمه داد.
گوارا سپس خبردار شد در زمان حضورش در ساختمان سازمان ملل، تبعیدیان کوبایی دو مرتبه برای ترور او تلاش کردند. نخستین مرتبه مولی گونزالز در لحظه ورود چه قصد داشت او را با چاقویی هفت اینچی به قتل برساند. دومی نیز از جانب گیلرمو نوو بود. او تلاش کرد در زمان سخنرانی، با استفاده از بازوکا در قایقی در رودخانه ایست به مقر سازمان ملل متحد شلیک کند که تیرش خطا رفت. گوارا دربارهٔ این دو اتفاق گفت که «بهتر است آدم به ضرب چاقوی یک زن کشته شود، تا ضرب گلوله یک مرد.» همچنین گفت این انفجار به واقعه عطر و طعم بیشتری داد.

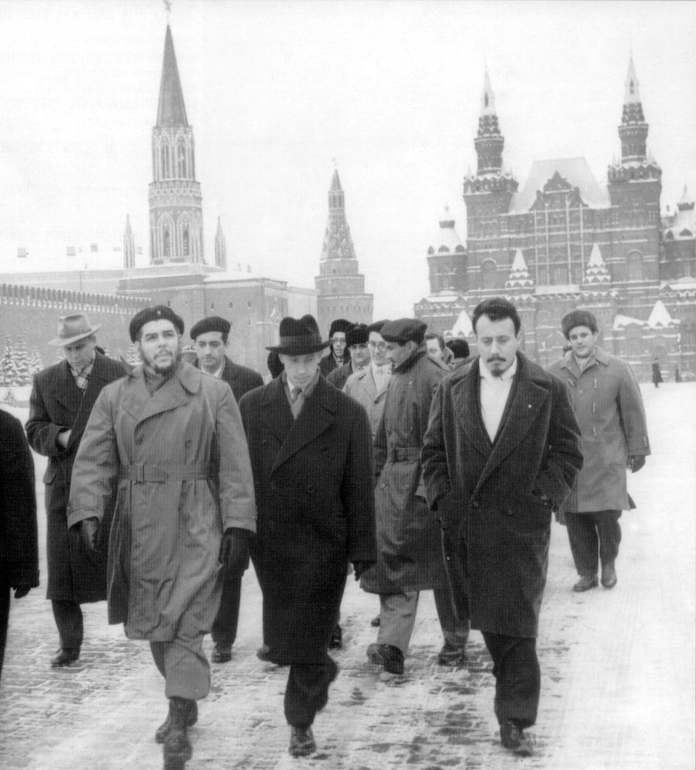
در میدان سرخ مسکو، نوامبر ۱۹۶۴

گوارا در نیویورک در برنامه ملاقات با ملت شبکه سی‌بی‌اس نیز حاضر شد و افراد مختلفی، مانند سناتور یوجین مک‌کارتی و نزدیکان مالکوم ایکس، دیدار کرد. چه نخست قرار بود با مالکوم ایکس ملاقات کند اما به دلایل امنیتی دیدار را کنسل و به نامه‌ای بسنده کرد. مالکوم ایکس در مراسمی در سالن اودوبون بالروم، نامه گوارا را خطاب به جمعیت قرائت کرد و او را «یکی از انقلابی‌ترین مردان در این کشور کنونی» توصیف کرد.

### اروپا
در ۱۷ دسامبر، گوارا نیویورک را به مقصد پاریس ترک کرد و از آنجا سفری سه‌ماهه را به دور جهان آغاز کرد که شامل بازدید از جمهوری خلق چین، کره شمالی، جمهوری متحد عربی، الجزایر، غنا، گینه، مالی، داهومی، کنگو برازاویل و تانزانیا و توقف در ایرلند و پراگ می‌شد. در ایرلند، گوارا که خود اجدادی ایرلندی داشت، روز سنت پاتریک را در لیمرک جشن گرفت.
در طول همین سفر، او نامه‌ای به کارلوس کوئیخانو، روزنامه‌نگار، نوشت که سپس به سوسیالیسم و انسان در کوبا معروف شد. گوارا در این اثر دربارهٔ ایجاد آگاهی جدید، جایگاه جدید کار و جایگاهی نو برای افراد نوشته است. او همچنین دربارهٔ احساسات ضد کاپیتالیستی خود نیز نوشت:
قانون کاپیتالیسم که از نظر اکثریت پنهان است، بدون اینکه فرد بداند در او اثر می‌کند. او فقط گستردگی افقی که بی‌انتها می‌رسد را در مقابل خود می‌بیند. این چیزی است که مبلغان کاپیتالیسم به تصویر می‌کشند و از زندگی راکفلر — درست یا غلط — سرمشقی برای امکان موفقیت می‌سازند. میزان فقر و رنجی که برای ظهور یک راکفلر نیاز است و میزان فسادی که انباشت چنین ثروتی ضرورت دارد، در تصویر دیده نمی‌شود و همیشه نشان دادن آن به مردم ممکن نیست.
گوارا نامه را با اعلام «انقلابی واقعی را احساس بزرگ عشق پیش می‌راند» و توصیه به همه انقلابیون که «هر روز تلاش کنید تا این عشق به اعمالی نمونه» و درپایان به «نیرویی پیش‌برنده» تبدیل شود. زمینه گفته‌های گوارا در باورش به اینکه انقلاب کوبا «اتفاقی معنوی و فرامرزی بود» نهفته است.

### الجزایر
گوارا در ۲۴ فوریه ۱۹۶۵ در الجزیره، در سمینار اقتصادی همبستگی کشورهای آفریقا و آسیا سخنرانی کرد که واپسین حضور او در صحنه‌های بین‌المللی بود. او به وظایف اخلاقی کشورهای سوسیالیستی اشاره و آنان را به همکاری ضمنی با کشورهای استثمارگر غربی متهم کرد. در ادامه اقداماتی را تشریح کرد که در نظر او کشورهای کمونیستی باید انجام دهند تا بر امپریالیسم غلبه کنند. او که با این صحبت‌ها به صورت عمومی از شوروی (حامی مالی اصلی کوبا) انتقاد کرده بود، در ۱۴ مارس به کوبا بازگشت و فیدل و رائول کاسترو، اسوالدو دورتیکوس و کارلوس رافائل رودریگز در فرودگاه هاوانا از او استقبال کردند.
از سخنرانی گوارا در الجزایر مشخص شده بود که او نیم‌کره شمالی به رهبری آمریکا در غرب و شوروی در شرق را استثمار کننده نیم‌کره جنوبی می‌یافت. او قویا از کشور کمونیست ویتنام شمالی در جنگ ویتنام حمایت می‌کرد و از مردم دیگر کشورهای در حال توسعه تقاضا کرد اسلحه به دست بگیرند و «ویتنامی» شوند. مخالفت او با شوروی باعث محبوبیتش میان روشنفکران و هنرمندان چپ اروپای غربی که باور خود به شوروی را از دست داده بودند، شد. نیز امپریالیسم‌ستیزی و انقلابی‌گری‌اش الهام‌بخش دانشجویان رادیکال جوان آمریکا که برای تغییرات اجتماعی بی‌تابی می‌کردند، بود.
گوارا در نوشته‌های شخصی‌اش که در این زمان نوشته (میان آنان که تا به امروز منتشر شده‌اند)، انتقادات روزافزون خود از اقتصاد سیاسی شوروی را ابراز و آنان را به «فراموش کردن مارکس» متهم کرد. او با مجموعه‌ای از سیاست‌های شوروی، شامل تلاش آن‌ها برای «محو خشونت درونی مبارزه طبقاتی که جدایی‌ناپذیر از انتقال از کاپیتالیسم به سوسیالیسم» است، سیاست «خطرناک هم‌زیستی مسالمت‌آمیز با آمریکا»، شکست آن‌ها در «تغییر در آگاهی» مربوط به کار و در آخر تلاششان برای «لیبرال کردن» اقتصاد سوسیالیستی، مخالف بود. او خواهان حذف کامل پول، بهره، مناسبات تولیدی کالایی، اقتصاد بازار و سوداگرایی بود، در حالی که شوروی‌ها اصرار داشتند این موارد با دستیابی به کمونیسم جهانی از میان خواهد رفت. گوارا پیش‌بینی کرد که اگر شوروی قانون ارزش را لغو نکند، درپایان به سرمایه‌داری باز خواهد گذشت.
گوارا دو هفته پس از سخنرانی خود در الجزیره و بازگشت به کوبا، از انظار عمومی کناره گرفت و مدتی بعد به کل ناپدید شد. از آنجا که مردم او را پس از کاسترو دومین فرد قدرتمند کشور به‌شمار می‌آوردند، وضعیتش به یک راز بزرگ تبدیل شده بود. نظرات مختلفی دربارهٔ ناپدید شدن او مطرح بود؛ برخی آن را به شکست برنامه صنعتی کوبا که او به‌عنوان وزیر صنایع حامی آن بود، ربط می‌دادند. گروهی دیگر معتقد بودند شوروی بابت طرفداری چه از چینی‌ها در منازعه چین و شوروی کاسترو را تحت فشار گذاشتند تا او را کنار بگذارد. عده‌ای نیز معتقد بودند میان گوارا و کاسترو (که فردی عمل‌گرا بود) دربارهٔ خط فکری و توسعه اقتصادی کوبا تفاوت‌های عقیدتی جدی وجود دارد. کاسترو، تحت فشار گمانه‌زنی‌های بین‌المللی دربارهٔ سرنوشت چه، در ۱۶ ژوئن ۱۹۶۵ اعلام کرد مردم تنها هنگامی مطلع خواهند شد که خود گوارا بخواهد. اما این باعث توقف پخش شایعات در داخل و خارج از کوبا نشد.
در ۳ اکتبر ۱۹۶۵، کاسترو نامه بدون تاریخی را عمومی کرد که ادعا شده بود گوارا هفت ماه پیش آن را نوشته است. در نامه که سپس «نامه خداحافظی» چه گوارا نام گرفت، گوارا ضمن تأکید بر همبستگی خود با انقلاب کوبا، اعلام کرد که قصد دارد کشور را ترک نماید تا در جنگ‌های انقلابی ممالک دیگر مشارکت کند. او همچنین از تمام مناصب خود در دولت و حزب کمونیست کوبا استعفا داد و شهروندی افتخاری خود در کوبا را نیز کنار گذاشت.

## مبارزه در کنگو

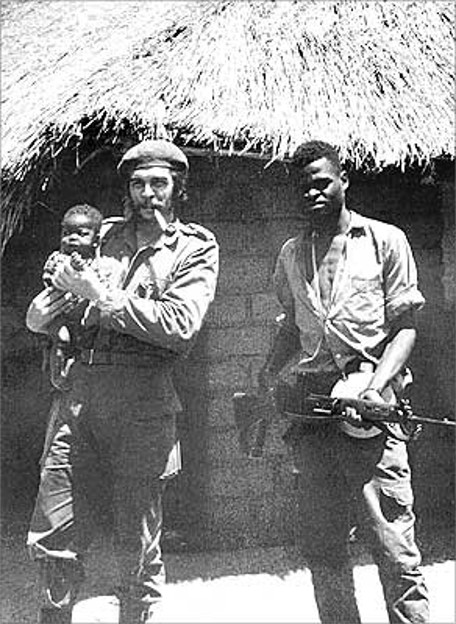
گوارا در سن ۳۷ سالگی. او در این تصویر به سال ۱۹۶۵، نوزادی کنگویی را در بغل دارد و در کنار یک سرباز آفریقایی-کوبایی ایستاده است.

گوارا در آغاز سال ۱۹۶۵ به آفریقا رفت تا دانش و تجربه خود به‌عنوان یک چریک را در اختیار شورشیان سیمبا در منازعه کنگو قرار دهد. به گفته احمد بن بلا، رئیس‌جمهور الجزایر، گوارا آفریقا را حلقه ضعیف امپریالیسم می‌دانست که در نتیجه همین موضوع، دارای ظرفیت‌های بزرگ انقلابی است. جمال عبدالناصر، رئیس‌جمهور مصر که از زمان دیدار با چه در ۱۹۵۹ رابطه برادرانه‌ای با او داشت، برنامه گوارا برای جنگ در کنگو را «خردمندانه» نمی‌دانست و به او هشدار داد که به شخصیتی «تارزانگونه» و محکوم به شکست تبدیل خواهد شد. باوجود هشدار، گوارا با نام مستعار رامون بنیتز به کنگو سفر کرد. او عملیات کوبا در حمایت از جنبش مارکسیست سیمبا را که در اثر بحران کنگو شکل گرفته بود، رهبری می‌کرد. گوارا، ویکتور درکه (فرمانده دوم) و ۱۲ اعزامی کوبایی دیگر در ۲۴ آوریل ۱۹۶۵ وارد کنگو شدند و چندی بعد، حدود ۱۰۰ آفریقایی-کوبایی نیز به آنان پیوستند. آن‌ها برای مدتی با لوران کابیلا، رهبر چریکی که چند ماه پیش در شورش ناموفق طرفداران رئیس‌جمهور برکنار شده، پاتریس لومومبا را یاری رسانده بود، همکاری کردند. گوارا که یکی از ستایش‌گران لومومبا بود، گفت که «قتل او باید درسی برای همه ما باشد.» گوارا که توانایی کمی در مکالمه به زبان سواحلی و دیگر زبان‌های محلی داشت، با کمک یک مترجم نوجوان به نام فردی ایلانگا با دیگران ارتباط برقرار می‌کرد. در هفت ماه، ایلانگا رفتار «گوارای سخت‌کوش» را که «احترام یکسانی نسبت به سفیدپوستان و سیاه‌پوستان قائل بود» تحسین‌برانگیز یافت. اما دیری نپایید که گوارا از نظم و انضباط ضعیف نیروهای کابیلا ناامید شد و وی را کنار گذاشت؛ چه گفت: «هیچ چیزی نبود که من را قانع کند که او فرد مورد نیاز ماست.»
سربازان مزدور سفیدپوستِ ارتش ملی کنگو به رهبری مایک هور که توسط پشتیبانی خلبانان کوبایی مخالف کاسترو و سازمان سیا پشتیبانی می‌شدند، مانع دیگری بر سر راه گوارا بودند؛ اینان او را از پایگاهش در کوه‌های نزدیک دریاچه تانگانیکا در جنوب‌شرقی کنگو بیرون راندند و می‌توانستند ارتباطات او را شنود کنند و بدین طریق از برنامه‌های حمله او آگاه می‌شدند و خطوط تدارکات او را مختل می‌کردند. هر چند گوارا سعی داشت حضور خود در کنگو را پنهان کند، اما دولت ایالات متحده از موقعیت و فعالیت‌های او آگاه بود. آژانس امنیت ملی با استفاده از یواس‌ان‌اس سرجوخه خوزه اف والدز (تی-ای‌جی-۱۶۹) در اقیانوس هند، کلیه ارتباطات او را رهگیری می‌کرد.
گوارا قصد صدور انقلاب از طریق تعلیم مارکسیسم و استراتژی فوکوی جنگ چریکی به جنگجویان سیمبا و مخالف موبوتو را داشت. او در کتاب خاطرات کنگو، ترکیبی از بی‌کفایتی، عدم‌پذیرش توصیه‌ها و درگیری داخلی میان شورشیان کنگو را دلایل اصلی شکست شورش نامیده است. در ۲۰ نوامبر ۱۹۶۵، گوارا که از دیسانتری و آسم حاد رنج می‌برد و از هفت ماه شکست و تعلل خسته شده بود، به همراه ۶ بازمانده گروه ۱۲ نفره خود کنگو را ترک کرد. گوارا گفت که قصد داشت مجروحان را به کوبا بفرستد و به‌عنوان یک انقلابی نمونه تنها در کنگو بماند و تا زمان مرگ بجنگد، اما پس از اصرار رفیق‌هایش و نیز دو نفری که کاسترو شخصاً از کوبا به آنجا فرستاده بود، در واپسین لحظه با اکراه حاضر شد آفریقا را ترک کند. در آن شبانه روز، نیروهای گوارا بی‌سر و صدا اردوگاه خود را پایین کشیدند، کلبه‌های خود را سوزاندند و اسلحه‌هایی که نمی‌توانستند با خود ببرند را منهدم کردند یا به دریاچه تانگانیکا انداختند و سپس شبانه با قایق از مرز به تانزانیا رفتند و خود را زمینی به دارالسلام رساندند. گوارا ماه‌ها بعد درمورد تجربه خود در کنگو به این نتیجه رسید که او به جای جنگیدن تا لحظه مرگ تصمیم به رفتن گرفت چون: «عنصر انسانی شکست خورد. هیچ اراده‌ای برای جنگ وجود نداشت. رهبران [شورشی] فاسد هستند. در یک‌کلام… نمی‌شد هیچ کاری انجام داد.» گوارا همچنین گفت «ما نمی‌توانیم کشوری که نمی‌خواهد بجنگد را به تنهایی آزاد کنیم.» چند هفته بعد، او مقدمه‌ای برای خاطرات کنگوی خود نوشت که با این جمله آغاز می‌شود: «این داستان یک شکست است.»

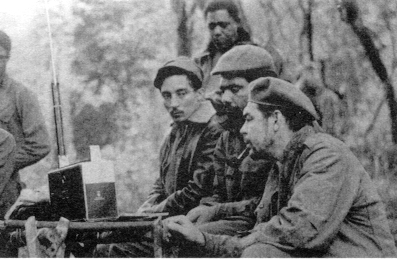
گوارا در کنگو، ۱۹۶۵

چه تمایلی به بازگشت به کوبا نداشت زیرا کاسترو پیش‌تر «نامه خداحافظی» او را که قرار بود در صورت مرگش فاش شود، علنی کرده بود. نتیجتاً، گوارا شش ماه بعدی را به صورت مخفیانه در سفارت کوبا در دارالسلام و سپس در یک خانه امن کوبایی در پراگ گذراند. گوارا هنگامی که در اروپا بود، به‌طور سری با خوآن پرون، رئیس‌جمهور پیشین آرژانتین که در اسپانیا در تبعید زندگی می‌کرد، دیدار داشت. گوارا به پرون اعتماد کرد و او را در جریان نقشه جدید خود برای طرح‌ریزی یک انقلاب کمونیستی جهت برقراری حکومت سوسیالیستی در سراسر آمریکای لاتین قرار داد. پرون به گوارا هشدار داد این نقشه که قرار است از بولیوی آغاز شود، خودکشی و بیهوده خواهد بود اما چه از پیش تصمیم خود را گرفته بود. پرون سپس گوارا را یک «آرمانشهری نابالغ» نامید اما گفت «او یکی از ما بود. من خوشحالم که باعث سردرد یانکی‌ها شده است.»
گوارا در این مدت، خاطرات خود از تجربیاتش در کنگو را گرد آورد و نیز نوشتن دو کتاب دیگر (یکی اندر فلسفه، و دیگری در مورد اقتصاد) را آغاز کرد. او در حالی که برای سفر به بولیوی آماده می‌شد، در ۲۱ ژوئیه ۱۹۶۶ به‌طور مخفیانه وارد کوبا شد تا با کاسترو و همسر خود دیدار کند. چه همچنین برای واپسین بار به پنج فرزند خود نامه نوشت که مقرر شد پس از مرگش خوانده شود. او در پایان این نامه به آنان توصیه کرد:
بیش از هر چیز، همیشه این توانایی را داشته باشید که هر گونه بی‌عدالتی که در هر کجای جهان نسبت به هر کسی روا داشته می‌شود را عمیقاً حس کنید. این زیباترین خصیصه یک انقلابی است.

## بولیوی، دستگیری و اعدام
در پایان سال ۱۹۶۶، مکان چه گوارا هنوز برای عموم نامشخص بود، هر چند نمایندگان جنبش استقلال موزامبیک (FRELIMO) گزارش دادند آن‌ها در پایان سال ۱۹۶۶ با او در دارالسلام ملاقات کردند. این دیدار در مورد پیشنهاد گوارا برای کمک به پروژه انقلابی آن‌ها بود که موزامبیکی‌ها در نهایت آن را رد کردند. در سخنرانی روز جهانی کارگران در سال ۱۹۶۷ در هاوانا، وزیر دفاع نیروهای مسلح، سرگرد خوان آلمیدا گفت گوارا «جایی در آمریکای لاتین مشغول خدمت به انقلاب است.»

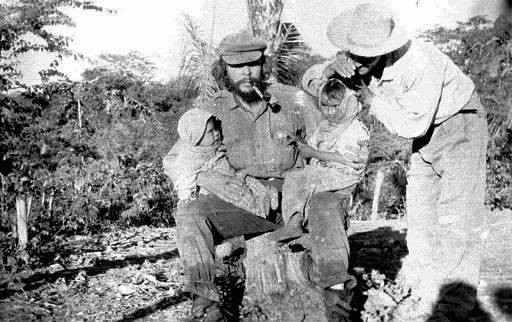
اندکی پیش از مرگ، روستایی در بولیوی

پیش از عزیمت به بولیوی، گوارا ظاهر خود را تغییر داد تا شناخته نشود؛ او ریش‌های خود را تراشید و موهایش را کوتاه و خاکستری کرد. در ۳ نوامبر ۱۹۶۶، گوارا با نام جعلی آدولفو منا گونزالز به صورت مخفیانه از مونته ویدئو با هواپیما راهی لا پاز شد. او خود را یک تاجر میانسال اروگوئه‌ای و از کارکنان سازمان کشورهای آمریکایی معرفی کرد.
سه روز پس از ورود به بولیوی، گوارا با هدف تشکیل ارتش چریکی خود، لا پاز را به مقصد مناطق روستایی جنوب شرقی این کشور ترک کرد. نخستین اردوگاه گوارا در منطقه دورافتاده نیانکاوآزو برپا شد اما آموزش ارتش چریکی در آن اردوگاه خطرناک بود و کار پیش نمی‌رفت. او هایدی تامارا بونکه بیدر که با نام مستعار تانیا شناخته می‌شد را به‌عنوان عامل اصلی خود در لا پاز منصوب کرد. تانیا اصالتاً اهل آلمان شرقی و متولد آرژانتین بود.
قوای چریکی گوارا از حدود ۵۰ نفر تشکیل شده بود و تحت عنوان ارتش آزادی‌بخش ملی بولیوی فعالیت می‌کرد. آنها به خوبی مسلح بودند و در مناطق کوهستانی کامیری در ماه‌های اولیه ۱۹۶۷ در درگیری‌های اولیه با ارتش بولیوی به موفقیت‌هایی دست پیدا کردند. در نتیجه پیروزی‌های پیاپی نیروهای گوارا در بهار و تابستان ۱۹۶۷، دولت بولیوی شمار آنان را بیش از اندازه واقعی تخمین زد.
پژوهشگران موارد زیر را دلایل شکست گوارا در به ثمر رساندن انقلاب در بولیوی می‌دانند:
- گوارا انتظار داشت معارضان محلی دولت بولیوی با او همکاری کنند اما چنین نشد. همچنین حزب کمونیست بولیوی تحت رهبری ماریو مونخه که به شوروی (و نه کوبا) گرایش داشت، از او پشتیبانی نکرد. گوارا در خاطرات خود که پس از مرگ او کشف شد، حزب کمونیست بولیوی را «غیرقابل اعتماد، غیر وفادار و احمق» توصیف کرده است.[۲۰۵]
- او تصور می‌کرد تنها با ارتش بولیوی که نیروهایش به خوبی آموزش داده نشده بودند و امکانات کافی نداشتند، روبرو شود و اطلاع نداشت دولت ایالات متحده گروهی از کماندوهای مرکز فعالیت‌های ویژه سازمان سیا و دیگر عوامل عملیاتی را برای کمک به نیروهای ضد شورش بولیوی اعزام کرده است. همچنین ارتش بولیوی نیز تحت آموزش و مشاوره نیروهای ویژه ارتش ایالات متحده، از جمله تکاوران ارتش، قرار داشت.[۲۰۶]
- همچنین قرار بود گوارا ارتباط رادیویی خود با هاوانا را حفظ کند. دو فرستنده موج کوتاه که دولت کوبا در اختیارش گذاشته بود معیوب بودند؛ نتیجتاً، چریک‌ها نمی‌توانستند ارتباط برقرار و تدارکات مورد نیاز خود را تأمین کنند.

به‌علاوه، گوارا معروف بود که ستیز را به سازش ترجیح می‌دهد و این عملکرد را در جنگ چریکی خود در کوبا نشان داده بود. این امر در عدم توفیق او در ایجاد رابطه با رهبران شورشی بولیوی مؤثر افتاد، همان‌طور که در کنگو نیز چنین شده بود. این گرایش چه در کوبا نیز خود را نشان داده بود اما مداخلات و راهنمایی‌های به موقع فیدل کاسترو مانع از بروز اختلافات گردیده بود.
نتیجه پایانی آن بود که گوارا در جذب مردم محلی برای پیوستن به شبه‌نظامیان خود طی یازده ماه تلاش ناکام ماند. بسیاری از مردم منطقه مقامات و نظامیان بولیوی را در جریان مکان و تحرکات چریک‌ها قرار می‌دادند. گوارا در واپسین روزهای مبارزات خود در بولیوی در خاطراتش نوشت که «دهقانان به ما یاری نمی‌رسانند، بلکه در حال تبدیل شدن به خبرچین هستند.»
فیلیکس رودریگز، تبعیدی کوبایی که برای مرکز فعالیت‌های ویژه سازمان سیا کار می‌کرد، به ارتش بولیوی در تلاش برای دستگیری گوارا مشاوره داد. علاوه‌بر او، مطابق ادعای مستند دشمنِ دشمن من محصول سال ۲۰۰۷، کلاوس باربی، جنایتکار جنگی نازی، نیز از دیگر مشاوران سازمان سیا بود و احتمالاً مستقیماً به آنان کمک می‌کرد.

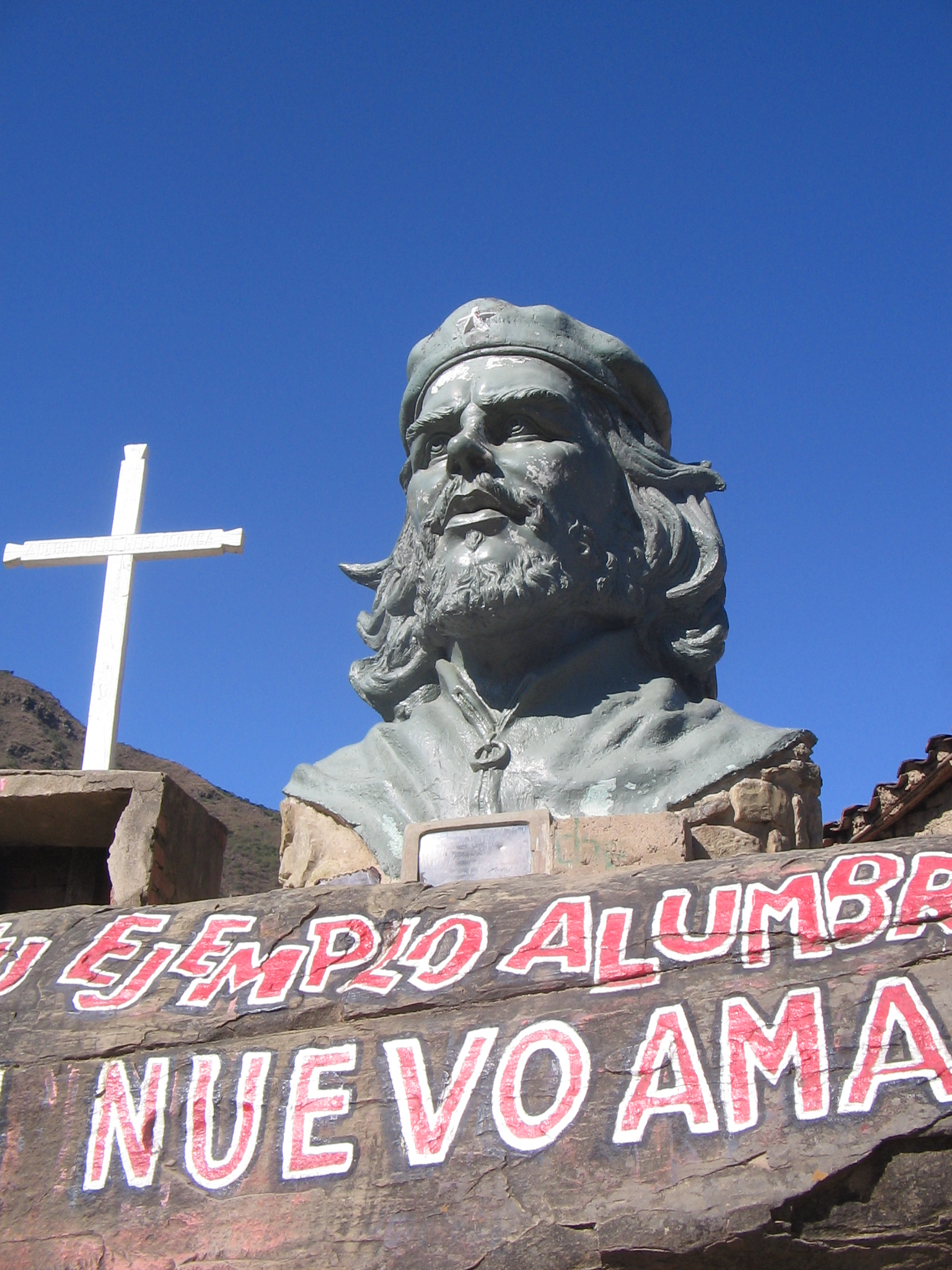
یادبود گوارا در لا ایگرا

در ۷ اکتبر ۱۹۶۷، یک خبرچین نیروهای ویژه بولیوی را از محل اردوی قوای چریکی گوارا در دره یورو مطلع کرد. صبح روز ۸ اکتبر، آن‌ها منطقه را با ۱۸۰ سرباز در دو گروه محاصره و به داخل دره پیشروی کردند. نبردی آغاز شد و در آن گوارا که به همراه سیمون کوبا سارابیا نیروها را فرمانده می‌کرد، مجروح و اسیر شد. برناردینو هوانکا، از گروهبانان ارتش بولیوی، ماجرا را این چنین گزارش می‌کند: با نزدیک شدن تکاوران بولیوی، گوارا که دو مرتبه زخمی شده بود و اسلحه‌اش به کاری نمی‌آمد، سلاح‌های خود را به نشانه تسلیم انداخت و خطاب به سربازان فریاد کشید: «شلیک نکنید! من چه گوارا هستم و من زنده ارزش بیشتری برای شما دارم، تا مرده.»
عصر روز ۸ اکتبر گوارا را دست‌بسته به مدرسه‌ای فرسوده در لا ایگرا، روستایی در همان نزدیکی، منتقل کردند. برای یک نصفه‌روز، او در برابر بازجویی توسط افسران ارتش بولیوی مقاومت می‌کرد و تنها به صورت آهسته با سربازان آن‌ها صحبت می‌کرد. یکی از آن سربازان، خلبان هلیکوپتر خای‌مه نینو دو گوزمن، چه را «مخوف» توصیف می‌کند. به گفته گوزمن، ساق پای راست گوارا گلوله خورده بود، موهایش خاک‌آلود و لباس‌هایش پاره شده بودند و پاهایش را با غلاف‌های چرمی سخت بسته بود. باوجود وضعیت نامناسب، «چه سرش را بالا گرفته بود، مستقیم در چشمان طرف مقابل نگاه می‌کرد و تنها چیزی که می‌خواست، چیزی برای دود کردن بود.» گوزمن می‌گوید با «ترحم» به او یک کیسه کوچک توتون برای پیپش داد، گوارا لبخند زد و از وی تشکر کرد. در شب ۸ اکتبر، کاپیتان اسپینوزا، از افسران ارتش بولیوی، وارد مدرسه شد و تلاش کرد پیپ گوارا از دهانش بردارد که چه — با وجود دستان بسته‌اش — به او لگد زد. گوارا همچنین چند ساعت پیش از اعدام خود به صورت آدمیرال اوگارتچه که تلاش کرده بود او را بازجویی کند، تف کرد.
روز بعد در ۹ اکتبر، گوارا درخواست کرد معلم مدرسه روستا، زن ۲۲ ساله‌ای به نام جولیا کورتز، را ببیند. او سپس گوارا را «مردی خوش‌قیافه با نگاهی نرم و طعنه‌آمیز» توصیف کرد که در هنگام مکالمه کورتز نمی‌توانست مستقیم به چشمانش بنگرد زیرا «نگاهش تاب‌ناپذیر، رسوخ‌کننده و آرام بود.» گوارا به معلم گفت این «ضد تربیتی» است که انتظار رود کودکان روستایی در چنین جایی تحصیل کنند، «در حالی که مقامات دولتی مرسدس سوار می‌شوند.» گوارا گفت این چیزی است «که ما علیه آن مبارزه می‌کنیم.»
مدتی بعد در همان صبح ۹ اکتبر، رنه بارینتوس، رئیس‌جمهور بولیوی، دستور داد گوارا کشته شود. هر چند گفته می‌شود دولت ایالات متحده متمایل بود گوارا برای بازجویی بیشتر به پاناما برده شود، این دستور توسط فیلیکس رودریگز به واحدی که گوارا را در اختیار داشت منتقل شد. ماریو تران، گروهبان ۲۷ ساله ارتش بولیوی که ادعا می‌کرد سه نفر از دوستانش، همگی با نام کوچک ماریو، در درگیری با چریک‌های گوارا کشته شدند، برای اعدام او داوطلب شد. او درحالی‌که نیمه‌مست بود، درخواست کرد به گوارا شلیک کند. دولت بولیوی قصد داشت پس از کشتن گوارا به صورت رسمی اعلام کند او در جریان درگیری کشته شده است و نتیجتاً، رودریگز به تران دستور داد به سر چه شلیک نکند تا زخم‌های گلوله با روایت دولتی سازگار باشد. گری پرادو، سروانی که نیروهای تحت امرش گوارا را اسیر کرده بودند، گفت که بارینتوس دستور اعدام فوری گوارا را صادر کرده بود زیرا احتمال داده می‌شد او از زندان فرار کند و نیز بدین طریق از نمایش و درام محاکمه علنی که امکان بهره‌برداری از آن وجود داشت، جلوگیری شود. بارینتوس هرگز انگیزه خود برای کشتن فوری گوارا، به جای اقدامات دیگر مانند محاکمه او یا بیرون کردنش از کشور و تحویل دادنش به مقامات آمریکایی، را فاش نکرد.

فیلیکس رودریگز حدود ۳۰ دقیقه پیش از کشته‌شدن گوارا تلاش کرد تا او را وادار به اعتراف در مورد محل اختفای دیگر چریک‌ها که آزاد بودند، کند اما گوارا پاسخی نداد. سپس رودریگز و چند سرباز دیگر به گوارا کمک کردند سر پا ایستد و او را بیرون کلبه بردند. رودریگز و دیگر سربازان با گوارا عکس دسته‌جمعی گرفتند و رودریگز به گوارا اطلاع داد قرار است اعدام شود. کمی بعد، یکی از سربازانی که از گوارا محافظت می‌کرد، از او پرسید «آیا به جاودانگی خود فکر می‌کنی؟» و گوارا پاسخ داد: «نه، من به جاودانگی انقلاب می‌اندیشم.» چند دقیقه بعد، تران برای شلیک به او وارد کلبه شد؛ گوارا برخاست و و واپسین کلمات خود را بر زبان آورد: «می‌دانم که تو برای کشتن من آمدی. شلیک کن، بزدل! تو تنها می‌خواهی یک نفر را بکشی!» تران برای لحظه‌ای درنگ کرد، سپس ام۲ کارابین را به سمت گوارا نشانه گرفت و به بازوها و پاهای چه شلیک کرد. گوارا که روی زمین به خود می‌پیچید، یکی از مچ‌های خود را گاز گرفت تا جلوی فریاد کشیدن خود را بگیرد. شلیک بعدی تران زخم کشنده‌ای در سینه گوارا ایجاد کرد. مطابق گفته رودریگز، گوارا در ساعت ۱:۱۰ پس از ظهر به وقت محلی درگذشت. در مجموع تران ۹ بار به گوارا شلیک کرد، پنج بار به پاها، یک بار به شانه و بازوی راست و یک بار در سینه و گلو.

خبر کشته‌شدن چه‌گوارا در روزنامه اطلاعات

هرگاه مرگ به سراغ ما آید، خوش آید، به شرط آن‌که فریاد ما به گوش شنوایی رسد و دست دیگری برای اسلحه‌های ما دراز شود.

—گورنوشته چه گوارا که چند ماه قبل از مرگ آماده کرده بود
گوارا چند ماه پیش از مرگ، در جریان کنفرانس همبستگی سه‌قاره که واپسین حضور عمومی‌اش بود، گورنوشته خود را آماده کرد تا بر روی قبرش حک شود.

## پس از اعدام
جسد گوارا پس از اعدام به ارابه‌های فرود یک هلیکوپتر بسته و به وال‌گرانده در همان نزدیکی برده شد. آنجا، او را در یک تخته بتونی در یک خشکشویی خواباندند و از جسدش عکس گرفتند. چند شاهد برای تأیید هویت او فراخوانده شدند که یکی از آن‌ها روزنامه‌نگار بریتانیایی ریچارد گوت بود که میان شاهدان تنها او گوارا را در زمان حیات ملاقات کرده بود. جسد چه را به نمایش عمومی گذاشتند و صدها نفر از مردم محلی او را دیدند که در نظر بسیاری از آن‌ها، به مسیح می‌مانست و حتی برخی به‌طور مخفیانه تارهای موی او را برای تبرک جدا کرده و با خود بردند. مقایسه‌هایی از این قبیل دو هفته بعد شدت گرفت؛ آن زمان، جان برجر، منتقد هنر انگلیسی، با دیدن عکس‌های جنازه گوارا، گفت این تصاویر در سوگ مسیح از آندرئا مانتنیا و کلاس تشریح دکتر نیکولاس تولپ از رامبرانت را تداعی می‌کنند. چهار خبرنگار هنگام ورود جنازه گوارا به وال‌گرانده، آنجا حضور داشتند، از جمله بیورن کوم سوئدی که در مقاله‌ای در نیو ریپابلیک به تاریخ ۱۱ نوامبر ۱۹۶۷ صحنه را توصیف کرد.
لیندون بی. جانسون در یادداشتی به تاریخ ۱۱ اکتبر ۱۹۶۷ به مشاور امنیت ملی والت وایتمن رستو تصمیم قتل گوارا را «احمقانه» اما «قابل درک از دیدگاه بولیوی» توصیف کرد. رودریگز پس از اعدام، برخی اقلامی را که همراه گوارا بودند، برای خود برداشت؛ از جمله ساعتی که تا سال‌ها می‌پوشید و به خبرنگاران نشانش می‌داد. امروزه آن اقلام، شامل چراغ قوه گوارا، در سازمان سیا نگهداری می‌شوند. یک دکتر نظامی دست‌های گوارا را قطع کرد و سپس افسران ارتش بولیوی جنازه را به مکان نامعمولی بردند و سرنوشت جسد را فاش نکردند. دست‌های چه را برای انگشت‌نگاری به بوئنوس آیرس منتقل کردند. سپس دست‌های بریده چه گوارا را به کوبا فرستادند.
فیدل کاسترو در ۱۵ اکتبر در هاوانا، به صورت عمومی مرگ گوارا را تأیید و ۳ روز عزای عمومی در سراسر کوبا اعلام کرد. در ۱۸ اکتبر، کاسترو در حضور یک میلیون نفر در میدان انقلاب، دربارهٔ شخصیت گوارا به‌عنوان یک انقلابی صحبت کرد. او سخنانش را چنین به پایان برد:
اگر می‌خواهیم بگوییم که دوست داریم نسل‌های بعدی چگونه باشد، باید گفت: مثل چه! اگر می‌خواهیم بگوییم دوست داریم فرزندانمان چگونه تعلیم ببینند، باید بدون تردید بگوییم: با روحیه چه! اگر الگویی می‌خواهیم که نه به دوران ما، که به آینده تعلق داشته باشد، من از اعمال قلبم می‌گویم چنین الگویی، بدون هیچ لکه‌ای در رفتار و کردار، چه است!
هنگام دستگیری گوارا، یک دفتر خاطرات ۳۰٬۰۰۰ کلمه‌ای دست‌نویس، مجموعه اشعار شخصی او و داستان کوتاهی که نوشته بود (در مورد یک چریک جوان کمونیست که یادمی‌گیرد بر ترس‌هایش غلبه کند) به دست ارتش بولیوی افتاد. گوارا در این خاطرات وقایع مبارزات چریکی در بولیوی، از روز ورود در ۷ نوامبر ۱۹۶۶ تا ۷ اکتبر ۱۹۶۷، یک روز پیش از دستگیری، را مستند کرده بود. یادداشت‌های گوارا نشان می‌دهد مطلع‌شدن قوای نظامی بولیوی از فعالیت‌های چریک‌ها آنان را وادار به آغاز زودهنگام عملیات کرد و تصمیم گوارا برای تقسیم نیروها به دو واحدی که متعاقباً قادر به برقراری تماس نبودند و به‌طور کلی وقایع مبارزات ناموفق آنان را در بولیوی تشریح می‌کند. او در این خاطرات همچنین دربارهٔ اختلافات خود با حزب کمونیست بولیوی که منجر شد گوارا به میزان چشمگیری کمتر از حد انتظار نیرو داشته باشد و مشکلاتش در سربازگیری از میان مردم محلی (بخشی از مشکل از این امر ناشی می‌شد که چه گوارا زبان کچوا را یادگرفته بود، غافل از اینکه زبان محلی در واقع یک زبان توپیایی-گوارانی است) را نیز توضیح داده است. همچنین نشان داده شده است که با نزدیک‌شدن به پایان غیرمنتظره مبارزات، گوارا به‌طور فزاینده‌ای بیمار شده و از حملات شدید آسم رنج می‌برد و هدف از بیشتر حملات پایانی یافتن دارو بود. خاطرات بولیوی گوارا به سرعت توسط مجله رامپارتس به انگلیسی ترجمه و در سراسر جهان پخش شد. حداقل چهار دفتر خاطرات دیگر نیز وجود دارد که هر کدام جنبه‌های متفاوتی از وقایع را آشکار می‌کند.

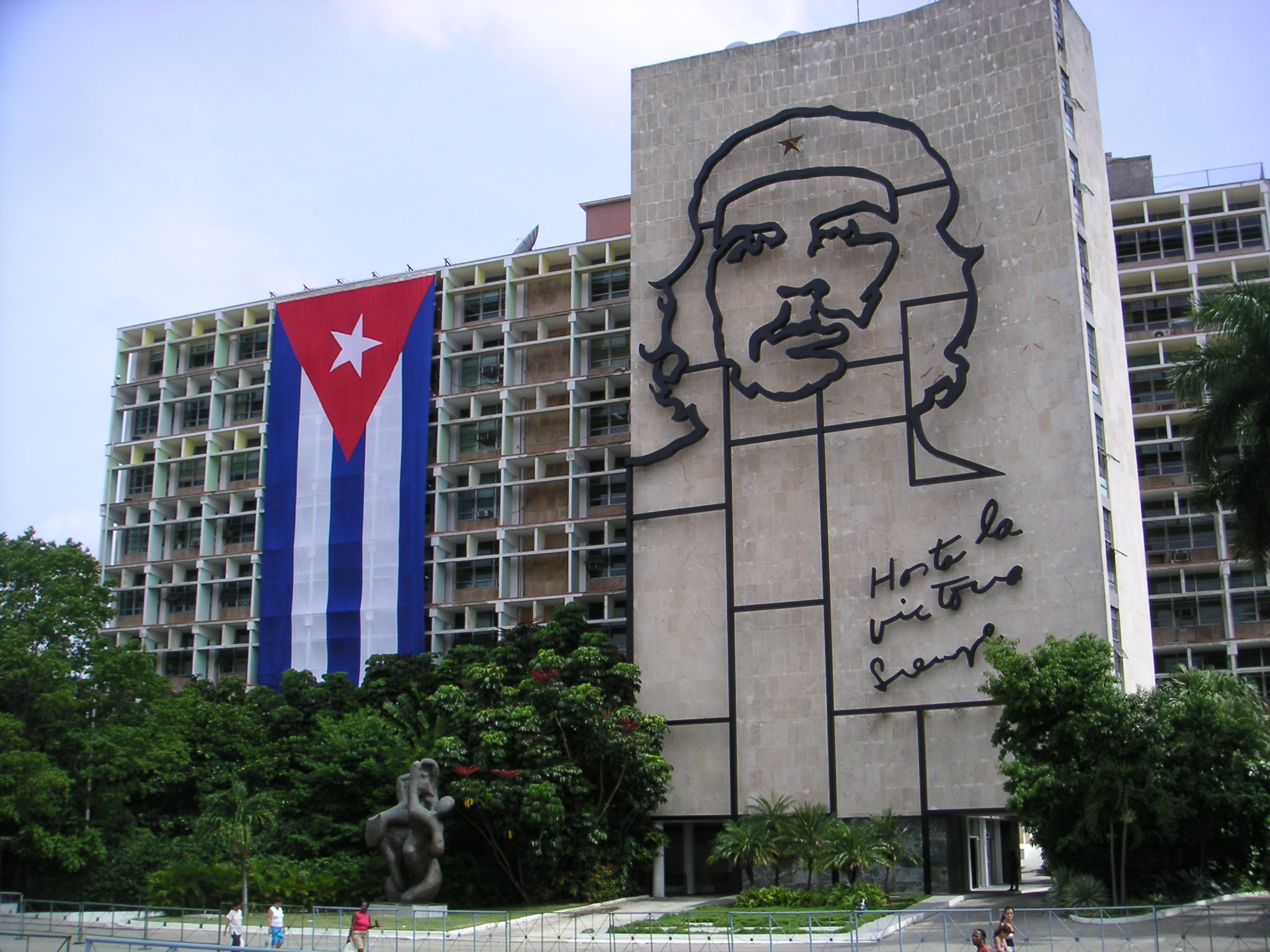
وزارت داخله در میدان انقلاب هاوانا با تصویر گوارا. شعار او به اسپانیایی در پایین دیده می‌شود: «همیشه، تا پیروزی»

رژی دبره، روشن‌فکر فرانسوی که در بولیوی با گوارا بود و در آوریل ۱۹۶۷ دستگیر شد، در اوت ۱۹۶۸ در زندان مصاحبه‌ای انجام و وقایع دستگیری گوارا را با تفصیل بیشتری توضیح داد. دبره مدت کوتاهی را نزد چریک‌های گوارا سپری کرده بود و گفت: «آن‌ها قربانی جنگل شدند. جنگل آن‌ها را بلعید.» به گفته او، قوا با کمبود آذوقه و مهمات دست و پنجه نرم می‌کردند؛ آنان به آب، غذا و کفش دسترسی نداشتند و تنها ۶ پتو برای ۲۲ نفر در اختیارشان بود. دبره روایت می‌کند گوارا و چریک‌ها به یک «مریضی» دچار شدند که سبب می‌شد دست‌ها و پاهایشان چون «تپه‌های گوشت» متورم شود، تا جایی که تشخیص انگشت‌ها روی دست ساده نبود. دبره به خاطر می‌آورد که گوارا، باوجود وخامت اوضاع، به آینده آمریکای لاتین خوش‌بین بود و با باور به این که «مرگ او گونه‌ای رنسانس خواهد بود» مرد و به گفته او، در نظر گوارا، مرگ «نوید تولد دوباره» و «مراسم تجدید حیات» به‌شمار می‌آمد.
باور گوارا مبنی بر رستاخیز استعاری‌اش تا حدودی محقق شد؛ همزمان با پخش تصاویر جسد و بحث‌ها دربارهٔ شرایط مرگ او، افسانه چه آغاز به گسترش کرد. در سراسر جهان تظاهرات‌هایی در اعتراض به «ترور» گوارا انجام و مقالات، یادبودها و اشعاری در وصف زندگی و مرگ او نوشته شد. از مکزیک تا سانتیاگو، از الجزایر تا آنگولا و از قاهره تا کلکته مردم به یاد او راهپیمایی کردند. ساکنان بوداپست و پراگ در بزرگداشت مرگ گوارا شمع روشن کردند و تصاویر خندان چه در لندن و پاریس دیده شد. چند ماه بعد که در برلین، فرانسه و شیکاگو شورش‌هایی به وجود می‌آمد و ناآرامی‌ها به پردیس‌های دانشگاه‌های آمریکایی گسترش می‌یافت، زنان و مردان جوان تی‌شرت چه گوارا به تن می‌کردند و تصاویر او را با خود به راهپیمایی‌های اعتراضی می‌بردند. در نظر اریک دورشمید، «در آن ماه‌های پرتلاطم ۱۹۶۸، چه گوارا نمرده بود. او بسیار زنده بود.»

### کشف جسد

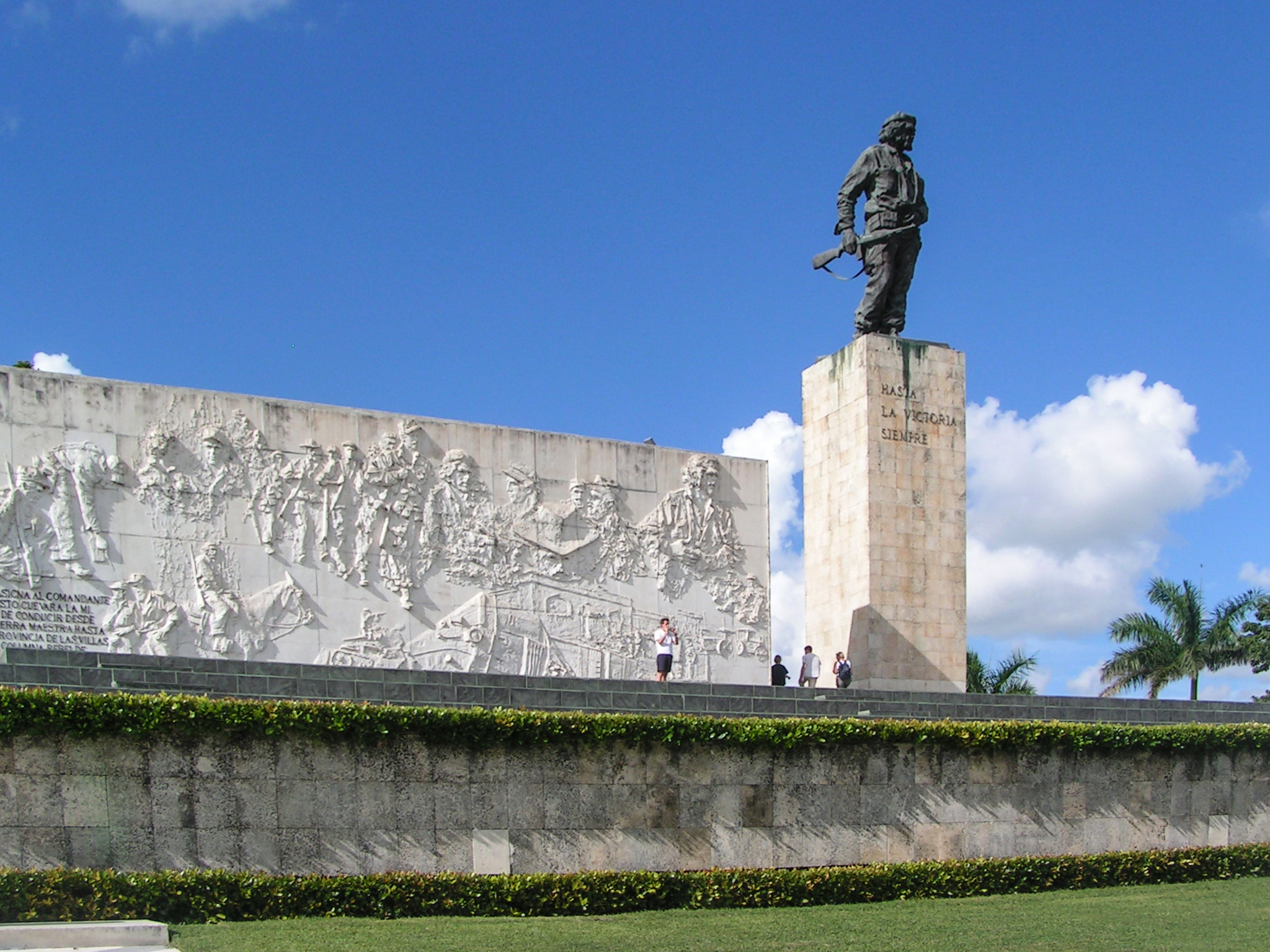
آرامگاه چه گوارا در سانتا کلارا، کوبا

در پایان سال ۱۹۹۵، ژنرال بازنشسته بولیویایی ماریو وارگاس به جان لی اندرسون، نویسنده چه گوارا: یک زندگی انقلابی، اطلاع داد جسد گوارا در یکی از باندهای پرواز نزدیک وال‌گرانده قرار دارد. نتیجتاً، گروهی چندملیتی برای یافتن بقایای او وارد عمل شد و عملیات مورد نظر بیش از یک سال به طول انجامید. در ژوئیه ۱۹۹۷، گروهی از زمین‌شناسان کوبایی و انسان‌شناسان آرژانتینی بقایای هفت نفر را در دو گور دست‌جمعی یافت که یکی از اجساد، مردی بدون دست (که انتظار می‌رفت گوارا باشد) بود. پس از اینکه مشخص شد یکی از دندان‌های جسد با قالب گچی دندان گوارا که پیش از سفر کنگو در کوبا درست شده بود «هم‌خوانی کامل» دارد، مقامات وزارت داخله بولیوی تأیید کردند که جسد مذکور متعلق به چه گواراست. شاهد دیگری نیز پیدا شد؛ الخاندرو اینچورگی، دیرینه‌شناس، در جیب ژاکت آبی در نزدیکی مرد بدون دست بسته تنباکویی یافت. نینو دو گوزمن که آن بسته تنباکو را به چه داده بود، سپس گفت «تردیدهای جدی داشتم و فکر می‌کردم کوبایی‌ها چند استخوان قدیمی پیدا می‌کنند و خواهند گفت این چه است.» اما «پس از شنیدن در مورد بسته تنباکو، هیچ شکی ندارم.» در ۱۷ اکتبر ۱۹۹۷، بقایای گوارا و شش هم‌رزمش با تشریفات نظامی در آرامگاهی در شهر سانتا کلارا، محلی که چه نبردی سرنوشت‌ساز در انقلاب کوبا را رهبری کرده بود، به خاک سپرده شدند.
در ژوئیه ۲۰۰۸، دولت اوو مورالس، رئیس‌جمهور بولیوی، از خاطرات مهر و موم‌شده گوارا و نیز یک دفترچه یادداشت و چند عکس سیاه و سفید رونمایی کرد. همچنین معاون وزیر فرهنگ بولیوی برنامه دولت خود برای انتشار تصاویر دست‌خط‌های گوارا را اعلام کرد.در اوت ۲۰۰۹، انسان‌شناسانی که با وزارت دادگستری بولیوی همکاری می‌کردند، اجساد ۵ تن از چریک‌های هم‌رزم گوارا در نزدیکی تئوپونته کشف کردند.

## میراث

### نقد و نظر
کشف بقایای چه مجموعه‌ای به هم پیوسته از خصیصه‌ها را زنده می‌کند — شورشی، شهید، چهره سرکش یک ماجراجویی رندنامهای، ناجی، خائن، افراطی — که تمایز مشخصی بین آن‌ها وجود نداشت. مجموع دیدگاه‌های کنونی چه را در سلسله نظراتی قرار می‌دهد که میان در نظر گرفتن او عنوان یک شورشی گمراه‌شده، یک فیلسوف چریکی درخشان، یک جنگجوی شاعر که با دشمنان خیالی می‌جنگد، یک مبارز بی‌پروا که بورژوازی را به مبارزه طلبید، معبود عابدان پرشور، کهن‌الگوی یک تروریست متعصب و قاتلی بالفطره در لباس فرشته‌ای انتقام‌جو، تاب می‌خورد.— پیتر مک‌لارن، نویسنده چه گوارا، پائولو فریره و علوم انقلاب

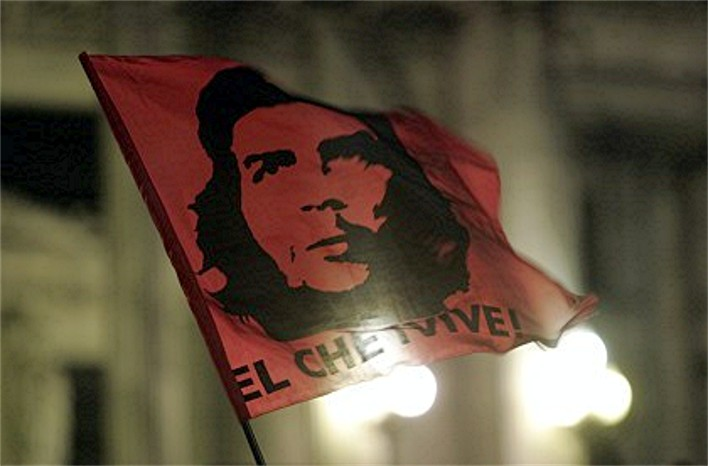
تصویری از گوارا بر روی یک پرچم با نوشته «چه زنده است!»

زندگی و میراث گوارا همچنان مورد مناقشه باقی مانده است. «تناقضات اخلاقی» او در مقاطع مختلف زندگی شخصیت پیچیده‌ای دوگانه‌ای ایجاد کرده است، کسی که «در استفاده از قلم و مسلسل به یک اندازه مهارت داشت» و «مهم‌ترین آرمان انقلابی را دیدن آزادی انسان از ازخودبیگانگی» می‌یافت. پارادوکس شخصیت گوارا را مجموعه‌ای از ویژگی‌ها گویا متضاد او پیچیده‌تر می‌کند: یک اومانیست سکولار و پزشک دلسوز که در شلیک به دشمنان خود درنگ نمی‌کرد، یک رهبر انترناسیونالیست که استفاده از خشونت برای برپایی فلسفه آرمانشهری خود در مورد خیر جمعی را مناسب می‌یافت، یک روشن‌فکر ایدئالیست که عاشق ادبیات بود اما به مخالفت اجازه بروز نمی‌داد، یک مارکسیست شورشی امپریالیسم‌ستیز که به‌طور رادیکالی مایل بود بر روی خاکستر آخرالزمانی دنیای قدیم، جهانی جدید و بدون فقر بسازد و سرانجام، منتقد بزرگ سرمایه‌داری که تصویرش به یک کالا تبدیل شده است. به گفته میشل لووی، جامعه‌شناس، وجوه بسیاری از زندگی چه گوارا (به‌عنوان مثال پزشک و اقتصاددان، انقلابی و بانکدار، نظریه‌پرداز نظامی و سفیر، متفکر عمیق و آشوبگر سیاسی) سبب ظهور «افسانه چه» شده است که منجر گردیده او در فراروایت‌های بسیاری به سان «رابین هود سرخ، دن کیشوت کمونیسم، گاریبالدی جدید، سن-ژوست مارکسیست، سید کامپادورِ دوزخیان روی زمین، سر گالاهاد گدایان… و بلشویک شیطانی که رویاهای ثروتمندان را به کابوس تبدیل و آتش‌دان‌های سراسر جهان را شعله‌ور می‌کند» تجلی پیدا کند. تاریخ زندگی چه تا به امروز از نو تصور و نوشته می‌شود.

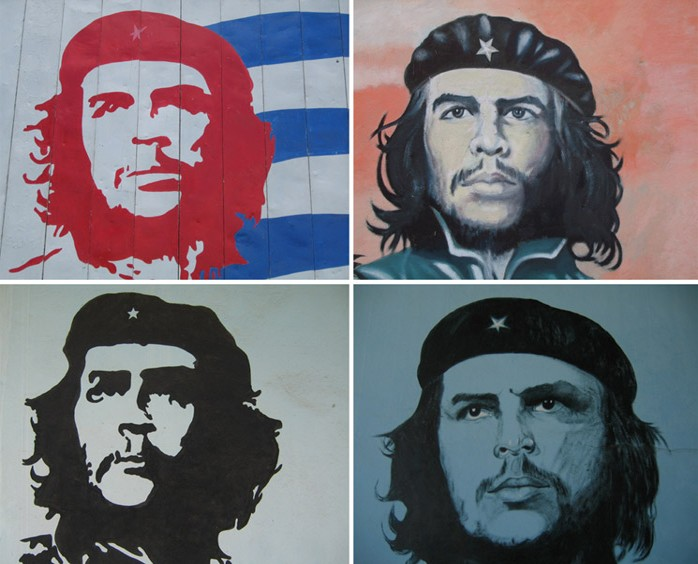
به عقیده مایکل کیسی، تصویر گوارا به اندازه لوگوی نایک و مک‌دونالد معروف است.

بسیاری از شخصیت‌های برجسته جهان گوارا را ستوده‌اند. به‌عنوان مثال، نلسون ماندلا از او به‌عنوان «الهام‌بخش هر انسانی که آزادی را دوست دارد» نام می‌برد و ژان-پل سارتر «نه تنها یک روشنفکر، بلکه کامل‌ترین انسان عصر ما» می‌خواندش. گراهام گرین گوارا را تبلور «دلاوری، جوانمردی و ماجراجویی است» می‌یافت و سوزان سانتگ باور داشت «هدف [چه] چیزی چز آرمان بشریت نبود.» در جامعه پان‌آفریقایی، فرانتس فانون، گوارا را «سمبل جهانی توانایی‌های یک انسان» می‌دانست و کوام تور در مدح او گفت: «چه گوارا نمرده است، تفکرات او با ما است.» افرادی از جناح‌های مختلف سیاسی گوارا را ستایش کرده‌اند، از جمله موری راتبارد، نظریه‌پرداز لیبرترین که گوارا را «چهره‌ای قهرمانانه» که «بیش از هر فردی در عصر ما، یا حتی در قرن ما، تجسم زنده اصل انقلاب بود» توصیف کرده است و کریستوفر هیچنز که گفت «مرگ [چه] برای من و افراد بی‌شماری مانند من معنای بسیاری در آن زمان داشت، او یک الگو بود، البته برای ما به‌عنوان بورژواهای رمانتیست، از آنجا که او رفت و آنچه که انقلابیون باید انجام دهند را انجام داد، یک الگوی غیرممکن بود — او برای باورهایش جنگید و مرد.»

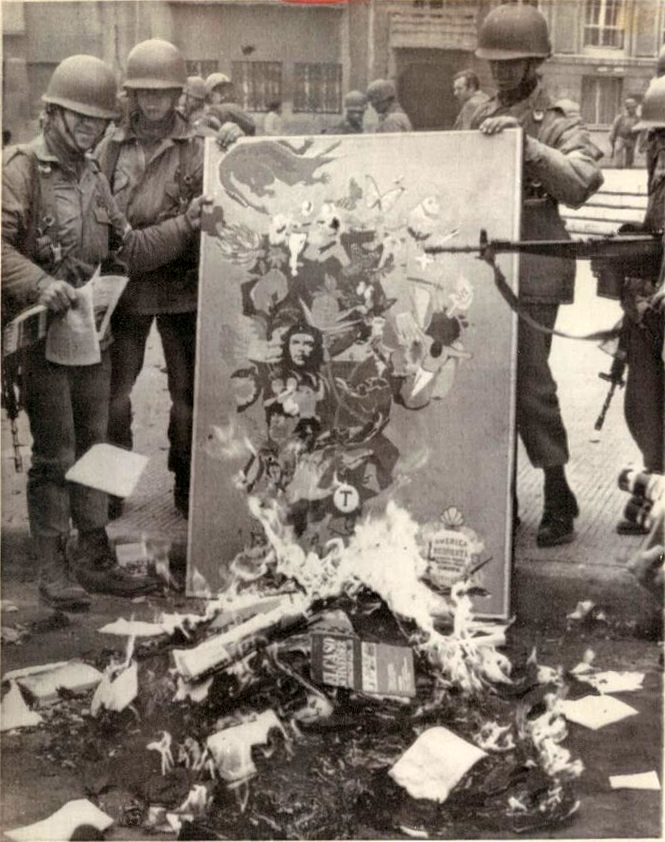
نقاشی‌هایی که تصویر گوارا نیز میانشان دیده می‌شود، پس از کودتای ۱۹۷۳ که رژیم پینوشه را به قدرت رساند، به آتش کشیده می‌شوند.

در سوی دیگر، خاکوبو ماچوور، نویسنده مخالف تبعیدی، همه ستایش‌هایی که از گوارا می‌شود را بی‌اساس می‌داند و او را یک جلاد سنگدل می‌یابد. دیگر زندانیان پیشین تبعیدی کوبایی نیز نظرات مشابهی ابراز کرده‌اند، از جمله آرماندو والادارس که گوارا را «مردی پر از نفرت» که ده‌ها نفر را بدون محاکمه اعدام کرد می‌داند و کارلوس آلبرتو مونتانر که ادعا می‌کند گوارا «ذهنیتی روبسپیری» داشت که در آن بی‌رحمی علیه دشمنان انقلاب فضیلت محسوب می‌شد. آلوارو وارگاس لیوزا از از مؤسسه ایندپندنت می‌گوید پیروان معاصر گوارا «خود را با توسل به یک افسانه فریب می‌دهند» و گوارا را «یک مارکسیست پیوریتن» توصیف می‌کرد که قدرت خود را برای سرکوب مخالفان به کار می‌گرفت و مانند یک «ماشین کشتارِ خون‌سرد» عمل می‌کرد. لیوزا همچنین گوارا را به «سرشت متعصبانه» عمل می‌کند که عامل اصلی «شوروی‌سازی» انقلاب کوبا بود و «واقعیت را تمام و کمال در برابر باورهای کور ایدئولوژیکی تسلیم کرده بود.» ویلیام راتلیف از موسسه هوور، گوارا را بیشتر حاصل محیط تاریخی خود قلمداد می‌کند و از او به‌عنوان «شخصیتی مسیح‌گونه» و «بی‌باک و سرسخت» یاد می‌کند که محصول فرهنگ شهیدپرور آمریکای لاتین که «مردم را به پیروی از یک قائم معجزه‌گر ترغیب می‌کند» بود. در ادامه راتلیف حدس می‌زند شرایط اقتصادی منطقه متناسب با تعهد گوارا به «ارمغان آوردن عدالت برای مستضعفان با درهم شکستن استبدادهای چند صد ساله» بود؛ او آمریکای لاتین آن عهد را گرفتار آنچه مویسز نایم «بدخیمی‌های افسانه‌ای» می‌نامد، می‌داند: نابرابری، فقر، سیاست‌ها و نهادهای ناکارآمد. به گفته خورخه کاستانیدا، چه گوارا میان یک نسل از جوانان ایدئالیست آمریکای لاتین بذر امید واهی کاشت و مسئول خون و زندگی تباه‌شده آن نسل‌هاست.

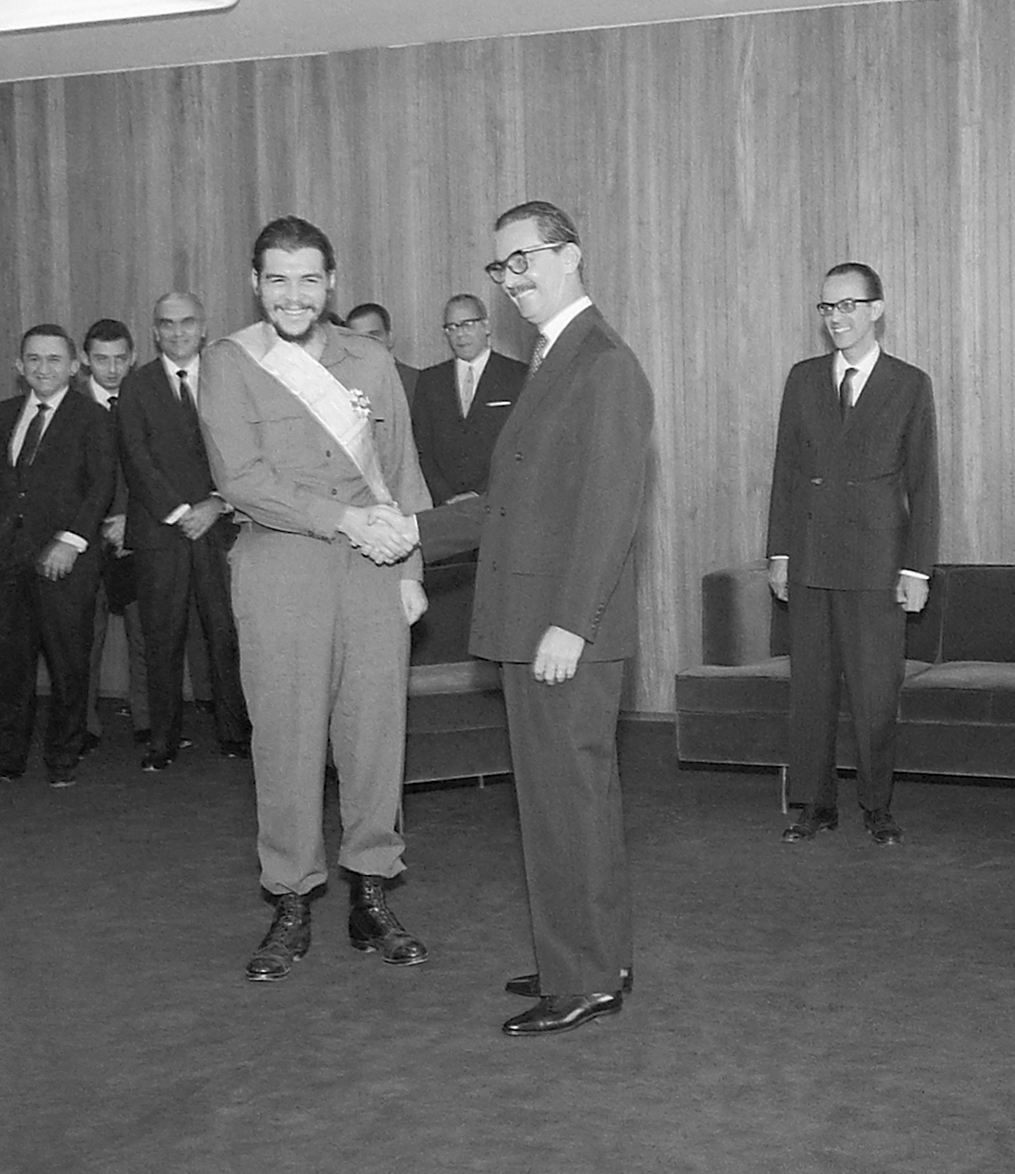
ژانیو کوآدروس، رئیس‌جمهور برزیل، به گوارا نشان صلیب جنوبی اعطا می‌کند.

به گفته هیو توماس، مورخ بریتانیایی، گوارا «مردی شجاع، صادق و مصمم و نیز لج‌باز، باریک‌بین و متعصب» بود. توماس معتقد است گوارا در پایان زندگی «خشونت را به خودی خود یک فضیلت می‌یافت» و «تاثیراتش بر کاسترو، چه مثبت و چه منفی، پس از مرگ افزایش یافت زیرا فیدل بسیاری از نظراتش را پیش گرفت.» به همین ترتیب ساموئل فاربر، جامعه‌شناس آمریکایی-کوبایی، چه گوارا را به‌عنوان یک «انقلابی صادق و متعهد» تحسین می‌کند، اما همچنین از او انتقاد می‌کند که «هرگز سوسیالیسم را در دموکراتیک‌ترین ماهیت آن نپذیرفت.» باری، گوارا تا به امروز در کوبا یک قهرمان ملی به‌شمار می‌آید؛ تصویر او بر روی اسکناس ۳ پزویی نقش بسته است و دانش‌آموزان هر روز صبح مدرسه را با تازه‌کردن عهد «ما مانند چه خواهیم بود» آغاز می‌کنند. در آرژانتین، کشور مادری او، نام چه بر دبیرستان‌هایی نهاده شده است و در سراسر کشور موزه‌هایی دربارهٔ او وجود دارد و همچنین در سال ۲۰۰۸ از یک مجسمه برنزی به ارتفاع ۱۲-فوت (۳٫۷-متر) در روساریو، زادگاه گوارا، رونمایی شد. برخی از دهقانان اهل بولیوی گوارا با نام ارنستوی قدیس، تقدیس کرده‌اند و به درگاه او برای کمک دعا می‌کنند. اما در مقابل، گوارا میان بسیاری از تبعیدیان کوبایی و کوبایی‌های ایالات متحده چهره‌ای منفور محسوب و با عنوان «قصاب لا کابانیا» از او یاد می‌شود. باوجود چنین دیدگاه‌های متضادی، طرحی تک رنگ از چهره گوارا که در سال ۱۹۶۸ توسط هنرمند ایرلندی جیم فیتزپاتریک خلق شد، به تصویری جهانی تبدیل شده است و نقش آن بر مجموعه‌ای پایان‌ناپذیر از مواردی چون تی‌شرت‌ها، کلاه‌ها، پوسترها، خال‌کوبی‌ها و بیکینی‌ها یافت می‌شود و به فرهنگ مصرف‌گرایی که گوارا شخصاً از آن بیزار بود، کمک می‌کند. گوارا کماکان در زمینه‌های سیاسی و نیز به‌عنوان نماد تمرد جوانی، شخصیتی والا به‌شمار می‌آید.

### انسان جدید پس از گوارا
نظریه انسان جدید گوارا علاوه‌بر او و رفیق‌هایش، بر انقلابیون جوان اهل بولیوی که پس از مرگ گوارا تلاش کردند از او پیروی کنند نیز اثرگذار بود. الهیات آزادی‌بخش، فرقه تغییر شکل‌یافته مسیحیت، از دیگر موارد متأثر از انسان جدید بود. این فرقه در دهه‌های ۱۹۶۰ و ۷۰ توانست میان ترقی‌خواهان کاتولیک آمریکای لاتین هوادارانی جذب کند و بسیاری از پیروانش رابطه نزدیکی با جنبش‌های انقلابی منطقه داشتند و حتی به گروه‌های رادیکال مارکسیست و نئومارکسیست در بولیوی و دیگر کشورهای آمریکای لاتین مانند برزیل و شیلی پیوستند.
اینتی پردو و داریو، دو تن از بازماندگان ارتش چریکی گوارا در بولیوی که از دست قوای دولتی گریخته بودند، در جنگل‌های شمال بولیوی مخفی شدند و قوای چریکی جدیدی را شکل دادند که در ۱۹۶۹ شکست خورد و هر دو دستگیر و سپس کشته شدند. پس از مرگ اینان، برخی از اعضای حزب دموکراتیک مسیحی بولیوی مجدداً یک ارتش چریکی، با همان نام ارتش گوارا، تشکیل دادند که برادر اینتی پرودو آن را رهبری می‌کرد. اینان نیز به سرعت شکست خوردند و تنها دخالت رهبران کلیسای کاتولیک محلی بود که باعث شد همه اعضای آن توسط ارتش قتل‌عام نشوند.
به هر روی، پس از کشتار چریک‌ها، تغییرات بزرگی در سیاست و فرهنگ عامه بولیوی به وجود آمد. هر چند جنگ چریکی کنار گذاشته شد، اما بخش‌های مهمی از جامعه بولیوی گوارا و دیگر چریک‌ها را به‌عنوان شهید گرامی داشتند. مرگ چه، مفهوم «انسان جدید» او، آرمان‌های الهیات آزادی‌بخش و مرگ بسیاری از چریک‌های انقلابی جوان و ایدئالیست بولیویایی در کنار هم تأثیر بزرگی بر فرهنگ، ادبیات و سیاست آن کشور به جا گذاشتند که تا به امروز باقی مانده است.

### اهمیت مبارزات گوارا در بولیوی
کشته شدن گوارا و شکست مبارزات چریکی باعث نشد مبارزه مسلحانه که از به نظریهٔ فوکو یاد می‌کنند با هدف ایجاد تحولات بزرگ در منطقه خاتمه پیدا کند. در واقع، مرگ چه سبب شد آنچه برای سازماندهی مبارزه مسلحانه موفق موردنیاز است، تا حدی روشن شود. جنبش‌های انقلابی پس از او در آمریکای لاتین و دیگر نقاط جهان از زمان مرگ گوارا، اهمیت جذب حمایت سیاسی عامه در مناطق شهری و روستایی را به رسمیت شناختند. جنبش‌های انقلابی آمریکای مرکزی در دهه‌های ۱۹۷۰ و ۸۰ و ارتش آزادی‌بخش ملی زاپاتیستا در جنوب مکزیک و انقلابیون بولیواری در ونزوئلا به رهبری هوگو چاوز در دهه ۱۹۹۰ از این دست بودند. میراث انقلابی گوارا نزد این جنبش‌ها بزرگ داشته می‌شد و می‌شود.
به گفته ریچارد هریس، مبارزات گوارا در بولیوی و شکست او، نشان داد قوای چریکی متعهد و تعلیم‌دیده برای یک انقلاب کفایت نمی‌کند. جنبش‌های این چنینی نیاز به حمایت توده‌های طبقه متوسط و کارگر دارند و در غیر این صورت، توسط دولت شکست داده می‌شود. چایلاند، استراتژیست نظامی، باور دارد که «نظریه فوکو بیشتر جنبش‌های آمریکای لاتین را روانه قبرستان کرده است.»

### در سیاست آمریکای لاتین
گوارا همچنان شخصیت مهمی در سیاست آمریکای لاتین محسوب می‌شود. این اهمیت به‌ویژه پس از افزایش گرایش به چپ در دهه نخست قرن ۲۱ محسوس‌تر شد. در بولیوی که دهه‌ها تحت حاکمیت دولت‌های راست‌گرای تحت حمایت آمریکا بود، در سال ۲۰۰۵ اوو مورالس چپ‌گرا با پیروزی در انتخابات به ریاست‌جمهوری رسید. او و اعضای حزب حرکت برای سوسیالیسم برای ادای احترام به گوارا تصاویری از او را در دفتر ریاست‌جمهوری و پارلمان کشور قرار دادند. مورالس پیش از مراسم تحلیف خود در یک سخنرانی اعلام کرد «ما مبارزه‌ای که چه گوارا ناتمام گذاشت را به پایان خواهیم رساند.» او که از نژاد بومی آمریکای جنوبی است، در سخنرانی روز تحلیفش گوارا را یکی از شهیدان مبارزه ۵۰۰ ساله مردم خود برای رهایی از استعمار نامید. مورالس در ۱۴ ژوئن ۲۰۰۶، روز تولد ۷۸ سالگی گوارا، از محل کشته شدن او در لا ایگرا بازدید و بیمارستانی که دولت کوبا به آن روستا هدیه کرده بود را افتتاح کرد. در آن روز کامیلو گوارا، پسر چه، نیز حاضر بود.
در ونزوئلا، رژیم هوگو چاوز مقالات چه گوارا در نقد رژیم‌های بروکراتیک را در مقیاس گسترده چاپ و عرضه می‌کرد. چاوز گوارا را یکی از منابع الهام‌بخش خود معرفی می‌کرد، با این حال تأکید داشت ونزوئلا به خوانش منحصر به فرد خود از سوسیالیسم نیاز دارد. در اکوادور، رئیس‌جمهور چپ‌گرای آن کشور رافائل کورئا در سخنرانی آغاز به کار خود در ۱۵ ژانویه ۲۰۰۷ به سیمون بولیوار و چه گوارا اشاره کرد و مدعی شد ظهور آمریکای لاتینِ سوسیالیست آغاز شده است.

### افتخارات
گوارا در زمان حیات خود از چند دولت نشان افتخار دریافت کرد.
- ۱۹۶۰: شوالیه صلیب اعظم نشان شیر سفید از چکسلواکی[۲۸۶]
- ۱۹۶۱: شوالیه صلیب اعظم نشان صلیب جنوبی از برزیل[۲۸۷]

### فرزندان
ارنستو چه گوارا مجموعاً پنج بار صاحب فرزند شد، یک فرزند از همسر اولش هیلدا گادآ آکوستا و چهار فرزند از همسر دومش آلیدا مارچ. هیلدا بئاتریز گوارا گادآ، دختر چه گوارا و هیلدا گادآ، در ۱۵ فوریه ۱۹۵۶ در مکزیکو سیتی متولد شد. این دختر در ۳۹ سالگی در اثر سرطان در بیمارستانی در کوبا به سال ۱۹۹۵ درگذشت. آلیدا متولد ۲۴ نوامبر ۱۹۶۰ در هاوانا، کامیلو متولد ۲۰ مه ۱۹۶۲ در هاوانا، سلیا متولد ۱۴ ژوئن ۱۹۶۳ در هاوانا و ارنستو متولد ۲۴ فوریه ۱۹۶۵، چهار فرزند گوارا و همسر دومش هستند.
آلیدا گوارا مارس یک دکتر و سیاستمدار مطرح در کوباست. او خانواده گوارا را در مراسم‌های مختلف نمایندگان می‌کند. کامیلو و ارنستو، پسران چه، وکیل هستند. سلیا دامپزشک و زیست‌شناس است. همچنین شایعاتی وجود دارد که گوارا از زنی به نام لیلیا رزا لوپز نیز صاحب فرزندی به نام اومار پرز شده است که در ۱۹ مارس ۱۹۶۴ به دنیا آمد.

## در هنر
بازیگران زیر نقش گوارا در یک اثر نمایشی ایفا کرده‌اند:
- فرانسیسکو رابال در ال چه گوارا (۱۹۶۸)[۲۸۹]
- عمر شریف در چه! (۱۹۶۹)[۲۹۰]
- تری گیلیام[۲۹۱] در میزگرد جهان/کوئیز کمونیستی (۱۹۷۰).
- مایکل پیلین در میزگرد جهان/کوئیز کمونیستی (۱۹۸۲)
- آنتونیو باندراس در اویتا (۱۹۹۶)[۲۹۲]
- میگل روئیز دیاز در ال چه (۱۹۹۷)[۲۹۳]
- آلفردو واسکو در همیشه، تا پیروزی (۱۹۹۹)
- گائل گارسیا برنال در فیدل (۲۰۰۲)[۲۹۴]
- کارل شایلز در ملاقات با چه گوارا و مردی از میبوری هیل (۲۰۰۳)[۲۹۵]
- گائل گارسیا برنال در خاطرات موتورسیکلت (۲۰۰۴)
- جسو گارسیا در شهر گمشده (۲۰۰۵)[۲۹۶]
- مارتین هایدر در سخنرانی‌های مارک استیل: چه گوارا (۲۰۰۶)[۲۹۷]
- سم جی. پترسون در داستان واقعی چه گوارا (۲۰۰۷)[۲۹۸]
- ادواردو نوریگا در چه (۲۰۰۷)[۲۹۹]
- بنیسیو دل تورو در چه (۲۰۰۸)[۳۰۰]

چه گوارا همچنین موضوع آثار مختلفی در زمینه‌های هنری دیگری هم بوده است. یکی از مشهورترین این آثار، تا همیشه، فرمانده از موسیقی‌دان کوبایی کارلوس پوئبلا است. پوئبلا این اثر را پس از انتشار نامه خداحافظی گوارا توسط کاسترو، خلق کرد. این اثر نسخه‌های بسیاری دارد و توسط خوانندگان بسیاری بازخوانی شده، از جمله ناتالی کردون که تک‌آهنگش در فرانسه بیش از ۸۰۰٬۰۰۰ نسخه فروخت.

## سالشمار زندگی
| دوره زندگی   | دوره زندگی | دوره زندگی |
| ------------ | --- | ---------- |
| ۱۴ ژوئن ۱۹۲۸ | ارنستو گوارا، فرزند ارنستو گوارا لینچ و سلیا ده لاسرنا، در روساریوی آرژانتین متولد می‌شود.                                         |            |
| ۱۹۳۲         | به دلیل آسم گوارا، خانواده به آلتا گراسیای آرژانتین نقل مکان می‌کند.                                                               |            |
| ۱۹۴۴         | نقل مکان خانواده گوارا به کوردوبا                                                                                                 |            |
| ۱۹۴۷         | خانواده به بوئنس آیرس منتقل می‌شود تا گوارا در دانشگاه پزشکی بوئنس آیرس تحصیل کند.                                                 |            |
| ۱۹۵۰         | سفرهای ارنستو گوارا در شمال آرژانتین                                                                                              |            |
| ۱۹۵۱         | گوارا ۶ ماه به‌عنوان پرستار کار می‌کند                                                                                              |            |
| ۱۹۵۲         | سفرهای گوارا به همراه آلبرتو گرانادو در آمریکای جنوبی                                                                             |            |
| ۱۹۵۳         | فارغ‌التحصیلی از دانشگاه بوئنس آیرس. سفرهای بیشتر در آمریکای جنوب و اقامت در گواتمالا                                              |            |
| ۱۹۵۴         | سرنگونی دولت آربنز با کودتا و فرار گوارا به مکزیک                                                                                 |            |
| ۱۹۵۵         | ملاقات با رائول و فیدل کاسترو و پیوستن به جنبش ۲۶ ژوئیه                                                                           |            |
| ۱۸ اوت ۱۹۵۵  | ازدواج گوارا با هیلدا گادآ آکوستا                                                                                                 |            |
| دسامبر ۱۹۵۶  | چه گوارا به همراه برادران کاسترو وارد کوبا می‌شود تا با دولت باتیستا مبارزه کند                                                    |            |
| ۱۹۵۸         | چه چریک‌ها را در تصرف سانتا کلارا رهبری می‌کند؛ فرار باتیستا از کوبا                                                                |            |
| ۱۹۵۹         | گوارا به فرماندهی قلعه لا کابانیا و ریاست بانک مرکزی کوبا منصوب می‌شود و سفری دیپلماتیک ۲ ماهه در اروپا، آفریقا و آسیا انجام می‌دهد |            |
| ۲ ژوئن ۱۹۵۹  | چه که از هیلدا جدا شده، با آلیدا مارس ازدواج می‌کند                                                                                |            |
| ۱۹۶۰         | انتشار کتاب جنگ چریکی؛ چه هیئت سیاسی کوبا را در سفر به شوروی، اروپا و آسیا رهبری می‌کند                                            |            |
| ۱۹۶۱         | منصوب شدن به وزارت صنایع؛ سفرهای دیپلماتیک بیشتر به سراسر جهان                                                                    |            |
| ۱۹۶۲         | چه هیئت کوبایی را در مذاکرات برای منتقل کردن موشک‌های شوروی به کوبا رهبری می‌کند که منجر به بحران موشکی کوبا می‌شود                  |            |
| ۱۹۶۴         | سخنرانی در مجمع عمومی سازمان ملل متحد                                                                                             |            |
| ۱۹۶۵         | بازگشت به کوبا و کناره‌گیری از انظار عمومی؛ سفر به کونگو به‌عنوان فرمانده قوای کوبا برای تعلیم چریک‌های انقلابی                      |            |
| ۱۹۶۶         | بازگشت مخفیانه به کوبا پس از شکست در کنگو. سفر به بولیوی برای به پیروزی رساندن انقلاب                                             |            |
| ۱۹۶۷         | مبارزات در بولیوی |            |
| ۹ اکتبر ۱۹۶۷ | چه گوارا اسیر و اعدام می‌شود |            |

### یادداشت
1. ↑  Fuser
2. ↑  El Furibundo
3. ↑  حرف ندای رایج در آرژانتین با معانی مختلف چون «سلام!»، «رفیق!» و غیره
4. ↑  Comandante
5. ↑  Hasta la Victoria Siempre

### ارجاع‌ها
1. ↑  Casey 2009, p. 128.
2. ↑  Wright 2000, pp. xi–xii.
3. ↑  Lewis 2001, pp. 93–107.
4. ↑  Staten 2005, pp. 80–81.
5. ↑  The date of birth recorded on his birth certificate was 14 June 1928, although one tertiary source, (Julia Constenla, quoted by جان لی اندرسونJon Lee Anderson), asserts that he was actually born on 14 May of that year. Constenla alleges that she was told by Che's mother, Celia de la Serna, that she was already pregnant when she and Ernesto Guevara Lynch were married and that the date on the birth certificate of their son was forged to make it appear that he was born a month later than the actual date to avoid scandal. (Anderson 1997, pp. 3, 769.)
6. ↑  Harris 2010, pp. 1.
7. ↑  Che's last name Guevara derives from the Castilianized form of the Basque Gebara, a habitational name from the province of Álava, while his grandmother, Ana Lynch, was a descendant of Patrick Lynch, who emigrated from County Galway, Ireland in the 1740s.
8. ↑  Guevara Lynch 2007, pp. i. "The father of Che Guevara, Ernesto Guevara Lynch was born in Argentina in 1900 of Irish and Basque origin."
9. ↑  The Origins of Guevara's Name بایگانی‌شده  در ۲۸ ژوئن ۲۰۱۶ توسط Wayback Machine - written in Spanish
10. ↑  Mercury News Fundraiser for Friends of Peralta Hacienda Historical Park بایگانی‌شده  در ۱۷ فوریه ۲۰۲۱ توسط Wayback Machine
11. ↑  «Online Archive of California - Santa Clara University: Pinedo Family Papers». بایگانی‌شده از اصلی در ۱۷ فوریه ۲۰۲۱. دریافت‌شده در ۱۲ فوریه ۲۰۲۱.
12. 1 2  Harris 2010, pp. 2.
13. ↑  Lavretsky 1976.
14. ↑  Lavretsky 1976.
15. 1 2  Harris 2010, pp. 3.
16. ↑  Argentina: Che's Red Mother بایگانی‌شده  در ۲۶ اوت ۲۰۱۳ توسط Wayback Machine Time Magazine, July 14, 1961.
17. ↑  Kellner 1989, p. 23.
18. ↑  Anderson 1997, pp. 22–23.
19. ↑  Sandison 1996, p. 8.
20. ↑  Kellner 1989, p. 24.
21. ↑  Argentine Rugby Inspired by Che Guevara بایگانی‌شده  در ۱۵ فوریه ۲۰۲۱ توسط Wayback Machine by Brendan Gallagher, The Daily Telegraph, October 5, 2007
22. ↑  Cain, Nick & Growden, Greg. "Chapter 21: Ten Peculiar Facts about Rugby" in Rugby Union for Dummies (2nd Edition), John Wiley and Sons; شابک ‎۹۷۸−۰−۴۷۰−۰۳۵۳۷−۵, p. 293.
23. ↑  Anderson 1997, p. 28.
24. 1 2  Hart 2004, p. 98.
25. ↑  Haney 2005, p. 164.
26. 1 2 3 4  (Anderson 1997, pp. 37–38).
27. ↑  Sandison 1996, p. 10.
28. ↑  Kellner 1989, p. 26.
29. ↑  Ratner 1997, p. 25.
30. ↑  Anderson 1997, p. 89.
31. ↑  Anderson 1997, p. 59–64.
32. ↑  Anderson 1997, pp. 83.
33. ↑  Anderson 1997, pp. 75–76.
34. 1 2  Kellner 1989, p. 27.
35. ↑  NYT bestseller list: #38 Paperback Nonfiction on 2005-02-20 بایگانی‌شده  در ۲۴ مارس ۲۰۱۴ توسط Wayback Machine, #9 Nonfiction on 2004-10-07 بایگانی‌شده  در ۱۷ فوریه ۲۰۲۱ توسط Wayback Machine and on more occasions.
36. ↑  O'Hagan, Sean (11 July 2004). "Just A Pretty Face?". The Observer.
37. ↑  Che Guevara spent time in Miami بایگانی‌شده  در ۴ فوریه ۲۰۱۳ توسط Archive.today by Alfonso Chardy, The Miami Herald 8 July 2008
38. ↑  Anderson 1997, p. 98.
39. ↑  A copy of Guevara's University transcripts showing conferral of his medical diploma can be found on p. 75 of Becoming Che: Guevara's Second and Final Trip through Latin America, by Carlos 'Calica' Ferrer (Translated from the Spanish by Sarah L. Smith), Marea Editorial, 2006, شابک ‎۹۸۷−۱۳۰۷−۰۷−۱. Ferrer was a longtime childhood friend of Che, and when Guevara passed the last of his 12 exams in 1953, he gave him a copy to prove to Ferrer, who had been telling Guevara that he would never finish, that he had finally completed his studies.
40. ↑  On Revolutionary Medicine بایگانی‌شده  در ۷ مارس ۲۰۱۰ توسط Wayback Machine Speech by Che Guevara to the Cuban Militia on 19 August 1960. "Because of the circumstances in which I traveled, first as a student and later as a doctor, I came into close contact with poverty, hunger and disease; with the inability to treat a child because of lack of money; with the stupefaction provoked by the continual hunger and punishment, to the point that a father can accept the loss of a son as an unimportant accident, as occurs often in the downtrodden classes of our American homeland. And I began to realize at that time that there were things that were almost as important to me as becoming famous or making a significant contribution to medical science: I wanted to help those people."
41. ↑  Anderson 1997, p. 126.
42. ↑  Taibo 1999, p. 31.
43. ↑  Kellner 1989, p. 31.
44. 1 2  Guevara Lynch 2000, p. 26.
45. ↑  Ignacio 2007, p. 172.
46. ↑  Anderson, Jon (2010). Che Guevara: A Revolutionary Life. New York, New York: Grove/Atlantic, Inc. p. 139. ISBN 978-0-8021-9725-2. Archived from the original on 9 July 2020. Retrieved 25 July 2015.
47. ↑  "Anderson (2010)", p 126
48. ↑  "Poetry of Che is presented with great success in Guatemala" (به انگلیسی). Cuba Headlines. 26 November 2007. Archived from the original on 30 July 2020. Retrieved 3 February 2021.
49. ↑  Immerman 1982, pp. 155–160.
50. ↑  Immerman 1982, pp. 161–163.
51. ↑  Gleijeses 1991, pp. 345–349.
52. ↑  Gleijeses 1991, pp. 354–357.
53. ↑  Immerman 1982, pp. 198–201.
54. ↑  Cullather 2006, p. 113.
55. ↑  Gleijeses 1991, p. 382.
56. 1 2  Kellner 1989, p. 32.
57. ↑  Taibo 1999, p. 39.
58. ↑  Che Guevara 1960–67 by Frank E. Smitha بایگانی‌شده  در ۹ ژوئن ۲۰۰۸ توسط Wayback Machine.
59. ↑  Sinclair, Andrew (1970). Che Guevara. The Viking Press. p. 12.
60. ↑  Manzanos, Rosario (8 October 2012). "Documental sobre el Che Guevara, doctor en México". Proceso (به اسپانیایی). Archived from the original on 16 August 2016. Retrieved 1 July 2016.
61. ↑  "BIOGRAFIA DE ERNESTO CHE GUEVARA Fundación Che Guevara, FUNCHE" (PDF) (به اسپانیایی). educarchile.cl. Archived from the original (PDF) on 17 August 2016. Retrieved 1 July 2016.
62. ↑  Kellner 1989, p. 33.
63. ↑  "FIDEL Y HANK: PASAJES DE LA REVOLUCIÓN" (به اسپانیایی). lagacetametropolitana.com. Archived from the original on 4 January 2017. Retrieved 1 July 2016.
64. 1 2  Rebel Wife, A Review of My Life With Che: The Making of a Revolutionary by Hilda Gadea بایگانی‌شده  در ۴ دسامبر ۲۰۲۰ توسط Wayback Machine by Tom Gjelten, The Washington Post, 12 October 2008.
65. ↑  Taibo 1999, p. 55.
66. ↑  Fidel and Che: A Revolutionary Friendship by Simon Reid-Henry بایگانی‌شده  در ۱۵ فوریه ۲۰۲۱ توسط Wayback Machine audio slideshow by The Guardian, 9 January 2009
67. ↑  Sandison 1996, p. 28.
68. ↑  Kellner 1989, p. 37.
69. ↑  Anderson 1997, p. 194.
70. ↑  Snow, Anita. "'My Life With Che' by Hilda Gadea بایگانی‌شده  در ۲۰۱۲-۱۲-۰۵ توسط Archive.today". Associated Press at WJXX-TV. 16 August 2008; retrieved 23 February 2009.
71. ↑  Anderson 1997, p. 213.
72. ↑  Anderson 1997, p. 211.
73. ↑  Sandison 1996, p. 32.
74. ↑  DePalma 2006, pp. 110–11.
75. 1 2 3  Latin lessons: What can we Learn from the World's most Ambitious Literacy Campaign? بایگانی‌شده  در ۱۸ ژانویه ۲۰۱۲ توسط Wayback Machine by The Independent, 7 November 2010
76. 1 2 3 4  "Castro's Brain", 1960.
77. 1 2  Kellner 1989, p. 45.
78. ↑  Anderson 1997, pp. 269–270.
79. ↑  Castañeda 1998, pp. 105, 119.
80. ↑  Anderson 1997, pp. 237–238, 269–270, 277–278.
81. 1 2 3  Luther 2001, pp. 97–99.
82. 1 2 3  Anderson 1997, p. 237.
83. ↑  Sandison 1996, p. 35.
84. ↑  Cuba Remembers Che Guevara 40 Years after his Fall بایگانی‌شده  در ۱۳ فوریه ۲۰۰۸ توسط Wayback Machine by Rosa Tania Valdes, Reuters, 8 October 2007
85. ↑  Ignacio 2007, p. 177.
86. ↑  Ignacio 2007, p. 193.
87. ↑  Poster Boy of The Revolution بایگانی‌شده  در ۱۷ فوریه ۲۰۲۱ توسط Wayback Machine by Saul Landau, The Washington Post, 19 October 1997, p. X01.
88. ↑  Moore, Don. "Revolution! Clandestine Radio and the Rise of Fidel Castro". Patepluma Radio. Archived from the original on 18 February 2008. Retrieved 3 February 2021.
89. ↑  Kellner 1989, p. 42.
90. ↑    - The Spirit Of Moncada by Larry Bockman (Major, USMC) 1984.
91. ↑  Kellner 1989, p. 40.
92. 1 2  Kellner 1989, p. 47.
93. ↑  Dorschner 1980, pp. 41–47, 81–87.
94. ↑  Sandison 1996, p. 39.
95. ↑  Kellner 1989, p. 48.
96. ↑  Kellner 1989, p. 13.
97. ↑  Kellner 1989, p. 51.
98. ↑  Castañeda, pp. 145–146.
99. 1 2  Castañeda, p. 146.
100. ↑  Anderson 1997, 397.
101. ↑  Anderson 1997, pp. 400–401.
102. ↑  Anderson 1997, p. 424.
103. ↑  Castañeda, p. 159.
104. ↑  (Castañeda 1998, pp. 264–265).
105. ↑  Skidmore 2008, pp. 273.
106. ↑  Gómez Treto 1991, p. 115. "The Penal Law of the War of Independence (July 28, 1896) was reinforced by Rule 1 of the Penal Regulations of the Rebel Army, approved in the Sierra Maestra February 21, 1958, and published in the army's official bulletin (Ley penal de Cuba en armas, 1959)" (Gómez Treto 1991, p. 123).
107. ↑  Gómez Treto 1991, pp. 115–116.
108. ↑  Anderson 1997, p. 376.
109. 1 2  Taibo 1999, p. 267.
110. ↑  Kellner 1989, p. 52.
111. ↑  Niess 2007, p. 60.
112. ↑  Gómez Treto 1991, p. 116.
113. 1 2 3  Castañeda 1998, pp. 143–144.
114. ↑  Anderson, Jon Lee. Che Guevara: A Revolutionary Life, New York: 1997, Grove Press, pp. 372 and pp. 425
115. ↑  Skidmore, Thomas E. (and Peter H. Smith), Modern Latin America, 4th paperback ed. , 2000, pp. 273.
116. ↑  Thomas, Hugh. Cuba or the Pursuit of Freedom. Cambridge, MA: Da Capo Press, April 1998 (Updated edition). شابک ‎۰−۳۰۶−۸۰۸۲۷−۷
117. ↑  Anderson (1997), Castañeda 1998, Free Society Project / Cuba Archive
118. ↑  Harris 2010, pp. 92.
119. ↑  Anderson 1997, p. 375.
120. ↑  Kellner 1989, p. 54.
121. ↑  Kellner 1989, p. 57.
122. 1 2 3  Kellner 1989, p. 58.
123. ↑  Taibo 1999, pp. 282–285.
124. 1 2  Ramadhian Fadillah (13 June 2012). "Soekarno soal cerutu Kuba, Che dan Castro" (به اندونزیایی). Merdeka.com. Archived from the original on 16 June 2012. Retrieved 15 June 2013.
125. 1 2  Anderson 1997, p. 431.
126. ↑  Taibo 1999, p. 300.
127. ↑  Che Guevara's Daughter Visits Bomb Memorial in Hiroshima بایگانی‌شده  در ۱۳ ژوئیه ۲۰۱۲ توسط Archive.today by The Japan Times, 16 May 2008
128. 1 2  Anderson 1997, p. 435.
129. ↑  Casey 2009, p. 25.
130. ↑  Casey 2009, pp. 25–50.
131. 1 2  Kellner 1989, p. 55.
132. 1 2 3  Kellner 1989, p. 61.
133. ↑  Latin America's New Look at Che بایگانی‌شده  در ۱۲ فوریه ۲۰۲۱ توسط Wayback Machine by Daniel Schweimler, BBC News, 9 October 2007.
134. ↑  Anderson 1997, p. 449
135. 1 2 3 4  Notes for the Study of the Ideology of the Cuban Revolution بایگانی‌شده  در ۹ ژانویه ۲۰۲۱ توسط Wayback Machine by Che Guevara, published in Verde Olivo, October 8, 1960
136. ↑  Cuba: A Dissenting Report بایگانی‌شده  در ۲۰ دسامبر ۲۰۱۶ توسط Wayback Machine, by Samuel Shapiro, New Republic, 12 September 1960, pp. 8-26, 21.
137. ↑  Man and Socialism in Cuba بایگانی‌شده  در ۲۰۱۰-۱۱-۲۸ توسط Wayback Machine by Che Guevara
138. ↑  "Ernesto "Che" Guevara". Archived from the original on 13 February 2021. Retrieved 6 February 2021.
139. 1 2  Crompton 2009, p. 71.
140. 1 2  Kellner 1989, p. 60.
141. ↑  Dumur 1964 a 1964 video interview of Che Guevara speaking French (with English subtitles).
142. 1 2 3 4 5  Hansing 2002, pp 41–42.
143. 1 2 3 4  "Socialism and Man in Cuba" بایگانی‌شده  در ۱۳ فوریه ۲۰۲۱ توسط Wayback Machine A letter to Carlos Quijano, editor of Marcha, a weekly newspaper published in Montevideo, Uruguay; published as "From Algiers, for Marcha: The Cuban Revolution Today" by Che Guevara on 12 March 1965.
144. 1 2 3 4 5  Kellner 1989, p. 62.
145. ↑  Kellner 1989, p. 59.
146. ↑  PBS: Che Guevara, Popular but Ineffective.
147. ↑  Kellner 1989, p. 75.
148. ↑  "Latin America Report" (JPRS–LAM–84–037). Foreign Broadcast Information Service (FBIS). 23 March 1984: 24. Archived from the original on 15 November 2011. Retrieved 30 October 2010. {{cite journal}}: Cite journal requires |journal= (help)
149. ↑  Kellner 1989, p. 63.
150. ↑  Kellner 1989, p. 74.
151. ↑  Taibo 1999, p. 269.
152. ↑  Taibo 1999, p. 306.
153. 1 2 3  Vargas Llosa 2005.
154. 1 2  Kellner 1989, pp. 69–70.
155. ↑  Anderson 1997, p. 507.
156. ↑  Anderson 1997, p. 509.
157. 1 2  "Economics Cannot be Separated from Politics" بایگانی‌شده  در ۹ اکتبر ۲۰۱۷ توسط Wayback Machine speech by Che Guevara to the ministerial meeting of the Inter-American Economic and Social Council (CIES), in Punta del Este, Uruguay on 8 August 1961.
158. ↑  Kellner 1989, p. 78.
159. 1 2  «نسخه آرشیو شده» (PDF). بایگانی‌شده از اصلی (PDF) در ۲۹ مارس ۲۰۲۰. دریافت‌شده در ۶ فوریه ۲۰۲۱.
160. ↑  Anderson 1997, p. 492.
161. ↑  Anderson 1997, p. 530.
162. ↑  Anderson 1997, p. 545.
163. ↑  Guevara 1997, p 304
164. ↑  Kellner 1989, p. 73.
165. 1 2 3 4 5  "Colonialism is Doomed" بایگانی‌شده  در ۹ اکتبر ۲۰۱۷ توسط Wayback Machine speech to the 19th General Assembly of the United Nations in New York City by Cuban representative Che Guevara on 11 December 1964.
166. ↑  «UNESCO honors executioner Che Guevara». UN Watch (به انگلیسی). ۲۰۱۳-۰۷-۲۱. دریافت‌شده در ۲۰۲۱-۰۷-۱۷.
167. 1 2  Bazooka Fired at UN as Cuban Speaks بایگانی‌شده  در ۱۱ ژوئن ۲۰۱۰ توسط Wayback Machine by Homer Bigart, The New York Times, 12 December 1964, p. 1.
168. ↑  CBS Video بایگانی‌شده  در ۱ سپتامبر ۲۰۲۰ توسط Wayback Machine of Che Guevara being interviewed by Face the Nation on 13 December 1964, (29:11)
169. ↑  Hart 2004, p. 271.
170. ↑  Anderson 1997, p. 618.
171. ↑  "Che Guevara: Father Of Revolution, Son Of Galway". Fantompowa.net. Archived from the original on 31 October 2010. Retrieved 31 October 2010.
172. ↑  Guevara 1969, p. 350.
173. ↑  Guevara, Che. "Che Guevara At the Afro-Asian Conference in Algeria". marxists.org. Archived from the original on 17 September 2018. Retrieved 4 November 2018.
174. ↑  Guevara 1969, pp. 352–59.
175. ↑  Message to the Tricontinental بایگانی‌شده  در ۲۷ ژانویه ۲۰۱۸ توسط Wayback Machine (1967) A letter sent by Che Guevara from his jungle camp in Bolivia, to the Tricontinental Solidarity Organisation in Havana, Cuba, in the Spring of 1967.
176. 1 2  Brand Che: Revolutionary as Marketer's Dream بایگانی‌شده  در ۱۷ فوریه ۲۰۲۱ توسط Wayback Machine by Michiko Kakutani, The New York Times, 20 April 2009
177. 1 2 3  Ernesto 'Che' Guevara: A Rebel Against Soviet Political Economy بایگانی‌شده  در ۲۷ ژانویه ۲۰۲۱ توسط Wayback Machine by Helen Yaffe (author of Che Guevara: The Economics of Revolution), 2006
178. ↑  Abrams 2010, p. 100
179. ↑  Abrams 2010, p. 103.
180. ↑  Guevara 1965.
181. ↑  Ben Bella 1997.
182. ↑  Anderson 1997, p. 624.
183. ↑  Anderson 1997, p. 629.
184. ↑  Gott 2004 p. 219.
185. ↑  Gálvez 1999, p. 62.
186. ↑  Kellner 1989, p. 86.
187. ↑  DR Congo's Rebel-Turned-Brain Surgeon بایگانی‌شده  در ۱۲ فوریه ۲۰۲۱ توسط Wayback Machine by Mark Doyle, BBC World Affairs, 13 December 2005.
188. ↑  BBC News 17 January 2001.
189. ↑  "The intercept operators knew that Dar-es-Salaam was serving as a communications center for the fighters, receiving messages from Castro in Cuba and relaying them on to the guerrillas deep in the bush." (Bamford 2002, p. 181)
190. ↑  Ireland's Own 2000.
191. ↑  Kellner 1989, p. 87.
192. ↑  From Cuba to Congo, Dream to Disaster for Che Guevara بایگانی‌شده  در ۱۷ فوریه ۲۰۲۱ توسط Wayback Machine by The Guardian, 12 August 2000
193. ↑  Guevara 2000, p. 1.
194. ↑  Castañeda 1998, p. 316.
195. ↑  Che Guevara's Central Bohemian Hideaway بایگانی‌شده  در ۱۷ فوریه ۲۰۲۱ توسط Wayback Machine article and audio by Ian Willoughby, Český rozhlas, 27 June 2010
196. ↑  O'Donnell, Pacho. "Opiniones de Perón sobre el Che". Página/12 (به اسپانیایی). Archived from the original on 3 March 2020. Retrieved 23 May 2015.
197. ↑  Guevara 2009, p. 167.
198. ↑  Mittleman 1981, p. 38.
199. ↑  Jacobson, Sid and Ernie Colón. Che: A Graphic Biography. Hill and Wang, 2009. 96–97.
200. ↑  Jacobson, Sid and Ernie Colón. Che: A Graphic Biography. Hill and Wang, 2009. 98.
201. 1 2  Selvage 1985.
202. ↑  Anderson 1997, p. 693.
203. ↑  Members of Che Guevara's Guerrilla Movement in Bolivia بایگانی‌شده  در ۲۷ اوت ۲۰۱۰ توسط Wayback Machine by the Latin American Studies Organization
204. ↑  Kellner 1989, p. 97.
205. ↑  "Bidding for Che بایگانی‌شده  در ۲۶ اوت ۲۰۱۳ توسط Wayback Machine", Time Magazine, 15 December 1967.
206. ↑  US Army 1967 and Ryan 1998, pp. 82–102, inter alia. "US military personnel in Bolivia never exceeded 53 advisers, including a sixteen-man Mobile Training Team from the 8th Special Forces Group based at Fort Gulick, Panama Canal Zone" (Selvage 1985).
207. ↑  Guevara 1972.
208. ↑  Castañeda 1998, pp. 107–112; 131–132.
209. ↑  Wright 2000, p. 86.
210. ↑  Rodriguez and Weisman 1989.
211. ↑  Barbie "Boasted of Hunting Down Che" بایگانی‌شده  در ۱ سپتامبر ۲۰۱۳ توسط Wayback Machine by David Smith, The Observer, 23 December 2007.
212. ↑  Green Beret Behind the Capture of Che Guevara بایگانی‌شده  در ۱۷ فوریه ۲۰۲۱ توسط Wayback Machine by Richard Gott, The Age, 8 September 2010
213. ↑  Rothman, Lily (9 October 2017). "Read TIME's Original Report on the Death of Che Guevara". Time. Archived from the original on 12 November 2020. Retrieved 9 October 2020.
214. ↑  Anderson 1997, p. 733.
215. 1 2  "The Man Who Buried Che بایگانی‌شده  در ۲۰۰۸-۱۲-۰۷ توسط Wayback Machine" by Juan O. Tamayo, Miami Herald, 19 September 1997.
216. 1 2 3 4 5  Ray, Michèle (March 1968). "In Cold Blood: The Execution of Che by the CIA". Ramparts Magazine. Edward M. Keating. pp. 21–37. Archived from the original on 30 October 2016. Retrieved 29 October 2016.
217. ↑  Grant 2007
218. 1 2  Grant 2007
219. ↑  Almudevar, Lola. "Bolivia marks capture, execution of 'Che' Guevara 40 years ago بایگانی‌شده  در ۶ مارس ۲۰۱۲ توسط Wayback Machine", San Francisco Chronicle. 9 October 2007; retrieved 7 November 2009.
220. ↑  Time magazine 1970.
221. ↑  "The Death of Che Guevara: Declassified". The National Security Archive. Retrieved 24 January 2016.
222. 1 2  Anderson 1997, p. 739.
223. ↑  Obituary: Che Guevara, Marxist Architect of Revolution بایگانی‌شده  در ۱۰ مه ۲۰۱۷ توسط Wayback Machine by Richard Bourne, The Guardian, 11 October 1967
224. ↑  Almudevar 2007 and Gott 2005.
225. ↑  Casey 2009, p. 179.
226. ↑  Casey 2009, p. 183.
227. ↑  The Death of Che Guevara بایگانی‌شده  در ۲۱ دسامبر ۲۰۱۱ توسط Wayback Machine by Bjorn Kumm, The New Republic, Originally published on 11 November 1967.
228. ↑  Lacey 2007a.
229. ↑  After the Cuban revolution, seeing that Guevara had no watch, his friend Oscarito Fernández Mell gave him his own gold watch. Sometime later, Che handed him a piece of paper; a receipt from the National Bank declaring that Mell had "donated" his gold wristband to Cuba's gold reserve. Guevara was still wearing his watch, but it now had a leather wristband (Anderson 1997, p. 503).
230. ↑  Kornbluh 1997.
231. ↑  Garza, Laura (18 December 1995). "Bolivian General Reveals Che Guevara's Burial Site". The Militant. Archived from the original on 2 February 2012. Retrieved 10 February 2012.
232. ↑  Anderson 1997, p. 740.
233. ↑  Anderson 1997, p. 741.
234. ↑  Kellner 1989, p. 101.
235. ↑  "Bidding for Che بایگانی‌شده  در ۲۶ اوت ۲۰۱۳ توسط Wayback Machine", Time Magazine, 15 December 1967.
236. ↑  Guevara 1967.
237. ↑  Ryan 1998, p. 45.
238. ↑  Ryan 1998, p. 104.
239. ↑  Ryan 1998, p. 148.
240. ↑  Ramírez 1997.
241. 1 2  Nadle, Marlene (24 August 1968). "Régis Debray Speaks from Prison". Ramparts Magazine: 42.
242. ↑  Durschmied 2002, pp. 307–09.
243. 1 2 3  Durschmied 2002, p. 305.
244. ↑  Durschmied 2002, pp. 305–06.
245. ↑  Durschmied 2002, p. 306.
246. ↑  Cuba salutes 'Che' Guevara: Revolutionary Icon Finally Laid to Rest بایگانی‌شده  در ۲۰ آوریل ۲۰۰۶ توسط Wayback Machine, CNN, 17 October 1997
247. ↑  Bolivia unveils original Che Guevara diary بایگانی‌شده  در ۷ آوریل ۲۰۲۰ توسط Wayback Machine by Eduardo Garcia, Reuters, 7 July 2008.
248. ↑  Slain Che Guevara Soldiers Found? بایگانی‌شده  در ۱۰ آوریل ۲۰۱۷ توسط Wayback Machine video report by National Geographic, 21 August 2009.
249. ↑  McLaren 2000, p. 7.
250. 1 2  Löwy 1973, p. 7.
251. ↑  Löwy 1973, p. 33.
252. ↑  The Spark That Does Not Die بایگانی‌شده  در ۳۰ اکتبر ۲۰۱۷ توسط Wayback Machine by Michael Löwy, International Viewpoint, July 1997
253. ↑  Löwy 1973, pp. 7, 9, 15, 25, 75, 106.
254. ↑  Guevara 2009, p. II.
255. ↑  Moynihan 2006.
256. ↑  Sinclair 1968/2006, p. 80.
257. ↑  Sinclair 1968/2006, p. 127.
258. ↑  McLaren 2000, p. 3.
259. ↑  Sinclair 1968/2006, p. 67.
260. ↑  "Ernesto Che Guevara R.I.P. بایگانی‌شده  در ۱۱ سپتامبر ۲۰۱۳ توسط Wayback Machine" by Rothbard, Murray, Left and Right: A Journal of Libertarian Thought, Volume 3, Number 3 (Spring-Autumn 1967).
261. 1 2  O'Hagan 2004.
262. ↑  Behind Che Guevara's mask, the cold executioner بایگانی‌شده  در ۲۱ نوامبر ۲۰۰۸ توسط Wayback Machine Times Online, 16 September 2007.
263. ↑  "'Che' Spurs Debate, Del Toro Walkout" بایگانی‌شده  در ۱۴ آوریل ۲۰۱۶ توسط Wayback Machine, The Washington Times, 27 January 2009.
264. ↑  Short interview on Che Guevara بایگانی‌شده  در ۱۱ نوامبر ۲۰۲۰ توسط Wayback Machine with Carlos Alberto Montaner for the Freedom Collection
265. 1 2  Che is the "Patron Saint" of Warfare بایگانی‌شده  در ۲۲ اکتبر ۲۰۱۷ توسط Wayback Machine by William Ratliff, The Independent Institute, 9 October 2007.
266. 1 2  Dosal 2004, pp. 305.
267. ↑  From the National Archives of Brazil.
268. 1 2  Kellner 1989, p. 106.
269. ↑  Farber, Samuel (23 May 2016). "Assessing Che". Jacobin. Archived from the original on 12 January 2021. Retrieved 11 February 2021.
270. ↑  Che Guevara's Ideals Lose Ground in Cuba بایگانی‌شده  در ۲۱ اکتبر ۲۰۲۰ توسط Wayback Machine by Anthony Boadle, Reuters, 4 October 2007: "he is the poster boy of communist Cuba, held up as a selfless leader who set an example of voluntary work with his own sweat, pushing a wheelbarrow at a building site or cutting sugar cane in the fields with a machete."
271. ↑  People's Weekly 2004.
272. ↑  Argentina pays belated homage to "Che" Guevara بایگانی‌شده  در ۱۱ اکتبر ۲۰۲۰ توسط Wayback Machine by Helen Popper, Reuters, 14 June 2008
273. ↑  Statue for Che's '80th birthday' بایگانی‌شده  در ۵ اکتبر ۲۰۱۷ توسط Wayback Machine by Daniel Schweimler, BBC News, 15 June 2008.
274. ↑  Schipani 2007.
275. ↑  On a tourist trail in Bolivia's hills, Che's fame lives on بایگانی‌شده  در ۳ مارس ۲۰۱۶ توسط Wayback Machine By Hector Tobar, Los Angeles Times, 17 October 2004.
276. ↑  Casey 2009, pp. 235, 325.
277. ↑  see also Che Guevara (photo).
278. ↑  BBC News 26 May 2001.
279. ↑  Lacey 2007b.
280. ↑  BBC News 2007.
281. 1 2  Harris 2010, pp. 200.
282. 1 2  Harris 2010, pp. 201.
283. ↑  Harris 2010, pp. 202.
284. ↑  Harris 2010, pp. 206–208.
285. ↑  Harris 2010, pp. 208–209.
286. ↑  ""Che" Guevara, condecorado por Checoslovaquia". ABC. 29 de octubre de 1960. Consultado el 13 de octubre de 2014.
287. ↑  "Janio Condecora Guevara" (en portugués). Folha de S.Paulo. 20 de agosto de 1961. Consultado el 13 de octubre de 2014.
288. 1 2  Harris 2010, pp. 198.
289. ↑  Francisco Rabal در بانک اطلاعات اینترنتی فیلم‌ها (IMDb)
290. ↑   چه گوارا در بانک اطلاعات اینترنتی فیلم‌ها (IMDb)
291. ↑  Larsen, Darl, 1963- (2008). Monty Python's flying circus: an utterly complete, thoroughly unillustrated, absolutely unauthorized guide to possibly all the references: from Arthur "Two-Sheds" Jackson to Zambesi. Lanham, Md.: Scarecrow Press. ISBN 978-0-8108-6131-2. OCLC 187417654.{{cite book}}:  نگهداری یادکرد:نام‌های متعدد:فهرست نویسندگان (link)
292. ↑  "Evita (1996) – Full Credits". Turner Classic Movies. Archived from the original on December 1, 2016. Retrieved November 30, 2016.
293. ↑   El Che در بانک اطلاعات اینترنتی فیلم‌ها (IMDb)
294. ↑   Fidel در بانک اطلاعات اینترنتی فیلم‌ها (IMDb)
295. ↑   Meeting Che Guevara & the Man from Maybury Hill در بانک اطلاعات اینترنتی فیلم‌ها (IMDb)
296. ↑   The Lost City در بانک اطلاعات اینترنتی فیلم‌ها (IMDb)
297. ↑   The Mark Steel Lectures در بانک اطلاعات اینترنتی فیلم‌ها (IMDb)
298. ↑   The True Story of Che Guevara در بانک اطلاعات اینترنتی فیلم‌ها (IMDb)
299. ↑  Eduardo Noriega در بانک اطلاعات اینترنتی فیلم‌ها (IMDb)
300. ↑  Taubin, Amy (September–October 2008). "Guerrilla Filmmaking on an Epic Scale". Film Comment. Archived from the original on 2013-01-23. Retrieved 2008-09-05.
301. ↑  Nathalie Cardone "Serving Beauty" in Newest Album بایگانی‌شده  در ژوئن ۶, ۲۰۱۰ توسط Wayback Machine by Cenk Erdem, Today's Zaman, August 11, 2009
302. ↑  Harris 2010, pp. xxiii.

### آرشیو رسانه‌ای
ویدیوها
- سخنرانی گوارا در مجمع عمومی سازمان ملل متحد به تاریخ ۱۱ دسامبر ۱۹۶۴، در یوتیوب
- مصاحبه گوارا با برنامه ملاقات با ملت شبکه سی‌بی‌اس به تاریخ ۱۳ دسامبر ۱۹۶۴ در یوتیوب
- مصاحبه گوارا در دوبلین ایرلند، با ترجمه انگلیسی در یوتیوب
- شعرخوانی توسط گوارا، با زیرنویس انگلیسی در یوتیوب
- گوارا حمایت خود از فیدل کاسترو را نشان می‌دهد، در یوتیوب
- گوارا دربارهٔ کار صحبت می‌کند، با زیرنویس انگلیسی در یوتیوب
- گوارا دربارهٔ حمله به خلیج خوک‌ها صحبت می‌کند، با زیرنویس انگلیسی در یوتیوب
- گوارا علیه امپریالیسم صحبت می‌کند، با زیرنویس انگلیسی در یوتیوب
- مصاحبه گوارا در پاریس، به زبان فرانسه در سال ۱۹۶۴، با زیرنویس انگلیسی در یوتیوب

صداها
- مصاحبه گوارا با برنامه مسائل و پاسخ‌ها در شبکه ای‌بی‌سی به تاریخ ۲۴ مارس ۱۹۶۴ با گویندگی لیزا هووارد، در یوتیوب